# Leer (Ostfriesland)

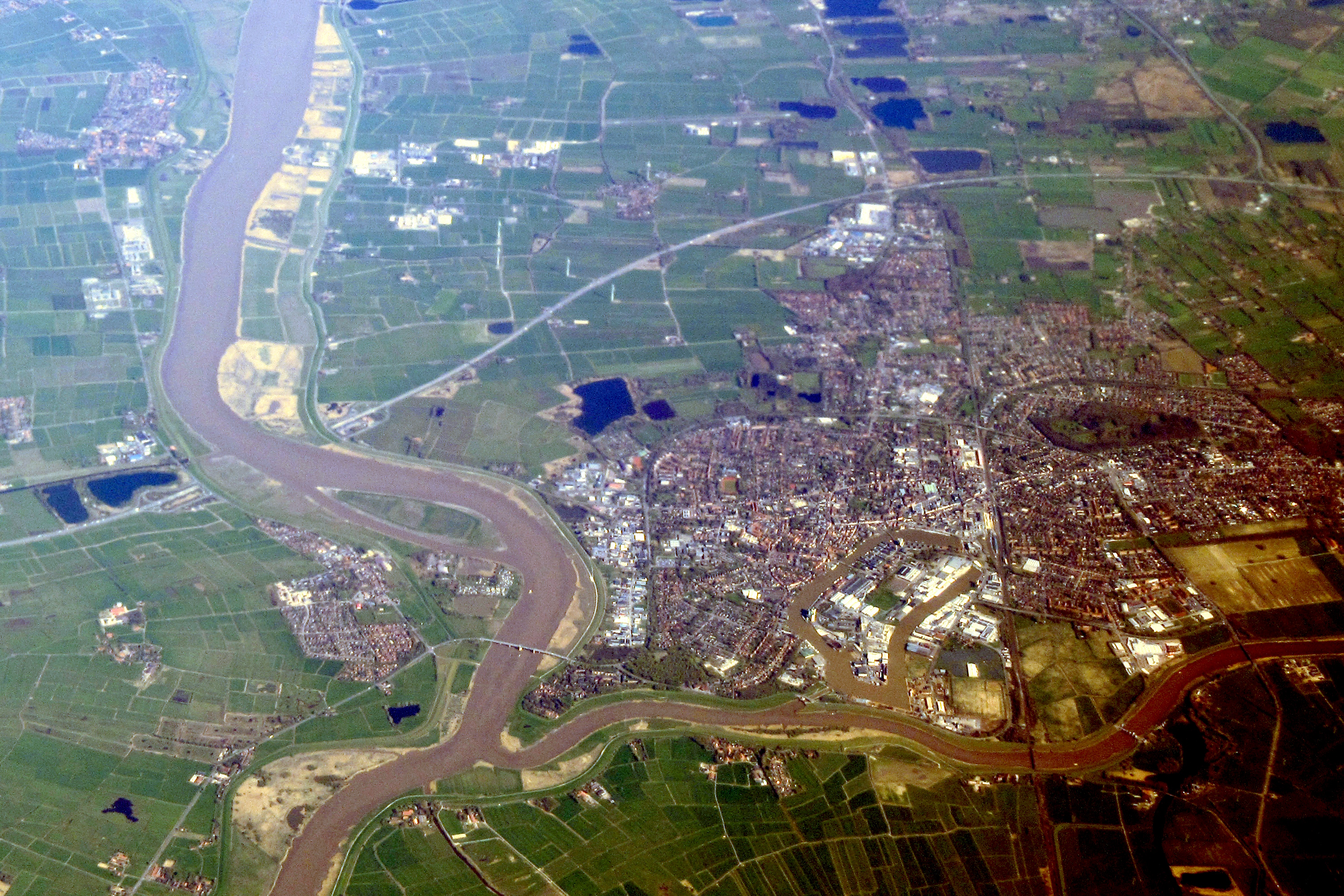
Leer an der Mündung der Leda in die Ems

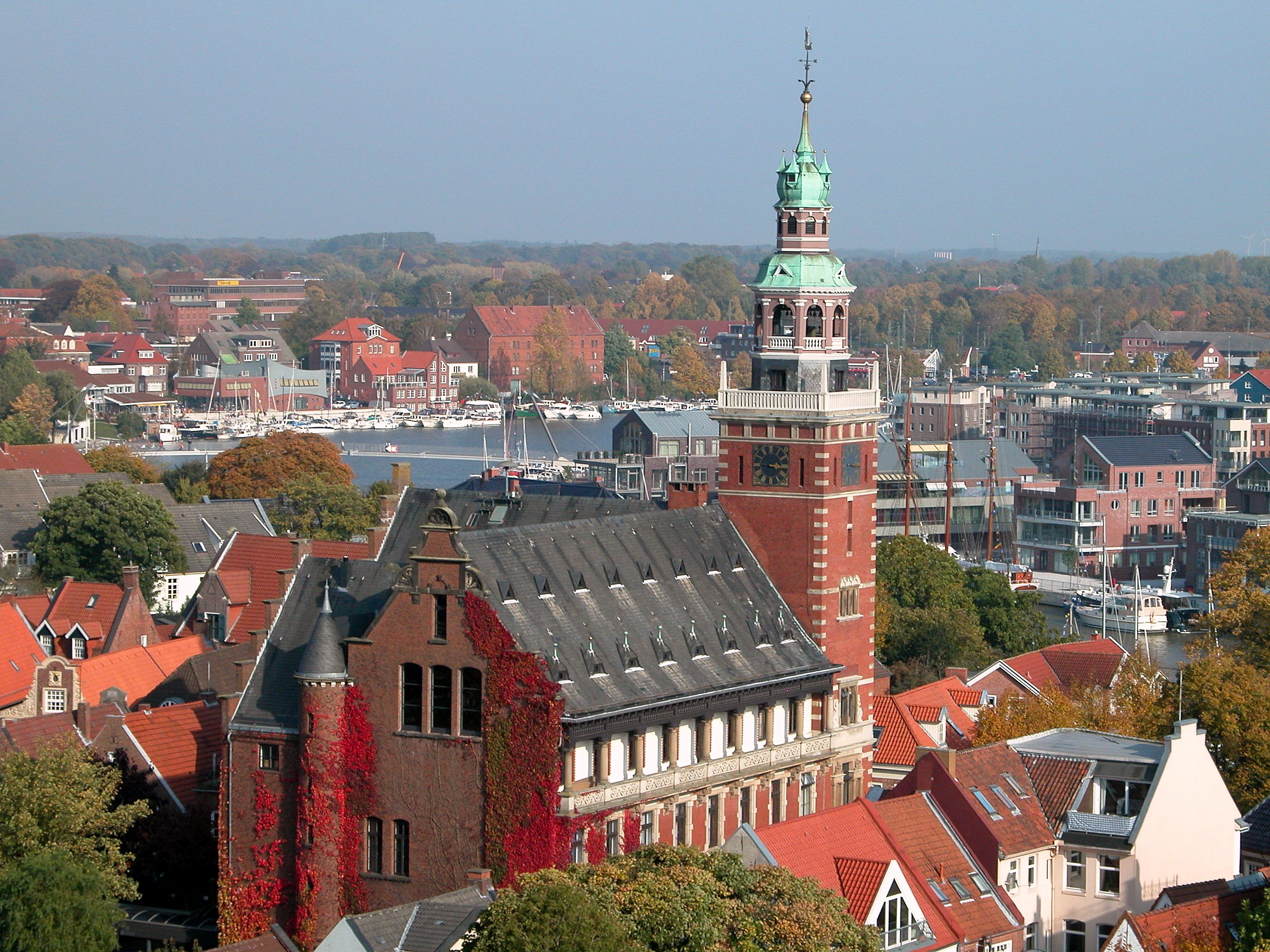
Blick auf Rathaus und Freizeithafen

Leer (Ostfriesland) [leɐ] (ostfriesisch Lier, ostfriesisches Platt Läär) ist die Kreisstadt des Landkreises Leer in Niedersachsen und eine selbständige Gemeinde. Mit 34.025 Einwohnern ist sie nach Emden und Aurich die drittgrößte Stadt Ostfrieslands.
Durch ihren Seehafen war die an Ems und Leda gelegene Stadt über Jahrhunderte vom Handel und der Schifffahrt geprägt. Sie entwickelte sich seit den 1980er Jahren zu einem der größten deutschen Reederei-Standorte. Leer ist ein Mittelzentrum. Die Stadt bezeichnet sich als Tor Ostfrieslands und liegt an Kreuzungspunkten der Verkehrsträger Straße, Schiene und Fluss.
Die Altstadt gilt wegen des guten Erhaltungszustands ihrer historischen Häuser als die „wertvollste“ der Region. Vier Burgen, zahlreiche Bürgerhäuser und Kirchen aus mehreren Jahrhunderten sind in der Stadt zu finden.
Leer ist Sitz des Landeskirchenamtes der Evangelisch-reformierten Kirche, des Kommandos Schnelle Einsatzkräfte Sanitätsdienst der Bundeswehr und Unternehmenssitz der Bünting-Gruppe.
Durch die Hochschule Emden/Leer ist Leer seit dem Jahr 2000 Hochschulstadt. Weitere öffentliche Dienstleister haben in der Stadt ihren Sitz oder eine Niederlassung.
Im späten 14. und frühen 15. Jahrhundert war Leer durch den Häuptling Focko Ukena ein politisches Zentrum Ostfrieslands. Zur Stadt erhoben wurde Leer aber erst 1823. Zuvor galt der Ort als Marktflecken, hatte aber schon lange vor der Verleihung des Stadtrechts städtische Züge angenommen.
Wahrscheinlich lässt sich der Name der Stadt Leer von dem urgermanischen Wort „hlér“ („Weideplatz“) ableiten.
Die Einwohner werden im Standarddeutschen und auf Plattdeutsch Leeraner genannt.
Das dazugehörige Adjektiv lautet ebenfalls so.

## Geographie

### Lage

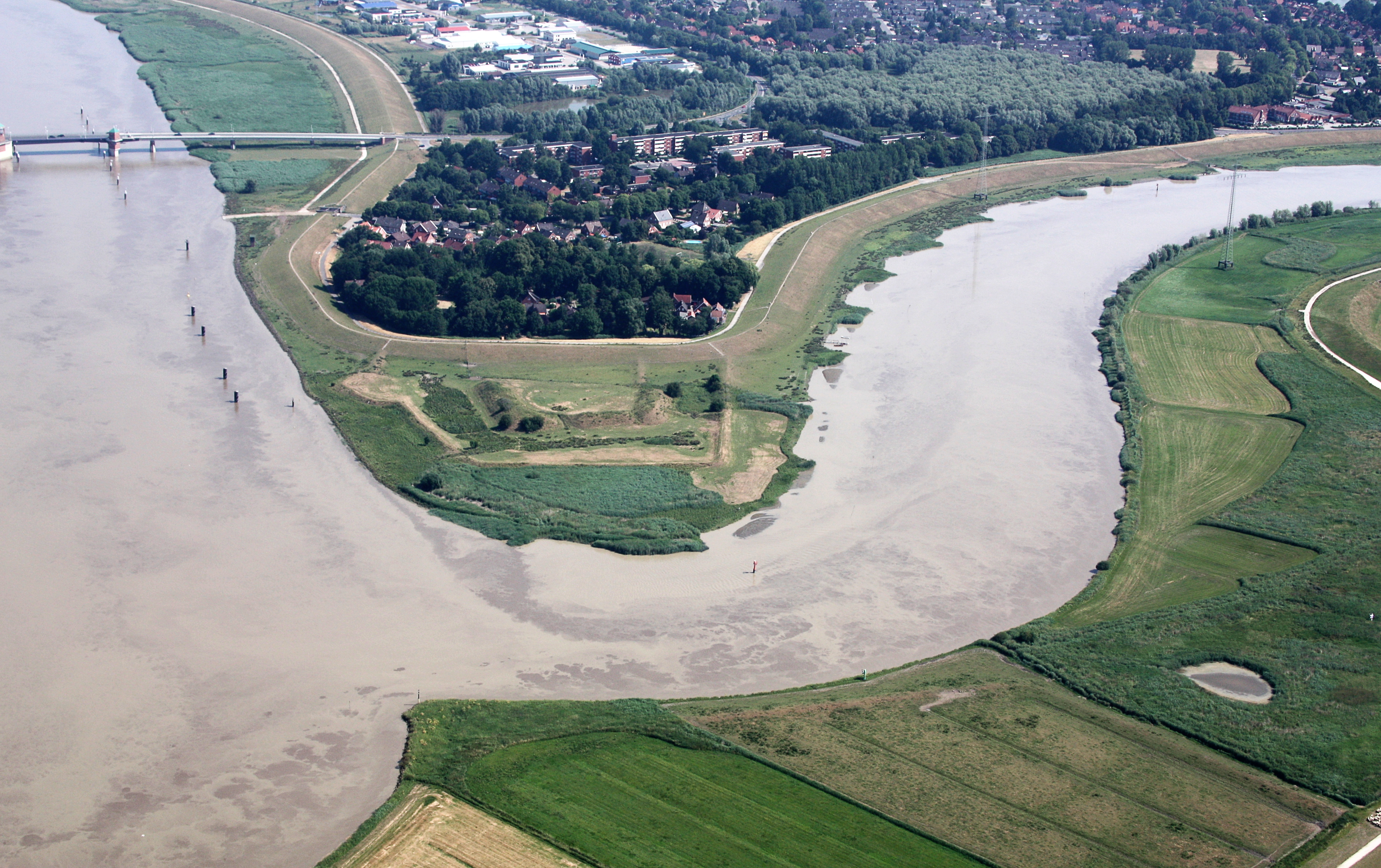
Mündung der Leda (rechts) in die Ems

Leer liegt im südlichen Ostfriesland an der Mündung der Leda in die Ems. Ursprünglich befand sich sein Stadtkern an einer Schleife der Leda in unmittelbarer Nähe der Mündung des Flusses; durch die Erweiterung ihres Gebiets und Eingemeindungen breitete sich die Stadt in Richtung Ems aus. Seit der Eingemeindung der Stadtteile Bingum und Nettelburg 1972 erstreckt sich das Stadtgebiet auch auf Bereiche westlich der Ems und südlich der Leda. Den Seehafen Leer erreichen Seeschiffe über die Ems und die Leda sowie eine Seeschleuse, die den Hafen schützt. Die Stadt befindet sich ungefähr auf halber Strecke zwischen Groningen und Oldenburg.

### Geologie
Das Kerngebiet der Stadt befindet sich auf einem Ausläufer des Oldenburgisch-Ostfriesischen Geestrückens aus eiszeitlichen Sandern. Besonders im Gebiet der Kernstadt sowie in Teilen von Loga und Logabirum sind Sande und Geschiebelehm vorherrschend. Der Geestrücken wird im Westen, Süden und Südosten von den Flussmarschen von Ems und Leda umschlossen. Das Gebiet nahe den Flüssen besteht aus überschlickten Randmooren. Im nordöstlichsten Teil des Stadtgebiets, im Norden des Stadtteils Logabirum, gibt es auch Moorböden. Ursprünglich befanden sich im Norden der Stadt Sandhügel, die bis Anfang des 20. Jahrhunderts abgetragen wurden. Heute erstreckt sich das Stadtgebiet auf Höhen zwischen einem und sieben Meter über NN.

### Klima
Leer liegt in der gemäßigten Klimazone, hauptsächlich im direkten Einfluss der Nordsee. Im Sommer sind die Tagestemperaturen tiefer, im Winter häufig höher als im weiteren Inland. Das Klima ist von der mitteleuropäischen Westwindzone geprägt.
Nach der Klimaklassifikation von Köppen befindet sich Leer in der Einteilung Cfb. (Klimazone C: warm-gemäßigtes Klima, Klimatyp f: feucht-gemäßigtes Klima, Untertyp b: warme Sommer)
Innerhalb der gemäßigten Zone wird es dem Klimabezirk Niedersächsisches Flachland Nordsee-Küste zugeordnet, der maritim geprägt ist und sich durch relativ kühle und regenreiche Sommer, verhältnismäßig milde, schneearme Winter, vorherrschende West- und Südwestwinde sowie hohe Jahresniederschlagsmengen auszeichnet.
Die Temperaturen liegen derzeit im Jahresmittel bei 9 °C mit Höchstwerten in den Monaten Juli und August um die 30 °C und mittleren Niedrigstwerten um −2 °C im Dezember und im Januar. Die durchschnittlich meisten Regentage gibt es mit jeweils 14 im November und Dezember, die wenigsten im März und Mai, wo im Schnitt an neun Tagen Niederschlag fällt. Die Zahl der durchschnittlichen Sonnenstunden pro Tag schwankt zwischen einer (Dezember/Januar) und sechs Stunden (Mai/Juni).
Die mittlere frostfreie Zeit wird mit 170 bis 187 Tagen angegeben. Die mittlere Niederschlagsmenge liegt bei 738 mm/Jahr, die mittlere jährliche Sonnenscheindauer bei 1550 bis 1600 Stunden. Die Nähe zu Ems und Leda erzeugt besonders in den kühleren Monaten eine höhere Luftfeuchtigkeit und verstärkt damit die Nebelbildung.
Die nächstgelegene Wetterstation befindet sich 27 Kilometer nordwestlich in Emden.
|                       | Jan  | Feb  | Mär  | Apr  | Mai  | Jun  | Jul  | Aug  | Sep  | Okt  | Nov  | Dez  |   |      |
| Mittl. Tagesmax. (°C) | 4    | 5    | 8    | 12   | 17   | 20   | 21   | 21   | 18   | 14   | 8    | 5    | ⌀ | 12,8 |
| Mittl. Tagesmin. (°C) | −2   | −1   | 1    | 3    | 6    | 9    | 11   | 11   | 9    | 6    | 2    | 0    | ⌀ | 4,6  |
|                       |      |      |      |      |      |      |      |      |      |      |      |      |   |      |
| Niederschlag (mm)     | 59,2 | 40,1 | 51,4 | 46,0 | 61,5 | 77,4 | 74,8 | 67,2 | 65,6 | 62,5 | 69,1 | 63,2 | Σ | 738  |
|                       |      |      |      |      |      |      |      |      |      |      |      |      |   |      |
| Sonnenstunden (h/d)   | 1    | 2    | 3    | 5    | 6    | 6    | 6    | 6    | 4    | 3    | 2    | 1    | ⌀ | 3,8  |
|                       |      |      |      |      |      |      |      |      |      |      |      |      |   |      |
| Regentage (d)         | 13   | 9    | 12   | 10   | 11   | 11   | 11   | 11   | 11   | 11   | 14   | 14   | Σ | 138  |

| −2 |

| −1 |

| 1 |

| 3 |

| 6 |

| 9 |

| 11 |

| 11 |

| 9 |

| 6 |

| 2 |

| 0 |

| −2 |

| −1 |

| 1 |

| 3 |

| 6 |

| 9 |

| 11 |

| 11 |

| 9 |

| 6 |

| 2 |

| 0 |

### Nachbargemeinden
Die Stadt Leer liegt zentral innerhalb des Festlandsgebietes des gleichnamigen Landkreises. Sie grenzt an sieben der elf weiteren Kommunen des Kreises, namentlich (im Uhrzeigersinn, beginnend im Nordosten) die Samtgemeinden Hesel (darin die Gemeinden Holtland und Brinkum) und Jümme (darin die Gemeinden Nortmoor und Detern), die Gemeinden Rhauderfehn und Westoverledingen, die Stadt Weener sowie die Gemeinden Jemgum und Moormerland.

### Stadtgliederung

Leeraner Stadtteile

Leer gliedert sich in die Kernstadt und acht weitere Stadtteile. Dies sind Bingum, Heisfelde, Hohegaste, Leerort, Loga, Logabirum, Nettelburg und Nüttermoor. Zwei Stadtteile sind durch Flüsse vom Rest des Stadtgebietes getrennt: Nettelburg liegt südlich der Leda im Overledingerland, Bingum westlich der Ems im Rheiderland. Hinzu kommen kleinere Ortschaften, die jedoch nicht als formelle Stadtteile gezählt werden, beispielsweise Siebenbergen, Logaerfeld und Eisinghausen.
Da sich die zirka 35.000 Einwohner auf rund 70,3 Quadratkilometern verteilen, hat Leer – nach Marienhafe – in Ostfriesland die zweithöchste Einwohnerdichte. Sie liegt mit 497 Einwohnern pro Quadratkilometer nicht nur über dem ostfriesischen Durchschnitt, sondern auch über jenem des Landes Niedersachsen (zirka 168 Einwohner pro km²) und des Bundes (etwa 233 Einwohner pro km²).
Dicht bebaut sind neben der Kernstadt die Stadtteile Leerort, Heisfelde und Teile von Loga. Die weiteren Stadtteile sind dünner besiedelt und teils deutlich von der Landwirtschaft geprägt. In hohem Maße trifft dies auf Hohegaste und Nettelburg zu, die nicht über einen Siedlungskern verfügen.

## Geschichte

### Ur- und Frühgeschichte (bis etwa 800)
Das im Mündungsgebiet der Leda in die Ems günstig gelegene Gebiet der heutigen Stadt Leer wurde schon früh besiedelt. Im nordwestlichen Stadtgebiet befinden sich in Logabirum die Reste eines Großsteingrabes, in dem bedeutende Funde aus der Zeit von 2900 bis 2700 v. Chr. entdeckt wurden. Dabei wurden 17 Körperbestattungen der Einzelgrabkultur und 26 steinzeitliche Brandgräber der Trichterbecherkultur (TBK) aufgedeckt. Aus der späten Steinzeit, der Bronze- und der frühen Eisenzeit sind einzelne Funde wie auch Siedlungsreste in Loga und Logabirum bekannt. Im 2. und 3. Jahrhundert lag auf dem Gebiet des heutigen Westerhammrich eine relativ wohlhabende Siedlung. Bei archäologischen Untersuchungen wurden hier mehrere Werk- und Vorratsgruben, fünf Brunnenanlagen und Pfostensetzungen entdeckt, die offensichtlich zu dreischiffigen Hallenhäusern mit Vorratsspeichern gehörten. Funde von überkuppelten Ofenanlagen sowie von Bronzeschmelzen lassen eine Buntmetallverarbeitung im größeren Umfang vermuten. Weitere Artefakte deuten auf eine frühe Eisenverhüttung hin, wofür aus dieser Zeit bis dato nur in Holtland Funde vorliegen. Die Siedlung wird als Handels- und Handwerksstandort gedeutet. Offenbar wurden dort Agrarprodukte aus dem Hinterland und Luxusgüter aus dem römischen Reich gehandelt und römische Ziffern genutzt. Dafür dient eine Ritzung auf einer einheimischen Keramikscherbe als Beleg. Sie gilt als das älteste erhaltene Schriftstück der Region. Diese Siedlung wurde offenbar im 4. Jahrhundert wieder aufgegeben.

### Entwicklung der Handelssiedlung (ab etwa 800 bis 1430)

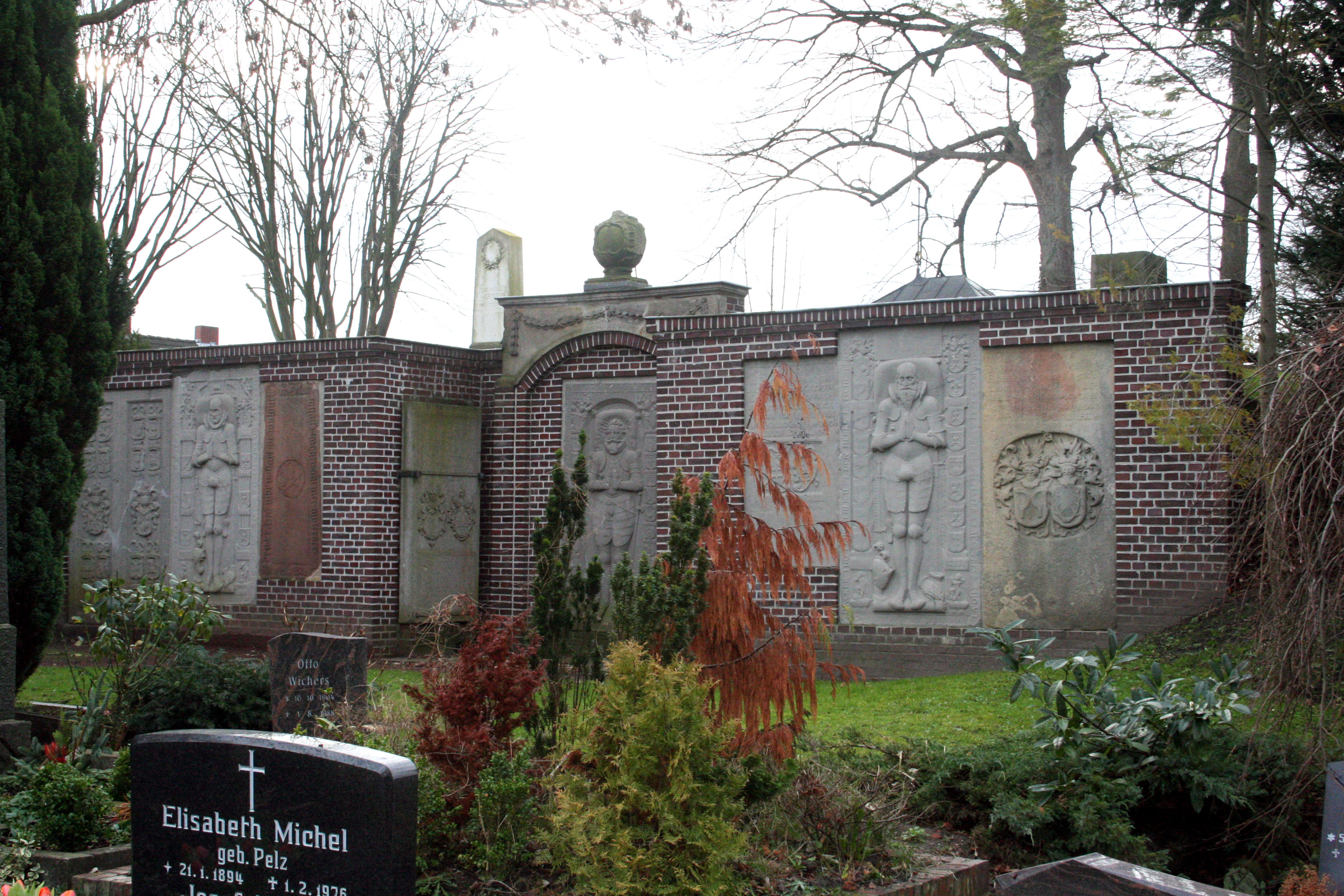
Die Ostwand der Krypta auf dem alten reformierten Friedhof in Leer, Ostfriesland. Die Krypta ist der letzte Rest des mittelalterlichen Kirchenbaus, der an der Stelle der ersten durch den heiligen Liudger in Ostfriesland gestifteten Kirche stand. In die Wand sind alte Grabsteine eingearbeitet worden.

Der eigentliche Siedlungskern der heutigen Stadt Leer lag im Bereich des reformierten Friedhofs. Hier wurden vom 7. bis 8. Jahrhundert Plaggen zu einer Warft aufgeworfen. Im Jahr 791 missionierte der Friesenapostel Liudger die Leeraner nach der Integration in das Fränkische Reich und gründete die erste Kapelle im ostfriesischen Raum am Westrand der damaligen Siedlung, eine Holzkirche. Sie stellte einen der kirchlichen Mittelpunkte der in Friesland dominierenden Grundherrschaft des Klosters Werden dar. Später erwarben auch andere Klöster hier Besitz, wie etwa das Kloster Fulda.
Im 11. Jahrhundert wurde Leer Münzstätte. Sie wurde von Gottfried II. (Niederlothringen), dem Grafen von Friesland und von Gottfried I., der Vater von Gottfried von Cappenberg war, dem Grafen des Emsgaus, betrieben. Zwischen 1063 und 1066 ließ möglicherweise auch Adalbert von Bremen hier Münzen prägen.
Um das Jahr 1200 begann der Bau der romanischen St.-Liudger-Kirche, die einen älteren Vorgängerbau aus Holz ersetzte. Um die Mitte des 13. Jahrhunderts wurde Leer Sitz einer Propstei und unterstand fortan in geistlicher und weltlicher Hinsicht dem Bistum Münster. Gehemmt wurde die wirtschaftliche Entwicklung vor allem des Hafens durch den Stapelzwang in Emden, der dort um 1400 von der örtlichen Familie der Abdena durchgesetzt wurde.
In der Zeit der Ostfriesischen Häuptlinge geriet Leer in den Machtbereich des aus Neermoor stammenden Häuptlings Focko Ukena, der sich fortan Häuptling von Leer nannte. Er baute den Ort zum Zentrum seines Machtbereichs aus und errichtete hier um 1421 die Fockenburg im Typus ostfriesischer Häuptlingsburgen, der noch heute am Steinhaus Bunderhee zu erkennen ist. Ukena war ursprünglich ein Verbündeter der Tom Brok gewesen, des mächtigsten Häuptlingsgeschlechts jener Zeit, das als erstes eine eigene Landesherrschaft in Ostfriesland begründet hatte. Als sich dagegen in Ostfriesland immer größerer Widerstand regte, stellte sich Focko Ukena an die Spitze der mit ihrer Abhängigkeit unzufriedenen Häuptlinge und wurde damit zur Leitfigur in deren Kampf zur Wiederherstellung der Friesischen Freiheit. 1427 besiegte Ukena die tom Brok mit Unterstützung verbündeter Seeräuber endgültig, ging fortan aber dazu über, eine eigene Landesherrschaft im Erbe der tom Brok zu gründen. Leer wurde so von 1427 bis 1430 Hauptort Ostfrieslands. Andere ostfriesische Häuptlinge und Bauern sahen sich zunehmend in ihrer Freiheit bedroht und begannen, sich gegen Ukena zur Wehr zu setzen. Um 1430 entstand im Brookmerland der Freiheitsbund der Sieben Ostfrieslande unter Führung der Cirksena, der ein Landesaufgebot aufstellte und im selben Jahr die Burg in Leer belagerte. Nachdem diese nicht mehr zu halten war, floh Focko Ukena nach Emden. Die Fockenburg wurde anschließend geschleift.

### Leer unter den Cirksena (1430 bis 1744)

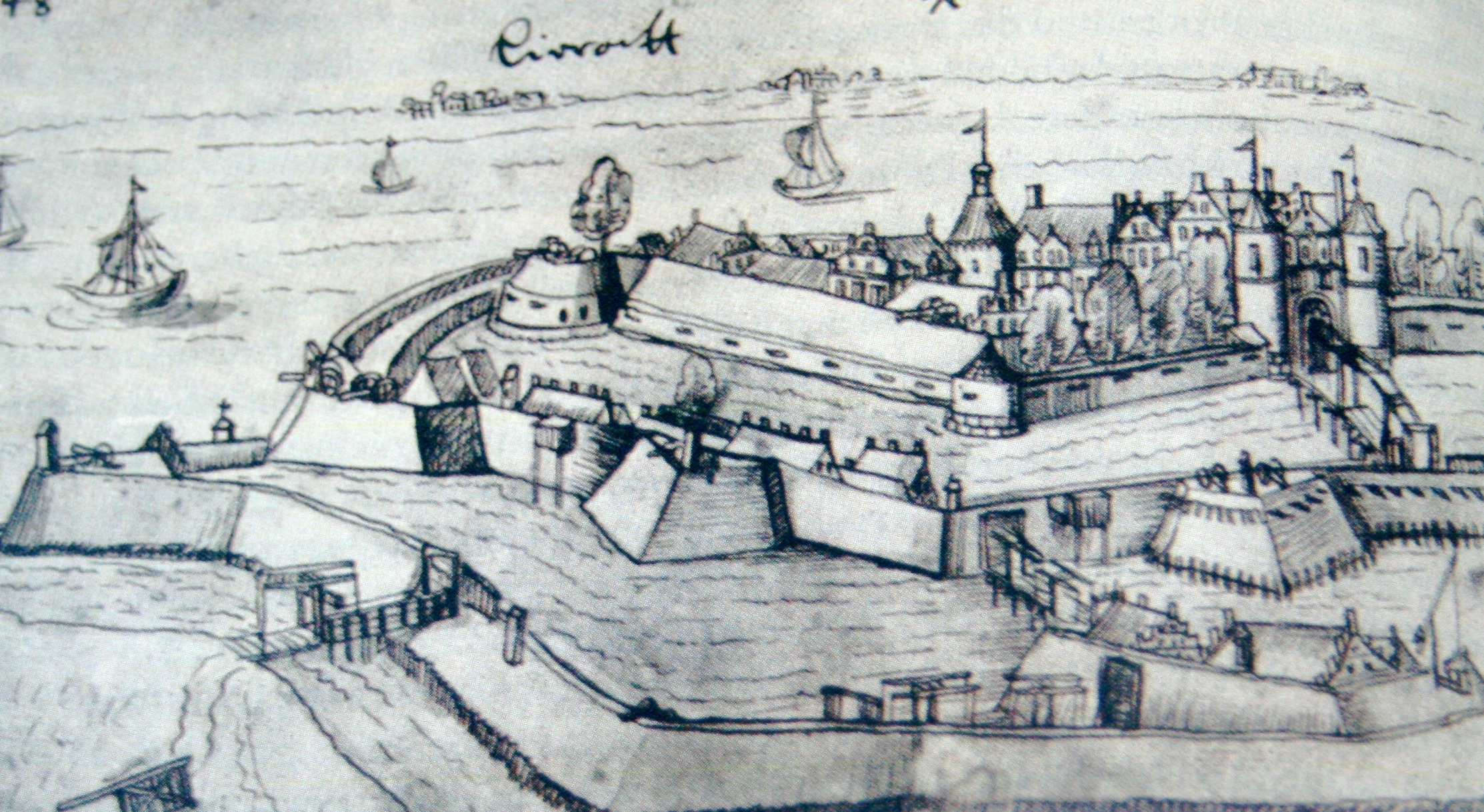
Die Festung Leerort

Die aufstrebenden Cirksena nutzten die Gelegenheit und verbanden sich 1433 selbstständig mit der Stadt Hamburg. Diese wollte der in Ostfriesland weit verbreiteten Duldung der Seeräuber ein für alle Mal ein Ende bereiten und setzte daher auf einen starken Souverän in Ostfriesland. Der Grundstein für die nun bald folgende Herrschaft der Cirksena in Ostfriesland war gelegt. Zur Absicherung der eigenen Interessen errichteten die Hamburger an strategisch günstigen Stellen in Ostfriesland Burgen, so in Stickhausen und ab 1435 im heutigen Stadtteil Leerort. Im Jahr 1453 ging der gesamte Hamburger Besitz in Ostfriesland einschließlich der Festung Leerort gegen Zahlung von 10.000 Mark an den Häuptling und späteren Grafen Ulrich Cirksena über. Die Burg wurde Sitz des gräflichen Drosten und Amtmannes und zur stärksten Festung in Ostfriesland ausgebaut. Das neu gebildete Amt Leerort umfasste Leer mit dem Moormerland, das westliche Overledingerland und das Oberrheiderland bis zur heutigen niederländischen Grenze.

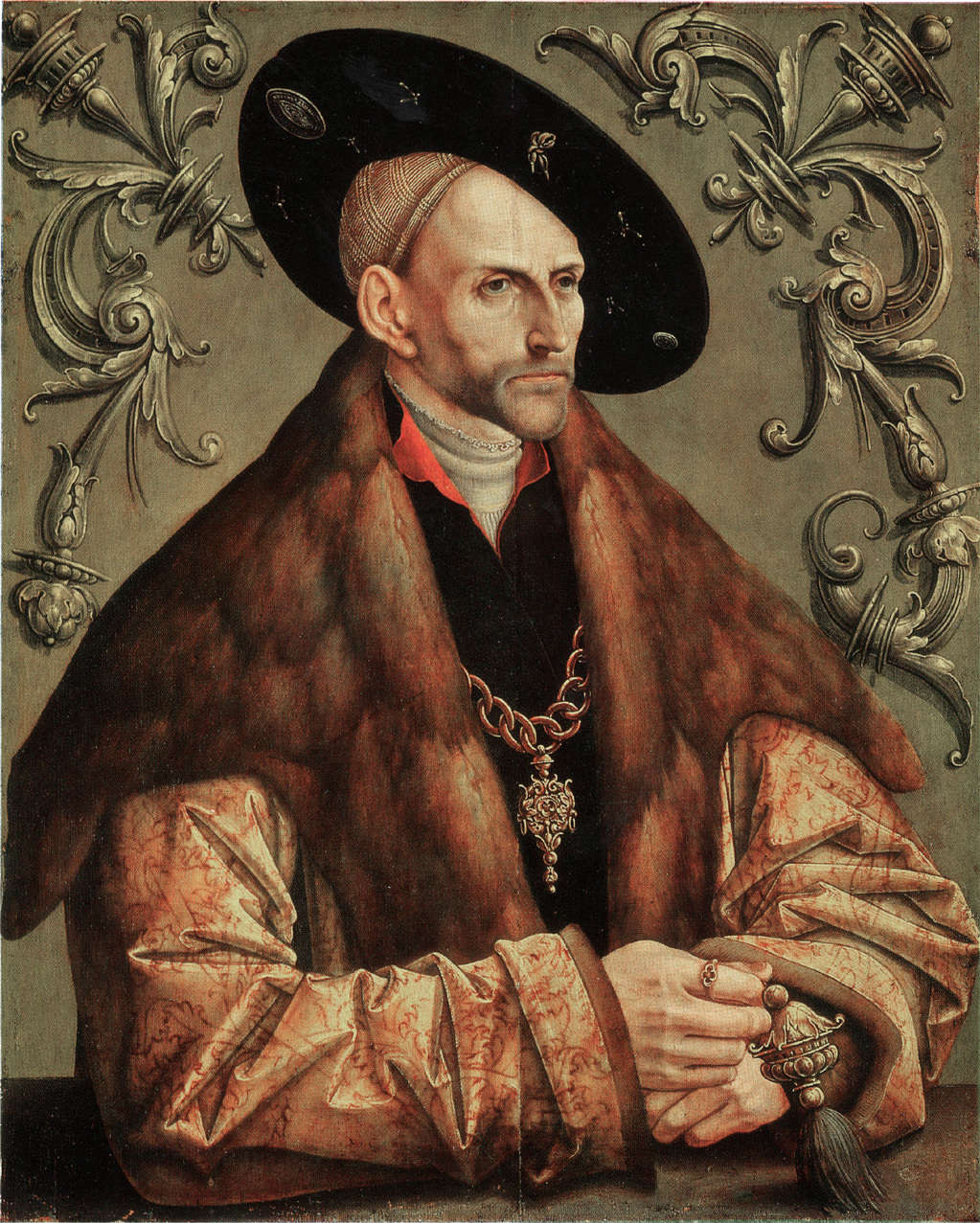
Graf Edzard der Große verlieh Leer 1508 das Marktrecht

Im 16. Jahrhundert begann der Aufstieg Leers zum Marktort. Um ein Gegengewicht zum Handelszentrum Groningen zu schaffen, das sich von 1506 bis 1514 im Machtbereich Graf Edzard I. befand, verlieh dieser dem Ort 1508 aus wirtschaftlichen und politischen Gründen das Marktrecht am Sankt-Gallus-Tag und schuf damit den noch heute begangenen Gallimarkt als Flachsmarkt. Damit wurde die Grundlage zur Entwicklung Leers zu einem bedeutenden Zentrum der Tuchproduktion gelegt, deren Grundstoff Flachs war.
Während der Sächsischen Fehde fiel Heinrich I. von Braunschweig-Wolfenbüttel mit einem Heer von 20.000 Mann in Ostfriesland ein und belagerte die nur durch wenige Bauern und Soldaten verteidigte Festung Leerort. Jedoch wurde er dort am 23. Juni 1514 durch einen gezielten Kanonenschuss getötet. Die dadurch führerlos gewordene Truppe zog sich daraufhin aus Ostfriesland zurück. Nach Beendigung der Sächsischen Fehde musste Graf Edzard I. seine Ansprüche auf Groningen aufgeben und sich auf Ostfriesland beschränken. Im Jahr 1528 gewährte er Leer die Erlaubnis, einen weiteren Markttag zum Fest der Kreuzerhöhung, den Kreuzmarkt, am 14. September sowie jeden Donnerstag einen Wochenmarkttag abzuhalten. Später kamen noch der Fastmarkt sowie Pferde- und Viehmärkte hinzu.
Die Reformation wurde durch den 1525 in Münster abgesetzten und von dort vertriebenen Prediger Lübbert Cansen (auch: Lübbert Kanz) in der Stadt eingeführt, der einen Bildersturm auslöste. Monstranzen, Kelche sowie alles Gold und Silber wurden aus den Kirchen entfernt und an den Mauern und Wänden befindliche lateinische Inschriften und Malereien übertüncht.
Zunächst lebten Lutheraner und Reformierte in Leer nebeneinander, dann setzten sich die Reformierten durch. Die reformierte Gemeinde übernahm die Verwaltung des Marktfleckens und wurde sehr wohlhabend. Sie richtete 1525 die erste Volksschule ein. Die Lutheraner wurden immer stärker aus dem Stadtleben herausgedrängt und wichen infolgedessen erst nach Esklum und dann nach Logabirum aus.
Während der Geldrischen Fehde wurde der Flecken 1533 nach der Schlacht bei Jemgum zweimal von den geldrischen Truppen des Balthasar von Esens geplündert und angezündet. Ein Jahr später ließen sich in dem Ort erstmals Mennoniten nieder. Niederländische Mennoniten verbesserten und vergrößerten ab Mitte des 16. Jahrhunderts die seit langem betriebene Leinenweberei und den Handel. Vor allem die Leinweberei profitierte davon. Wurde diese bisher nur als Hausweberei betrieben, erfolgte nun erstmals die Produktion in größeren Manufakturen. Leer gelangte infolgedessen durch seine Handwerker, besonders die Leinenweber, zu Wohlstand. Einen weiteren Schub in der Entwicklung erlebte der Ort durch den Zuzug niederländischer Glaubensflüchtlinge – vorwiegend Reformierte und Mennoniten – aus den Ommelanden und aus Groningen. Unter ihnen befanden sich auch reiche, adelige und einflussreiche Persönlichkeiten. Durch diesen Kapitalzufluss und eine stärkere Arbeitsteilung zwischen der Stadt und dem Umland erlebte Leer seit 1566 einen wirtschaftlichen Aufschwung und entwickelte ein weiträumiges Netzwerk von Beziehungen unter den Fernhändlern. Im Jahr 1580 waren etwa 160 Flüchtlinge in der Stadt. Sie weitete sich dadurch nach Osten auf das Ledaufer aus und hatte um 1600 zwischen 3000 und 3500 Einwohner, die in etwa 500 bis 550 Häusern lebten. Die niederländischen Flüchtlinge waren es auch, die die Möglichkeiten des Hafens erkannten und diesen als Standort für ihre Reedereien und den Leinenhandel ausbauten. Im Jahr 1570 wurde deshalb die Waage an die Leda verlegt.
Unter dem reformierten Grafen Graf Johann wurde 1584 eine Lateinschule in Leer gegründet, die 1588 bis 1594 von Ubbo Emmius geleitet wurde. Zu Beginn des 17. Jahrhunderts hatte der Ort etwa 3500 Einwohner. Unter ihnen waren viele Zugezogene. Neben den niederländischen Glaubensflüchtlingen zogen aus weiteren Orten wie Meppen, Münster, Oldenburg viele Menschen in den aufstrebenden Hafenort. Dass nur sehr wenige Zugang zu den zünftischen Berufen hatten, zeigt eine Aufzählung der entsprechenden Berufe: fünf Kuper, vier Schmiede, vier Schneider, vier Schuhmacher, drei Zimmerleute, zwei Kistenmacher, zwei Bäcker, zwei Kannegießer, zwei Brauer, zwei Schlachter, zwei Glaser sowie je ein Krämer, Blickschlager, Stellmacher und Korbmacher. In dieser Zeit – nachweislich ab 1611 – ließen sich Juden in Leer nieder. Ihre 1650 gegründete Gemeinde erlangte später im Viehhandel größte Bedeutung.
Während des Dreißigjährigen Krieges litt der Ort große Not unter den Truppen des protestantischen Heerführers Ernst von Mansfeld, die von 1622 bis 1624 in Ostfriesland weilten und die Stadt besetzten. Die dabei von den Einwohnern verlangten Kontributionen (November 1622: 5000 Reichsthaler, Februar 1623: 1000 Reichsthaler) stürzten viele in Armut, da die Mehrzahl auf Kredite zurückgreifen musste, um diese zu bezahlen. Nachdem Mansfeld am 19. August 1623 sein Quartier nach Aurich verlegt hatte, plünderten ihm unterstellte französische Truppen den Ort. Am 14. und 15. Januar 1624 entließ Graf Mansfeld seine Truppen, die daraufhin abzogen. Auf sie folgten 1629 Truppen der ligistischen Armee Tillys, die bis 1631 blieben. Danach begann eine kurze Phase der wirtschaftlichen Erholung, die endete, als hessische Truppen unter Führung des Landgrafen Wilhelm V. von Hessen-Kassel den Flecken 1637 erneut besetzten und hier ihr Hauptquartier aufschlugen. Die hessischen Truppen blieben bis August 1650 und beuteten den Ort und das Land durch hohe Kontributionen abermals aus.
Auch nach dem Krieg musste Leer Besatzungen erdulden. Die Auseinandersetzungen zwischen den mittlerweile gefürsteten ostfriesischen Landesherren aus dem Haus Cirksena und den ostfriesischen Ständen führten zunächst dazu, dass mit dem Fürsten verbündete münstersche Truppen 1676 bis 1678 in Leer Quartier nahmen. Von 1687 an sollten Truppen des Kaisers, die „Salve Garde“, den Frieden in Ostfriesland aufrechterhalten. Auch die Kaiserlichen wurden im Flecken Leer einquartiert. Mit ihnen kamen erstmals wieder katholische Geistliche in den Ort.
Um die Mitte des 17. Jahrhunderts ließen sich Lutheraner wieder im Ort nieder. Die Lutherkirche wurde 1675 errichtet. Daneben ging der Zuzug vertriebener reformierter Protestanten unvermindert weiter. Diese kamen nun auch aus der Pfalz und aus Süddeutschland nach Leer. Davon profitierte der Ort vor allem in wirtschaftlicher Hinsicht. In der heimischen Leinenindustrie nahm die Zahl der Webereien erheblich zu.
Die kaiserliche „Salve Garde“ blieb bis zum Aussterben der Cirksena 1744 in Leer, konnte aber den Appell-Krieg zwischen Fürst Georg Albrecht und den Ständen nicht verhindern. Im Jahr 1726 kam es in Leer mehrfach zu schweren Kämpfen zwischen fürstlichen und Emder Truppen.

### Preußen (1744 bis 1806)

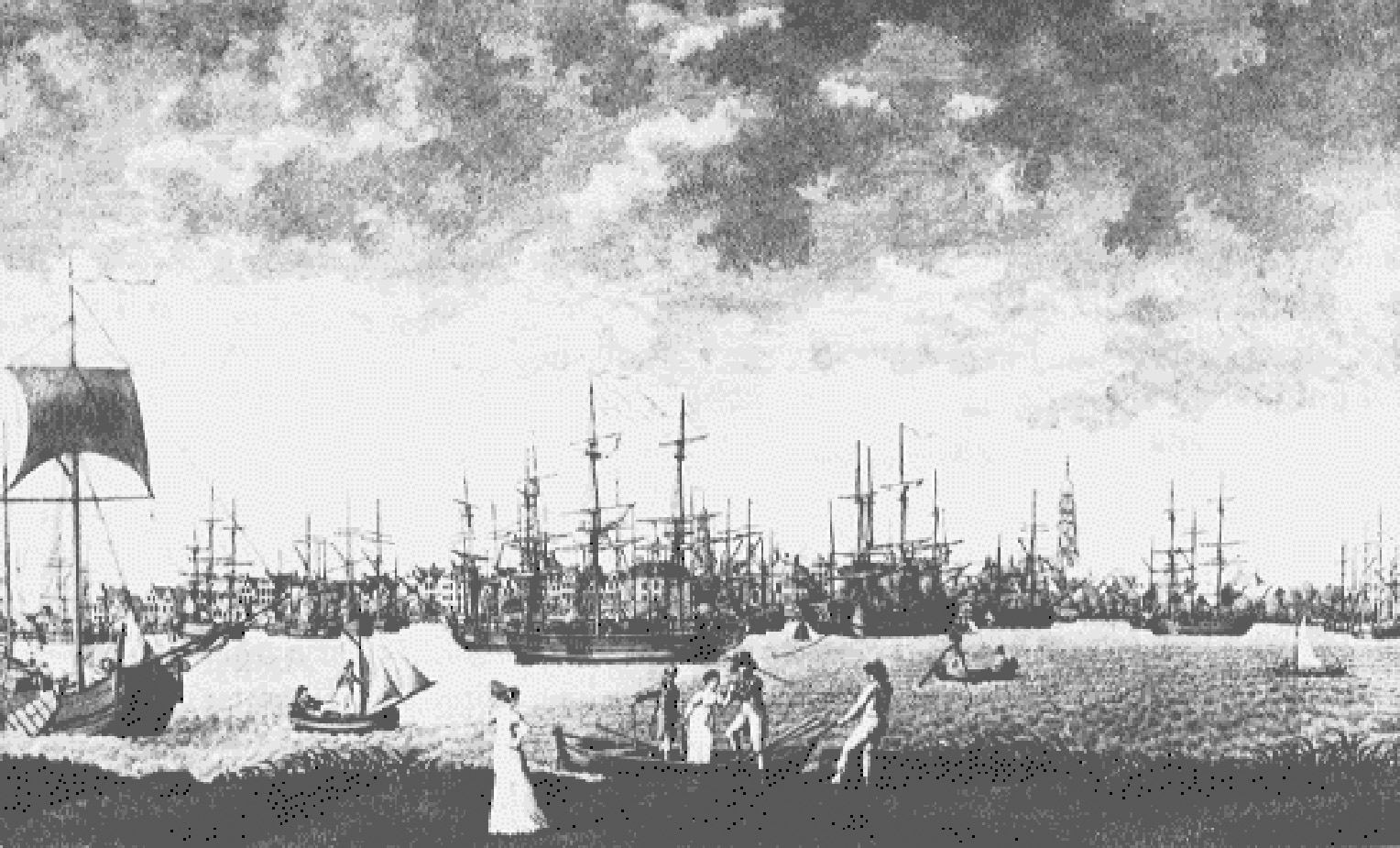
Leer um 1800

Nach dem Tod des letzten Fürsten von Ostfriesland, Carl Edzard aus dem Hause Cirksena (Regierungszeit 1734–1744), fiel Ostfriesland, und damit auch Leer, im Zuge einer Exspektanz an Preußen. Wenige Jahre später drangen während des Siebenjährigen Krieges 1757 französische und österreichische Truppen in Ostfriesland ein und besetzten Leer. Plünderungen blieben aus, aber der Ort wurde durch die Einquartierungen und zu zahlende Kontributionen abermals schwer belastet. Vier Jahre später rückte ein Freikorps deutscher Hilfstruppen der französischen Armee unter dem Kommando des Louis Gabriel Marquis de Conflans in Ostfriesland ein und plünderte vor allem den Flecken Leer und die Evenburg. Insgesamt wurde der von der Söldnertruppe angerichtete Schaden für Ostfriesland auf 358.557 Reichsthaler beziffert. Fast zwei Drittel dieser Summe, 226.096 Reichsthaler, entfielen auf die Evenburg und den Flecken Leer. Nach dem Ende des Krieges wurde Leer von Friedrich dem Großen gefördert und nahm einen erneuten wirtschaftlichen Aufschwung. Vor allem die Textilwirtschaft florierte. Im Jahre 1763 waren unter den etwas mehr als 4000 Einwohnern 194 Leinenweber elf Weberinnen, sieben Altflicker, elf Leinenreeder, 66 Weberknechte, 25 Schneider, vier Hutmacher, vier Knopfmacher, ein Blaufärber und ein Buntdrucker. Innerhalb der jüdischen Gemeinde werden 14 Schlachtjuden, je fünf Handelsjuden sowie Lombard- und Wechseljuden genannt.

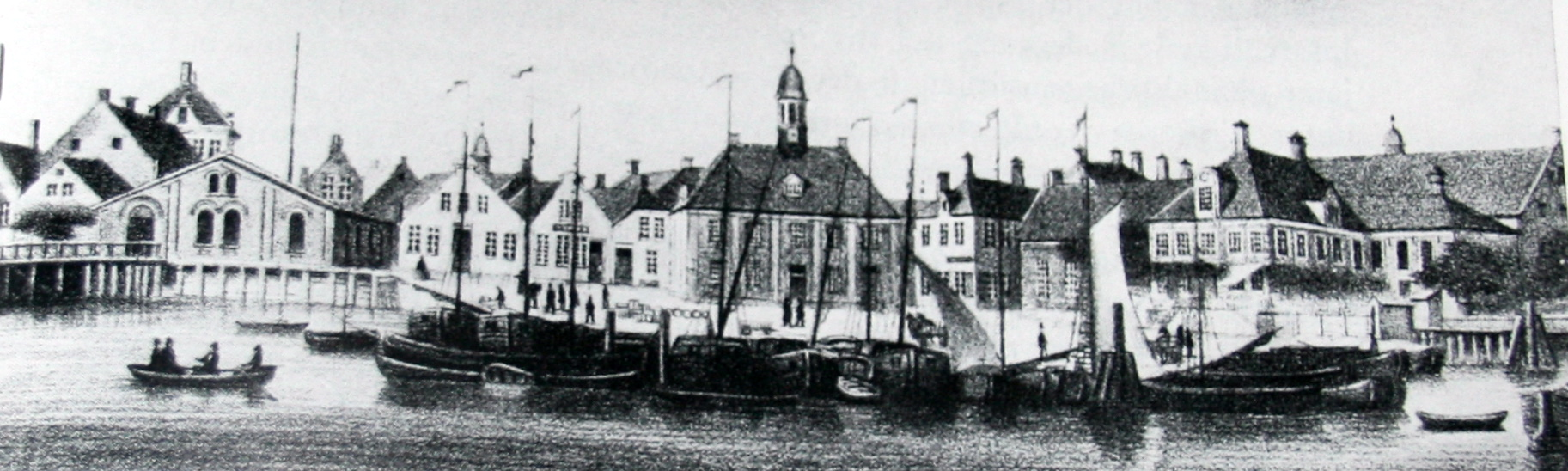
Der Hafen von Leer um 1850

Von größter Bedeutung war auch der Abbau des Emder Stapelzwangs, der in mehreren Schritten 1749, 1765, 1808 bis 1842 abgeschafft wurde. Damit waren dem Hafen seine Schranken genommen und es entwickelte sich ein reger Butterhandel mit England. Zwischen 1766 und 1770 liefen 430 Schiffe den Hafen an, darunter 76 Leeraner Schiffe. Der Seehandel Leers holte den Emder ein und übertraf ihn sogar 1792 bis 1798.
Im Zuge der Proto-Industrialisierung siedelten sich in der zweiten Hälfte des 18. Jahrhunderts mehrere Fabriken an, darunter eine kleine Seifenfabrik, eine Strumpffabrik, eine Leimsiederei, eine Hutfabrik, eine Ölmühle, eine Lederfabrik und weitere kleinere Betriebe. Die Leeraner Leinenweber hingegen, die im Verlagssystem arbeiteten, hatten am Ende des Jahrhunderts bereits mit den neuen moderneren Produktionsweisen zu kämpfen, nachdem die Dampfmaschine in der Textilproduktion rasche Verbreitung gefunden hatte. 1782 hatte Leer 4.405 Einwohner.
Die um 1189 errichtete alte reformierte Kirche St. Liudger wurde 1787 wegen Baufälligkeit abgebrochen. Lediglich die Krypta blieb bis in die heutige Zeit erhalten. Die neue Kirche wurde am 16. September 1787 geweiht.

### Napoleon (1806 bis 1813)
Elf Tage nach der Schlacht bei Jena und Auerstedt zogen am 25. Oktober 1806 niederländische Truppen auf Befehl ihres Königs Louis Bonaparte, eines Bruders Napoleons, in Leer ein. Die Soldaten wurden, wie immer, in Privathäusern einquartiert. Während der Besatzungszeit bis 1813 gehörte Leer zunächst dem Königreich Holland (bis 1810) und schließlich als Teil des Départements Ems-Oriental Frankreich an. Während der Kontinentalsperre durften die Händler nur genau vorgeschriebene Wege benutzen. Erstmals wurden in Ostfriesland im März und April 1811 Soldaten ausgehoben. Dabei kam es in der lutherischen Kirche von Leer am 2. April 1811 zu Tumulten durch die dort versammelten Seeleute, die jedoch unterdrückt wurden. Am 12. November 1813 verließen die Franzosen die Stadt, ihre Einwohner bejubelten den Einzug der russischen Kosaken. Bis zum Wiener Kongress wurde die Stadt preußisch.

### Königreich Hannover (1815 bis 1866)
Nach dem Wiener Kongress 1815 fiel die Stadt an das Königreich Hannover. Preußen richtete im Oktober 1816 in Leer und in Emden Konsulate ein. Durch König Georg IV. erhielt der Ort 1823 die Stadtrechte verliehen. Dabei spielte die Leinenindustrie eine immer geringere Rolle, auch die Bedeutung der Branntweinbrennereien und der Brauereien ging drastisch zurück. 1824 hatte die Stadt 5.908 Einwohner.

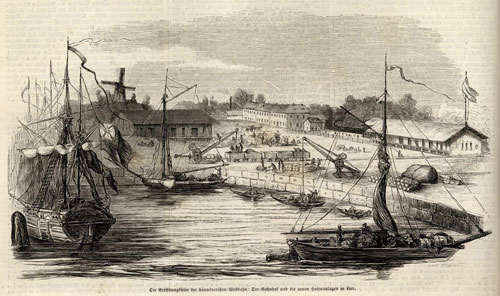
Die Eröffnungsfeier der hannoverschen Westbahn: Der Bahnhof und die neuen Hafenanlagen in Leer

Im Revolutionsjahr 1848 war Leer die erste ostfriesische Stadt, deren Einwohner eine politische Petition an den Hannoverschen König einreichten. Darin wurden Forderungen nach politischer Gleichberechtigung aller Staatsbürger, Reform des Wahlrechts, Aufhebung der Zensur, Öffentlichkeit und Mündlichkeit der Gerichtsverfahren sowie eines deutschen Nationalparlaments gestellt. In der Folge gab es in der Stadt bis 1849 Bürgerversammlungen, Bürgerwehr und Volksbewaffnung. In Hannover wirkte Ostfriesland insgesamt unruhig. Nirgends ist es schlimmer als in Ostfriesland, wovon ich ständig Petitionen bekomme, so König Ernst August am 24. April. Drei Tage später ließ er verlauten: Leider ist die Stimmung in Ostfriesland beinah die aller schlechteste im ganzen Land, révolutionaire au possible.
In das Frankfurter Paulskirchenparlament wurde der liberale Amtsassessor Carl Groß entsandt. Er gehörte zunächst der Casino-, später der Landsbergfraktion an. Nach dem Niedergang der Revolution galten die Leeraner Bürger als ausgesprochen königstreu.
Leer entwickelte sich bis zur Mitte des 19. Jahrhunderts zum wichtigsten Ausfuhrhafen Ostfrieslands für landwirtschaftliche Produkte, während der Emder Hafen gleichzeitig verschlammte. Im Jahr 1856 erhielt die Stadt mit einem Bahnhof an der Hannoverschen Westbahn von Emden nach Rheine eine erste Eisenbahnverbindung. Neben dem Bahnhof wurde bis 1861 das tideunabhängige Georgsdock angelegt. So wurde Leer allmählich zum wichtigsten Verkehrsknotenpunkt in Ostfriesland.
Am 6. August 1861 verlieh Georg V., König von Hannover, der Stadt ihr erstes Stadtwappen. Ostfriesland, und damit auch Leer, fiel 1866 mit dem Ende des hannoverschen Königreichs wieder an Preußen zurück.

### Im Deutschen Kaiserreich (1871 bis 1918)

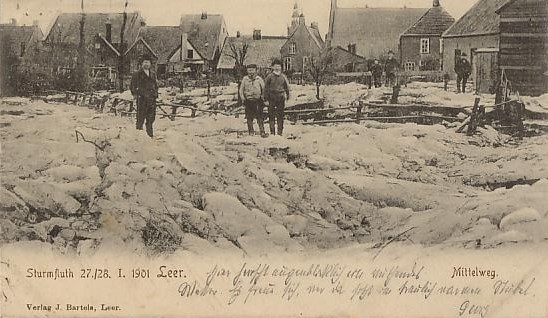
Aufräumarbeiten nach der Sturmflut von 1901

Unter preußischer Herrschaft wurde der Ausbau der Infrastruktur fortgesetzt. Von 1867 bis 1869 wurde die Bahnverbindung nach Oldenburg gebaut, 1876 diejenige an die niederländische Grenze nach Neuschanz. Leer wurde damit zum Eisenbahn-Knotenpunkt Ostfrieslands mit Verbindungen in alle vier Himmelsrichtungen.
Der wirtschaftliche Aufstieg Leers zeigte sich besonders deutlich in der Amtsperiode des Bürgermeisters August Dieckmann, die von 1888 bis 1913 währte. Im Jahr 1900 wurde die Kleinbahn Leer–Aurich–Wittmund eröffnet, die bis 1956 für den Personenverkehr und bis 1967 für den Güterverkehr genutzt wurde. In dieser Zeit verfügte Leer über eine zusätzliche fünfte Eisenbahnanbindung in nordöstliche Richtung. Zwischen 1900 und 1903 ergriff Leer verschiedene Baumaßnahmen, um den Hafen tidenfrei schiffbar zu machen. Die Ledaschleife wurde von dem Fluss abgetrennt und mit einer Seeschleuse mit der Leda verbunden. Mit einer großen Feier weihte die Stadt den neuen Hafen am 19. September 1903 ein. Finanziert wurde der Ausbau des Hafens durch Anleihen: Im Gegensatz zu Emden, wo der preußische Staat den Hafen und damit auch die Finanzierung des Ausbaus übernommen hatte, musste Leer die Finanzierung selbst tragen. Investiert wurde zudem in den Deichbau an Ems und Leda, so dass Überflutungen des Stadtgebiets, wie es sie noch bei Sturmfluten 1877, 1883 und 1901 gegeben hatte, nach 1901 der Vergangenheit angehörten. 1901–1903 baute Leer die erste Kanalisation in Ostfriesland, 1910 wurde es mit Strom versorgt.
Die jüdische Gemeinde baute von 1883 bis 1885 erstmals eine Synagoge in Leer. Im Jahr 1887 begann die Planung für das Rathaus der Stadt, da mit rund 160.000 Mark aus dem Nachlass des Leeraner Bürgers Schelten ein erheblicher Teil der Baukosten (etwa 40 Prozent) gedeckt war. Nach fünf Jahren Bauzeit wurde das Rathaus am 29. Oktober 1894 eingeweiht, es entstand nach Entwürfen des Architekten Karl Henrici, der als Hochschullehrer an der Technischen Hochschule Aachen lehrte.

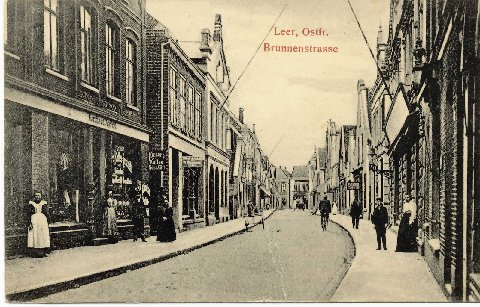
Die Brunnenstraße im Jahre 1906

Politisch waren in Leer im ersten Jahrzehnt des Kaiserreichs die Nationalliberalen die tonangebende Partei, wie in weiten Teilen des Reichstagswahlkreises Emden/Norden/Leer. Ab den 1880er Jahren hingegen wurden sie von den linksliberalen Freisinnigen überflügelt. Bis 1912 erreichten die beiden liberalen Parteien zusammengenommen stets die absolute Mehrheit der Stimmen bei den Reichstagswahlen in Leer. Im Jahr 1891 gründete der Korbmacher Georg Bartels in Leer einen sozialdemokratischen Arbeiterverein. Leer war damit die erste ostfriesische Stadt, in der es einen sozialdemokratischen Arbeiterverein gab. Ein Ortsverein der SPD bildete sich 1905. In Leer hatten die ostfriesischen Sozialdemokraten bis 1912 auch ihre besten Ergebnisse erzielt, erst dann wurden sie von den Emder Genossen darin abgelöst. Gelegentlich kam es in Leer zu Streiks, so etwa 1906, als die rund 900 Mitarbeiter der Leeraner Eisengießereien in den Ausstand traten, um die Weiterbeschäftigung von Kollegen herbeizuführen, denen wegen Mitgliedschaft in einer Gewerkschaft gekündigt worden war. Bürgermeister Dieckmann, obgleich selbst nationalliberal geprägt, schlichtete den Streik, der mit der Wiederbeschäftigung der Gewerkschafter endete.
Bis zur Jahrhundertwende wurden in Leer eine Reihe von Industriebetrieben oder industriell geprägten größeren Handwerksbetrieben gegründet. Neben den Eisengießereien waren es zudem Tabak- und Seifenfabriken, Spirituosenhersteller, Maschinen- und Papierfabriken sowie eine Ölmühle. Größter Betrieb im gesamten Kreis Leer war eine Strohpappenfabrik mit zirka 400 Beschäftigten. Die Zunahme der Einwohnerzahl korrespondierte mit dem wirtschaftlichen Aufstieg, zwischen 1880 und 1912 nahm sie um 29 Prozent zu (von 9900 auf 12.000).
Den Ausbruch des Ersten Weltkriegs bejubelte die Leeraner Bevölkerung ebenso sehr wie die in anderen Städten Deutschlands. Mit zunehmender Kriegsdauer wich die Euphorie jedoch der Ernüchterung. Im Hafen führte der Krieg zu einem spürbaren Umschlagrückgang, und die Versorgungslage wurde selbst in einer Stadt wie Leer mit einem fruchtbaren Umland schwieriger. So mussten bereits 1916 in den Straßen der Stadt aus städtischen Mitteln finanzierte „Gulaschkanonen“ die Versorgung von Bedürftigen sicherstellen.

### Weimarer Republik (1919 bis 1933)

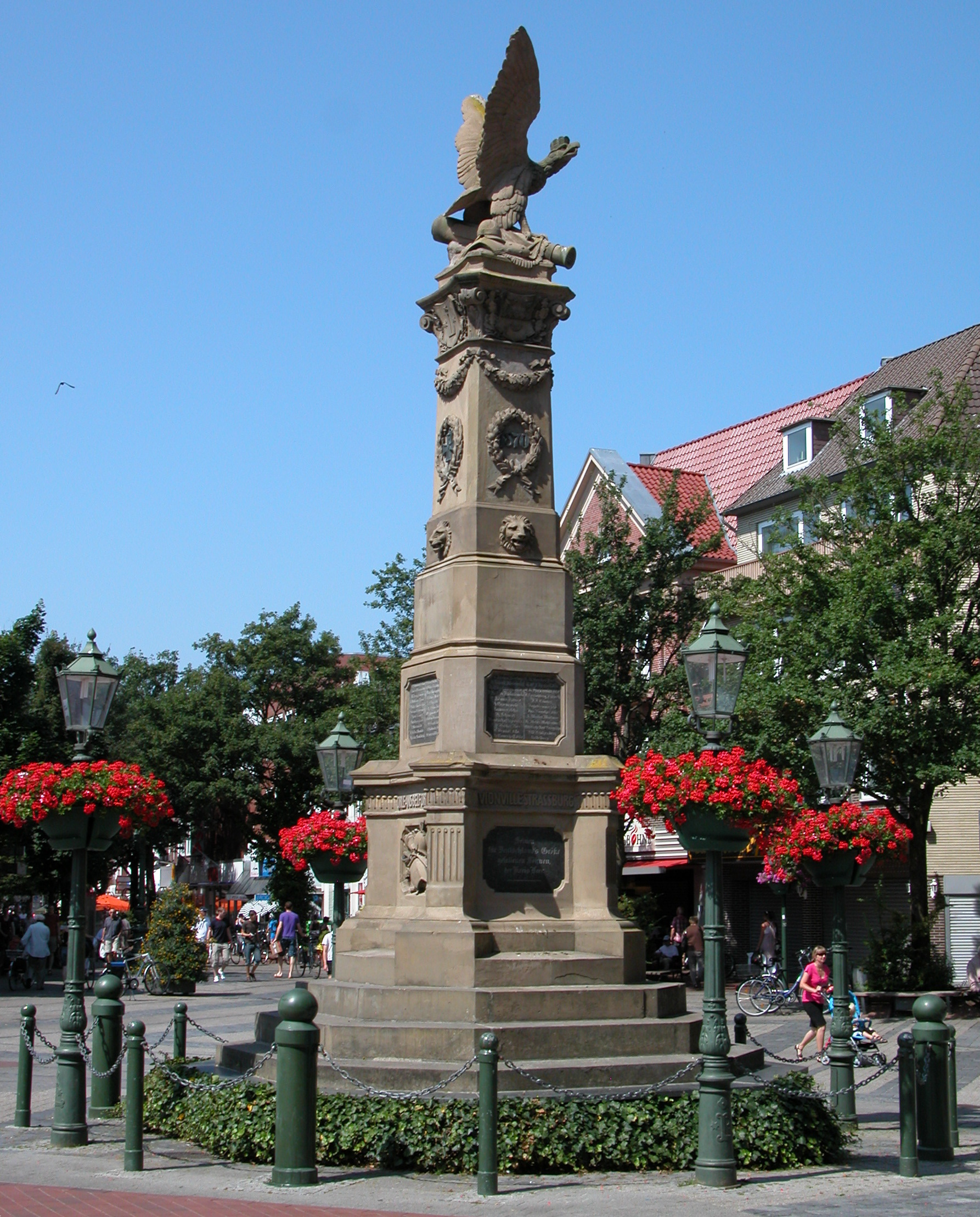
Kriegerdenkmal in der Mühlenstraße

Nach der militärischen Niederlage im Ersten Weltkrieg übernahmen auch in Leer Arbeiter- und Soldatenräte vorübergehend die Macht in der Stadt. Am 9. November 1918 erschien eine Abordnung von 20 Marinesoldaten aus Wilhelmshaven in der Stadt und forderte die in Leer stationierten Soldaten auf, gemeinsam mit Arbeitern einen Arbeiter- und Soldatenrat einzurichten. In diesem war unter anderem der Garnisonskommandant vertreten, was sich in der Folgezeit positiv auf die Akzeptanz des Rates und die Zusammenarbeit mit der Stadtverwaltung auswirkte. Gemeinsam mit einem liberal orientierten Bürgerverein und Vertretern von Kaufleuten sowie dem Studienassessor (und späteren niedersächsischen Kultusminister) Adolf Grimme gingen die Mitglieder des Arbeiter- und Soldatenrates vor allem das drängende Ernährungsproblem an. Der Arbeiter- und Soldatenrat sicherte die öffentliche Ordnung und stellte die Zwangsbewirtschaftung im Agrarsektor und Handel sicher. Dazu zählten die Einrichtung einer Lebensmittelkommission unter dem Kaufmann Engelke Eimers und die Eindämmung des Schwarzmarktes. Im Übrigen verlangte der Arbeiter- und Soldatenrat die Einbeziehung der bisher unterprivilegierten Schichten in das politische Leben der Stadt.
Bei den Kommunalwahlen am 2. März 1919 wurden 30 Bürgervorsteher als Stadtparlament bestimmt – erstmals nach allgemeinen und gleichen Wahlen. Einmütigkeit zeigte sich darin, dass sich Parteien, Bürgerverein und Gewerkschaften bereits vor der Wahl auf eine gemeinsame Kandidatenliste geeinigt hatten, deren Grundlage die Leeraner Ergebnisse bei der Wahl zur Nationalversammlung im Januar war. So erhielt die SPD elf von 30 Sitzen. Im damaligen Magistrat, der in etwa dem heutigen Verwaltungsausschuss einer Kommune entspricht, war damit erstmals auch ein Sozialdemokrat vertreten. Der Arbeiter- und Soldatenrat löste sich in der Folgezeit auf.

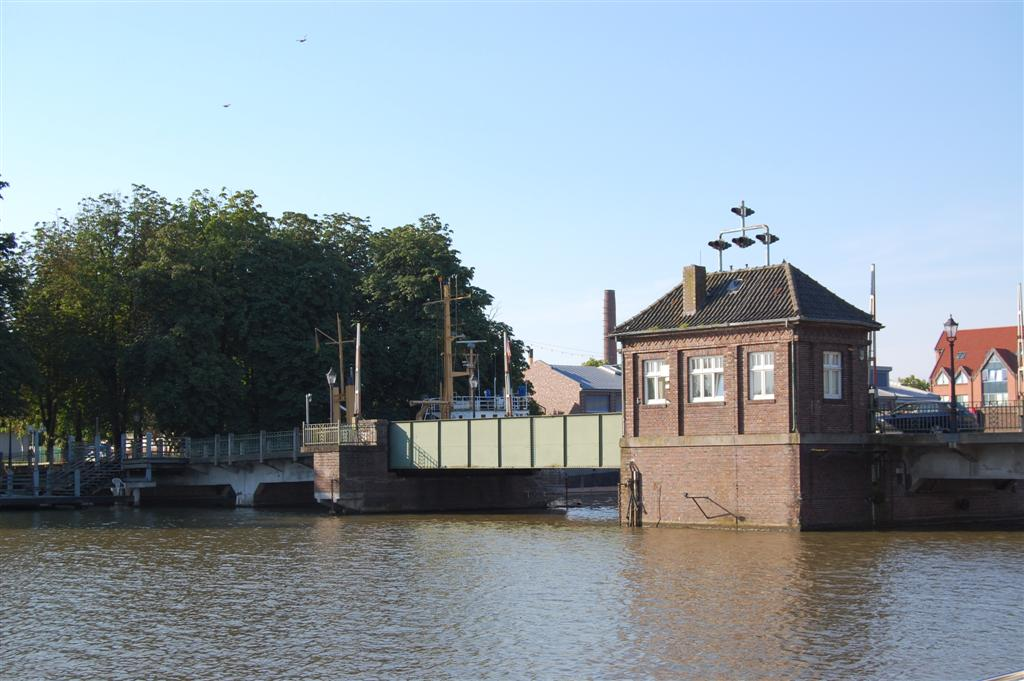
Die in den 1920er Jahren erbaute Dr.-vom-Bruch-Brücke

Im November 1920 trat der aus Solingen stammende Erich vom Bruch sein Amt als Bürgermeister an. Er behielt es während der folgenden knapp 13 Jahre. Vom Bruch sicherte sich in den folgenden Jahren nicht nur den Rückhalt der bürgerlichen Parteien, sondern auch den der Sozialdemokraten. Der Einbruch der Wirtschaft während der Inflation bis 1923 wirkte in einer peripher gelegenen Stadt wie Leer noch lange nach, als sich in den Wirtschaftszentren Deutschlands bereits eine Erholung ankündigte. Mit der breiten Mehrheit der Bürgervorsteher wurde daher ab Mitte der 1920er Jahre städtische Wirtschaftspolitik betrieben. Auf der Halbinsel Nesse im Hafen entstand ein großer Viehmarkt. Außerdem wurden ein Wasserturm, eine neue Hafenumschlagstelle und die Rathausbrücke gebaut, die die Altstadt mit den Betrieben auf der Nesse-Halbinsel verband. Im Jahr 1926 siedelte sich auf der Nesse-Halbinsel ein Milchwerk der deutschen Libby an. Die Stadt verschuldete sich jedoch für diese Investitionen – ein Umstand, den die Nationalsozialisten später vom Bruch ankreideten.
Von der Weltwirtschaftskrise ab 1929 blieb auch Leer nicht verschont. Die Arbeitslosenquote stieg rasch. Im Arbeitsamtsbezirk Leer (Kreise Leer, Weener, Aschendorf und Hümmling) wurden am 1. Oktober 1928 lediglich 692 Arbeitssuchende registriert. Im Dezember 1929 waren es 2857, ein Jahr darauf 4643 und im Dezember 1932 schließlich mehr als 8200. In der Stadt, die 1930 etwa 13.000 Einwohner hatte, waren im September 1932 bereits knapp 2000 Menschen auf die Krisenunterstützung des Arbeitsamts und das Wohlfahrtsgeld der Stadt angewiesen.
Die Zustimmung zu den Parteien der Weimarer Koalition schwand in dem Maße, in dem die rechtsgerichtete DNVP und die Nationalsozialisten Zulauf gewannen. Noch am wenigsten lässt sich dies von der SPD sagen, die bei den Reichstagswahlen 1933 immerhin noch 28,3 Prozent der Stimmen erhielt. Die katholische Zentrumspartei spielte im evangelisch geprägten Leer ohnehin nur eine untergeordnete Rolle. Während sie 1919 noch 7 Prozent der Stimmen erhielt, waren es 1933 nur 5,2 Prozent. Besonders deutlich hingegen verloren die liberalen Parteien, die in den 1920er Jahren noch die städtische Politik wesentlich mitbestimmt hatten. Im Jahr 1919 hatten sie zusammen noch die absolute Mehrheit der Stimmen in den Leeraner Wahllokalen für die Reichstagswahl geholt, bei den Märzwahlen 1933 waren es nur noch 4 Prozent. Die Nationalsozialisten waren erstmals bei der Reichstagswahl 1932 stärkste Partei und errangen im März 1933 rund 43 Prozent der Stimmen, was dem Wähleranteil im Reichsdurchschnitt entsprach. Im Leeraner Stadtparlament hingegen waren sie bis 1933 nicht vertreten.

### Nationalsozialismus (1933 bis 1945)
Bei der Kommunalwahl am 12. März 1933 erhielt die NSDAP 50 Prozent der Stimmen. Da die Gewählten der KPD nach dem Verbot ihrer Partei ihre Sitze nicht mehr einnehmen konnten, ergab sich bereits rechnerisch eine absolute Mehrheit für die NSDAP. Verstärkt wurde diese durch die Abgeordneten der DNVP, die mit der NSDAP stimmten. Einzig verbliebene Oppositionspartei war die SPD, die acht Vertreter stellte. Die NSDAP/DNVP-Mehrheit nahm den Sozialdemokraten in der konstituierenden Sitzung das Rederecht, woraufhin die SPD-Abgeordneten die Versammlung verließen. Am 22. Juni wurde die SPD verboten. Der Bürgervorsteher und ehemalige Reichstagsabgeordnete Hermann Tempel floh in die Niederlande.
NSDAP-Politiker nahmen die Verschuldung der Stadt seit 1925 zum Anlass, gegen die vermeintliche Korruption und Misswirtschaft der früheren Stadtspitze zu wettern und Bürgermeister vom Bruch und weitere Verwaltungsbeamte in Schutzhaft zu nehmen. Er kam zwar nach einem Tag wieder frei, ihm wurde aber das Gehalt gesperrt. Das Landgericht Aurich entschied 1934 ein von der Staatsanwaltschaft initiiertes Verfahren wegen vermeintlicher Untreue zugunsten des Bürgermeisters. Das erlebte vom Bruch nicht mehr; er erschoss sich am 7. Mai in seiner Dienstwohnung im Rathaus. Sein Nachfolger wurde der NSDAP-Kreisleiter Erich Drescher. Um dies zu ermöglichen, musste das noch aus hannoverscher Zeit stammende Stadtstatut geändert werden, wonach der Bürgermeister „der Rechte kundig sein muss“.

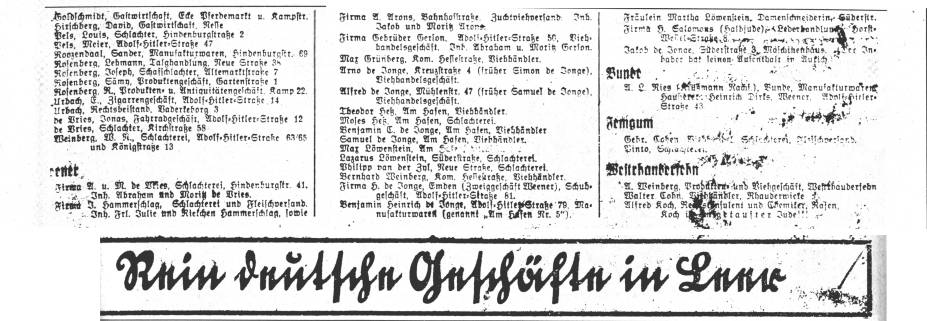
Beilage der ostfriesischen Tageszeitung vom 20. Juli 1935: „Rein deutsche Geschäfte in Leer“

Die Juden in Leer hatten unter Repressionen staatlicher Organe zu leiden. Bereits am 13. März 1933 wurden in einer öffentlichen Aktion die Schächtmesser der Juden verbrannt. Am 1. April 1933 begann der Boykott jüdischer Geschäfte. Die ersten Juden verließen Leer 1933 und 1934. Bei den Novemberpogromen 1938 wurde die Synagoge in Leer zerstört. 43 jüdische Männer aus Leer wurden daraufhin am 11. November ins KZ Sachsenhausen deportiert. Einige kamen erst 1939 wieder nach Leer. 1938/1939 verstärkte sich aufgrund der repressiven Politik die Auswanderung der jüdischen Leeraner. Ab März 1940 galt Leer als "judenfrei". Etwa 90 Prozent der jüdischen Leeraner (1925: 289 Personen) wurden im Holocaust ermordet; etwa 20 bis 30 von ihnen überlebten.
Innerhalb der Aktion Arbeitsscheu Reich wurden auch im Landkreis Leer insgesamt 19 Opfer in verschiedene KZs (vor allem ins KZ Buchenwald) deportiert. Dabei wurde auch gegen die Regelung Menschen deportiert, die einen festen Wohnsitz und eine feste Arbeitsstelle hatten. Wolfgang Kellner resümiert: "Die Behörden in Leer nutzten ihren Handlungsspielraum zu Lasten der aus ihrer Sicht auffälligen Personen voll aus, indem sie entgegen den Richtlinien auch geringfügig Vorbestrafte, beschäftigte Arbeitnehmer und ausnahmslos Bürger mit festem Wohnsitz für die "Juni-Aktion" meldeten."
In den ersten fünf Kriegsjahren wurde Leer kaum behelligt. Vereinzelte Bombenabwürfe richteten nur an wenigen Häusern Schäden an. Am Ende des Krieges jedoch wurde die Stadt verbissen verteidigt und entsprechend in Mitleidenschaft gezogen. So ließ der Stadtkommandant am 24. April 1945 die Brücken über Ems und Leda sprengen, woraufhin die am westlichen Ufer der Ems stehenden Kanadier mit Artillerie- und Fliegerangriffen antworteten. Die überlegenen alliierten Kräfte eroberten Leer am 28./29. April. Beim vorherigen Beschuss wurden 210 Häuser zerstört und 400 Zivilisten starben.
Der am Ende des Krieges von seiner Einheit getrennte Gefreite Willi Herold gab sich als Hauptmann aus und ließ am 25. April 1945 in Leer fünf niederländische Gefangene „wegen Spionage“ erschießen. Seit April 2014 erinnert eine Gedenktafel an die Tat.

### Nachkriegsentwicklung

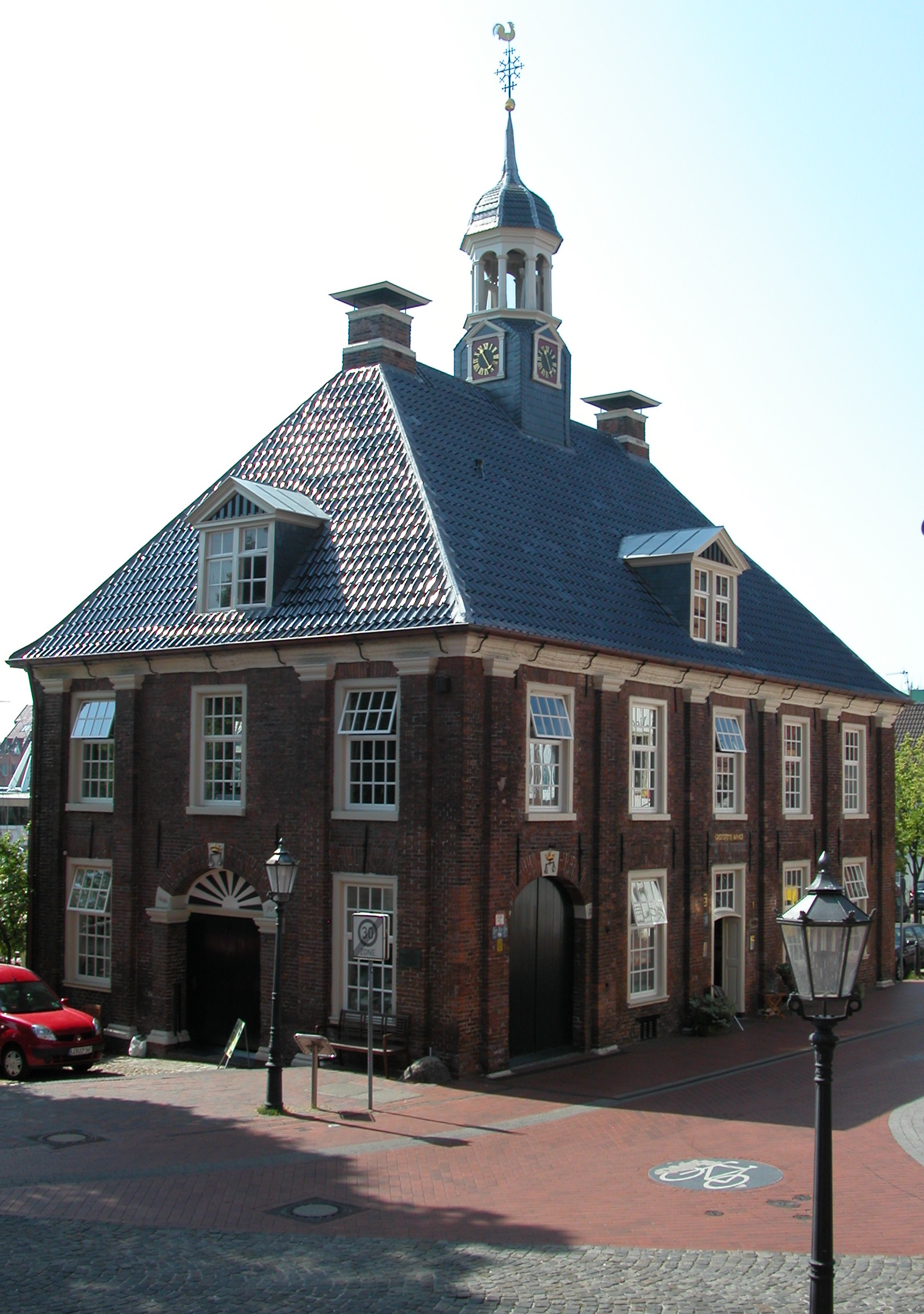
Alte Waage

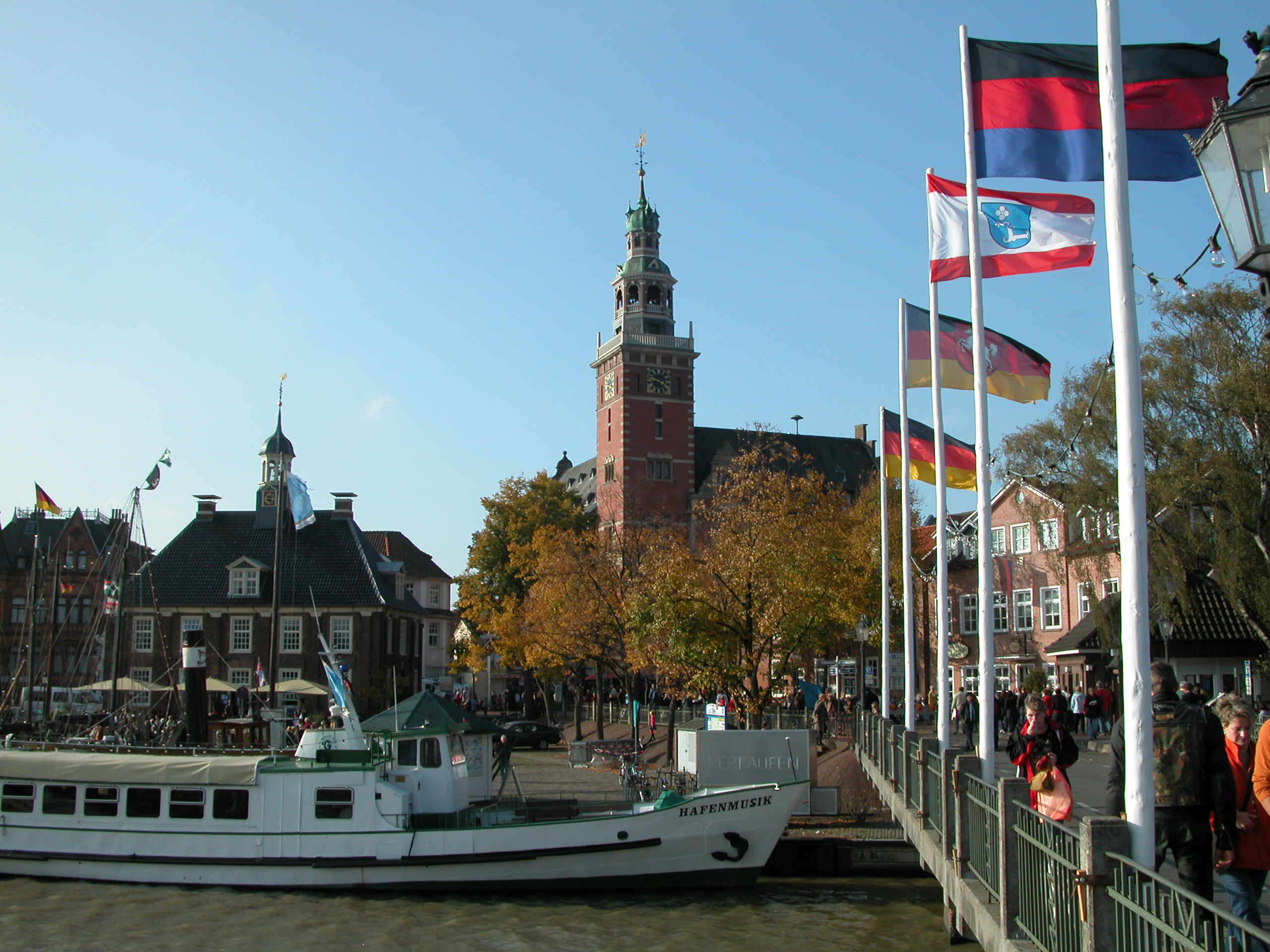
Alte Waage (links) und Rathausturm (Mitte) von der Dr.-vom-Bruch-Brücke aus gesehen

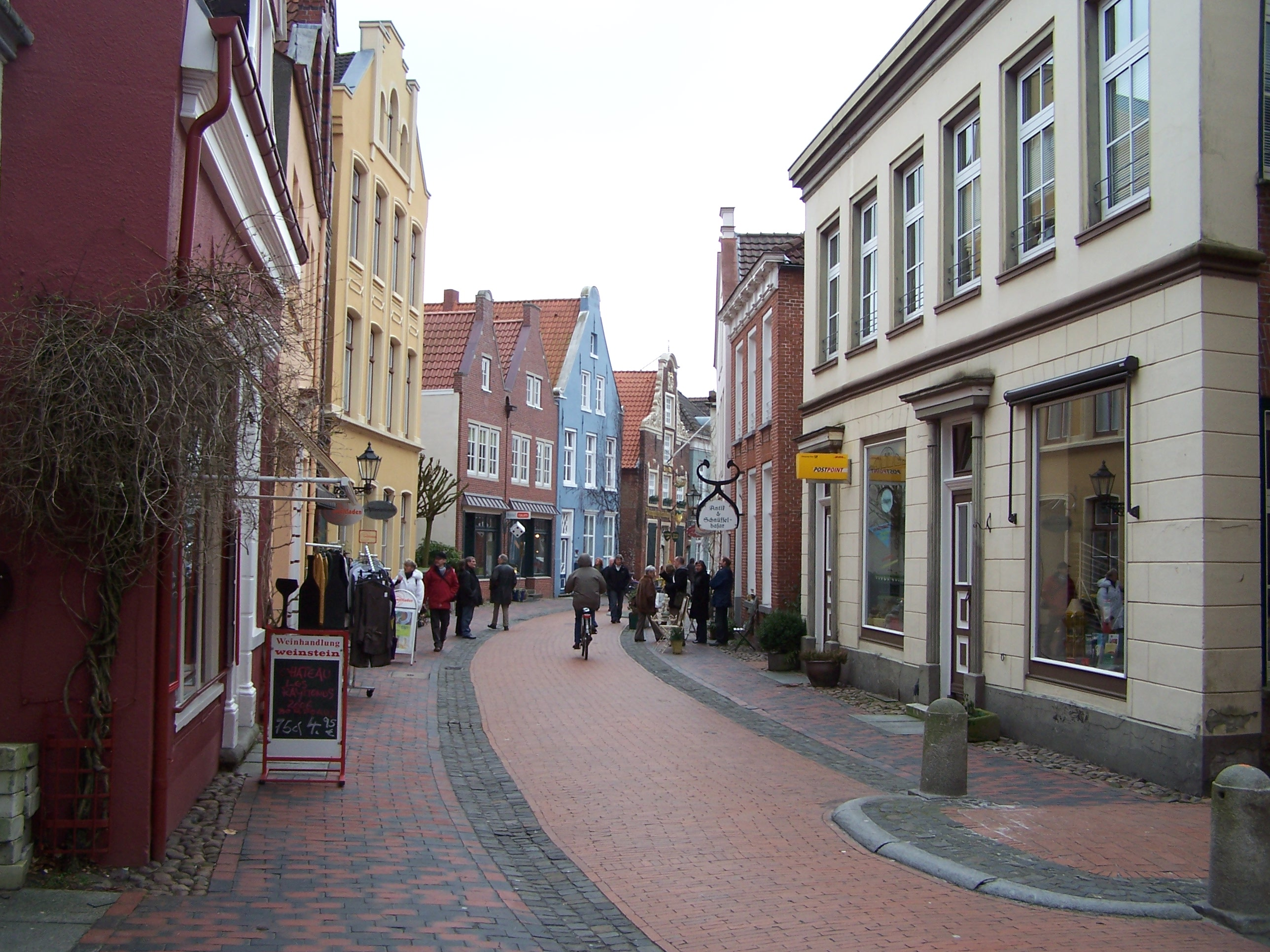
Von 1971 bis 1990 wurde die Leeraner Altstadt saniert

In den ersten Nachkriegsjahren wurden Stadt und Landkreis Leer von einem britischen Militärkommandanten regiert. Das politische Leben in Leer erwachte ab 1946 wieder: Im März erfolgte die Gründung der SPD, der im April CDU, KPD und FDP folgten. Bei den ersten freien Kommunalwahlen am 15. September 1946 erhielt die SPD die absolute Mehrheit der abgegebenen Stimmen. Diese konnte sie zwei Jahre lang halten, ab 1948 kamen bürgerliche Parteien 16 Jahre lang zusammen auf die absolute Mehrheit.
Die Stadt nahm bald nach Kriegsende eine große Zahl von Vertriebenen und Flüchtlingen auf. Betrug die Einwohnerzahl bei Kriegsende 1945 noch rund 14.200, so lag sie fünf Jahre später bereits bei deutlich mehr als 20.000. Davon waren 5.578 Vertriebene, was einem Anteil von 27,1 Prozent entspricht. Massive Investitionen in den Wohnungsbau wurden nötig, wobei neben Wohnungsbaugenossenschaften auch die Stadt selbst Häuser errichten ließ. Auch Schulneubauten wurden erforderlich und umgesetzt.
In der Nachkriegszeit war der Landkreis Leer unter den drei ostfriesischen Landkreisen am stärksten mit Ostflüchtlingen belegt, weil er – anders als die Landkreise Aurich und Wittmund – nicht als Internierungsgebiet für kriegsgefangene deutsche Soldaten diente. Allerdings nahm der Landkreis Leer in der Folgezeit unter allen niedersächsischen Kreisen die meisten Personen auf, die schon in den Ostgebieten arbeits- oder berufslos waren. Auch der Anteil der über 65-Jährigen war höher als im Durchschnitt Niedersachsens. Hingegen verzeichnete der Landkreis Leer unter allen niedersächsischen Landkreisen den geringsten Anteil an männlichen Ostflüchtlingen im Alter von 20 bis 45 Jahren.
Der Zustrom von Flüchtlingen und Vertriebenen und der Rückstrom der heimkehrenden Soldaten stellte die Stadt vor wirtschaftliche Probleme. Die Zahl der Arbeitsplätze reichte bei weitem nicht aus. Seit den späten 1940er-Jahren verfolgte die Stadt daher eine Ansiedlungspolitik für Firmen von außerhalb, die 1950 mit der Ansiedlung der Schiffswerft Martin Jansen einen ersten Erfolg zeitigte. Im Jahr 1957 wurde ein Zweigwerk des Büromaschinenherstellers Olympia errichtet, das sich zum größten Arbeitgeber Leers mit zeitweilig 2700, zuletzt zirka 1300 Beschäftigten entwickelte. Die Zahl der Industriebetriebe nahm zwischen 1948 und 1960 von 20 auf 36 zu, die Zahl der Großhandelsbetriebe von 80 auf 119.
1950 verlieh der niedersächsische Minister des Innern der Stadt Leer das Recht, ein neues Wappen zu führen. Das neue Stadtwappen basierte auf einem Siegelabdruck von 1639. Am 1. Oktober 1955 wurde Leer der Status einer selbstständigen Stadt verliehen. Im Jahr 1968 wurden Heisfelde und Loga Leeraner Stadtteile, Leerort wurde 1971 eingemeindet. Bingum, Hohegaste, Logabirum, Nettelburg und Nüttermoor folgten schließlich 1972, die Einwohnerzahl überschritt daraufhin erstmals in der Stadtgeschichte die 30.000er-Marke.
Politisch hatte die SPD seit 1964 die Oberhand im Rathaus. Sie stellte in den folgenden fast vier Jahrzehnten die Mehrheit im Stadtrat und auch den Bürgermeister. Der aus Niederschlesien stammende Horst Milde wurde 1968 zum Bürgermeister gewählt. Ihm folgte 1973 Günther Boekhoff, der dieses Amt bis 2001 innehatte und damit von allen Nachkriegsbürgermeistern mit Abstand am längsten.
Ab 1971 wurde die Leeraner Altstadt mit eigenen sowie Bundes- und Landesmitteln nach dem Städtebauförderungsgesetz erheblich saniert. War zunächst noch eine Flächensanierung ähnlich wie in Teilen der Norder Altstadt vorgesehen, so gelang es engagierten Bürgern, die Politiker zu einem Umdenken zu bewegen und auf Objekt- und Ensemblesanierung zu setzen. Zwischen 1971 und 1990 flossen etwa 60 Millionen D-Mark öffentliche Mittel (je ein Drittel Stadt, Land und Bund) und rund 70 Millionen D-Mark an privaten Investitionen in die Innenstadt. Dies hatte positive Auswirkungen auf den Tourismus und stärkte Leer als die bedeutendste Einkaufsstadt Ostfrieslands (s. Wirtschaft). 2001 wurden Teile der Oststadt Leer auf beiden Seiten der Bahnlinie in das Programm Soziale Stadt aufgenommen und werden seitdem städtebaulich saniert.
Die Schließung des Olympia-Werks trug maßgeblich dazu bei, dass 1984 und 1985 die Arbeitslosigkeit in Leer auf Höhen um 23 Prozent anstieg. Die Insolvenz der Jansen-Werft 1987 kam hinzu. Die Gründung neuer Reedereien in den 1980er-Jahren erwies sich als Grundlage für wirtschaftlichen Aufschwung in der Stadt. Dies zog die Gründung und Niederlassung weiterer Unternehmen im Umfeld nach sich.

### Eingemeindungen
Die Gemeinden Heisfelde und Loga wurden im Jahr 1968 eingegliedert. Am 1. Februar 1971 kam Leerort hinzu. Am 1. Januar 1973 folgten Bingum, Hohegaste, Logabirum, Nettelburg und Nüttermoor.

### Einwohnerentwicklung
Relativ verlässliche Einwohnerzahlen für Ostfriesland liegen seit Beginn der ersten preußischen Herrschaft (1744) vor. Spätestens seit dieser Zeit war Leer der zweitgrößte Ort (seit 1823 die zweitgrößte Stadt) Ostfrieslands nach Emden. Durch umfangreiche Eingemeindungen 1972 wuchs Aurich allerdings beträchtlich und nimmt mittlerweile diesen Rang ein. Leer ist jetzt die drittgrößte Stadt der Region.
Leer wuchs während der industriellen Revolution deutlich, im Jahrhundert zwischen 1810 und 1910 nahm die Einwohnerzahl um mehr als 100 Prozent zu. Die im Zweiten Weltkrieg weitgehend unversehrt gebliebene Stadt nahm eine größere Zahl Heimatvertriebener auf, wodurch sich ein weiterer Schub in der Einwohnerzahl ergab. Eine weitere Zunahme der Einwohnerzahl bedeutete in den Jahren 1968 bis 1972 die Eingemeindung umliegender Kommunen. Seitdem liegt die Einwohnerzahl konstant über 30.000. Laut einer im Wegweiser Demographischer Wandel veröffentlichten Prognose der Bertelsmann Stiftung wird dies auch in den kommenden Jahren so bleiben. Die Autoren erwarten für die Jahre bis 2020 einen leichten Anstieg der Einwohnerzahl um 0,9 % auf dann 34.160 Einwohner.
Durch die demographische Entwicklung verschiebt sich allerdings die Verteilung der Bevölkerung auf einzelne Altersgruppen. Aufgrund der steigenden Lebenserwartung nimmt der Anteil Älterer zu. Zugleich führen die niedrigen Geburtenzahlen zu einem Rückgang bei den Kindern, Jugendlichen und jungen Erwachsenen. Erwartet wird, dass dadurch das Medianalter von 41,6 Jahren (2006) auf 46,5 Jahre (2020) steigt.
| Jahr | Einwohner |
| ---- | --------- |
| 1745 | 4.500     |
| 1814 | 5.353     |
| 1848 | 6.940     |
| 1880 | 10.086    |
| 1910 | 12.690    |
| 1930 | 12.981    |

| Jahr | Einwohner |
| ---- | --------- |
| 1940 | 13.898    |
| 1945 | 18.071    |
| 1950 | 20.414    |
| 1961 | 21.418    |
| 1970 | 34.262    |
| 1980 | 31.303    |

| Jahr | Einwohner |
| ---- | --------- |
| 1990 | 31.859    |
| 2000 | 33.849    |
| 2008 | 34.154    |
| 2010 | 34.301    |
| 2016 | 34.129    |
| 2017 | 34.226    |

| Jahr | Einwohner |
| ---- | --------- |
| 2018 | 34.486    |
| 2019 | 34.786    |
| 2022 | 35.663    |

### Entwicklung des Ortsnamens
Leer ist einer der ersten namentlich bekannten Orte in Ostfriesland. Erstmals wurde die Stadt in einer wohl aus dem 9. Jahrhundert stammenden Lebensbeschreibung des heiligen Liudger genannt. Im 10. Jahrhundert tauchte der Name der Stadt in den Urbaren des Klosters Werden als hleri auf. Dies wird als Weideplatz gedeutet. Spätere Schreibweisen des Ortsnamens sind Lüer, Ler, Lheer und Lier.

## Religionen

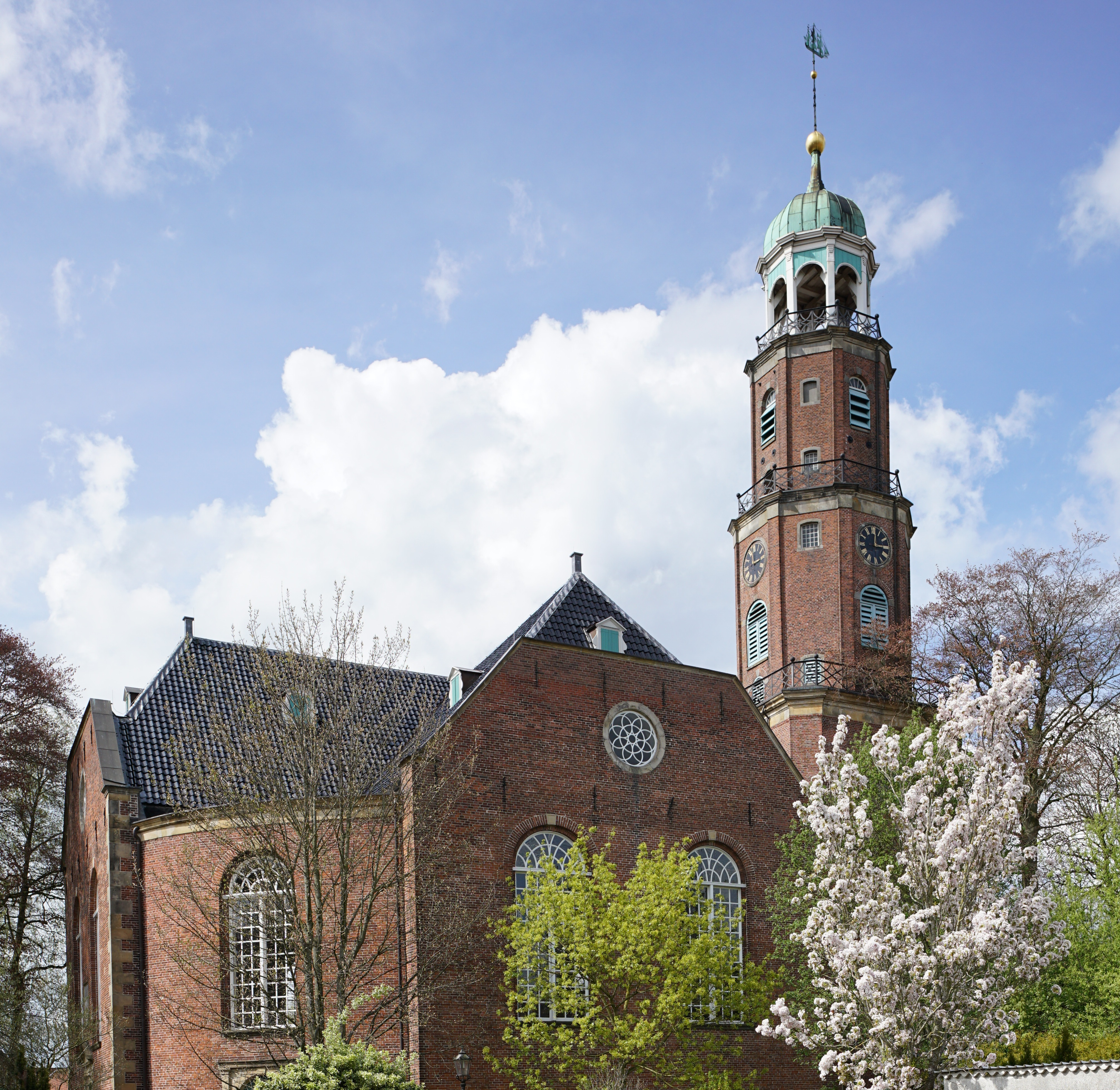
Große Kirche von 1787

Leer ist seit dem 16. Jahrhundert protestantisch ausgerichtet, und so gibt es im Stadtgebiet vor allem lutherische und reformierte Kirchengemeinden. Die Evangelisch-reformierte Kirche Deutschlands hat ihren Hauptsitz in Leer. In Leer gibt es darüber hinaus Gemeinden der Katholiken, der Pfingstbewegung, Baptisten, Mennoniten, Methodisten, Adventisten, der Neuapostolischen Kirche, der Russisch-Orthodoxen Kirche, der Zeugen Jehovas und der Mormonen.
Auf dem Gebiet der heutigen Stadt Leer wurde der wohl früheste Kirchenbau Ostfrieslands errichtet. Dieser wurde vermutlich um 800 durch den Missionar Liudger initiiert. Um 1200 wurde diese durch eine Steinkirche ersetzt, die vor 1270 ein Dekanat besaß und zur Propsteikirche erhoben wurde. Diese hatte eine führende Rolle im Moormerland.
Um 1525 hielt die Reformation in reformierter Prägung Einzug in Leer. In der Folge gab es lange Zeit keine Katholiken und die Lutheraner wurden immer stärker verdrängt. Als die Lutheraner nach dem Dreißigjährigen Krieg stark zunahmen, entstand ein langer Rechtsstreit mit den Reformierten. Er entzündete sich an der Zulassung der Lutheraner und ihrem Kirchenbau (1675), wurde bei jedem Erweiterungsumbau der Kirche neu entfacht und endete 1766 vorläufig mit einer Abfindungssumme von 1000 Gulden an die Reformierten.

### Evangelisch-reformierte Kirche

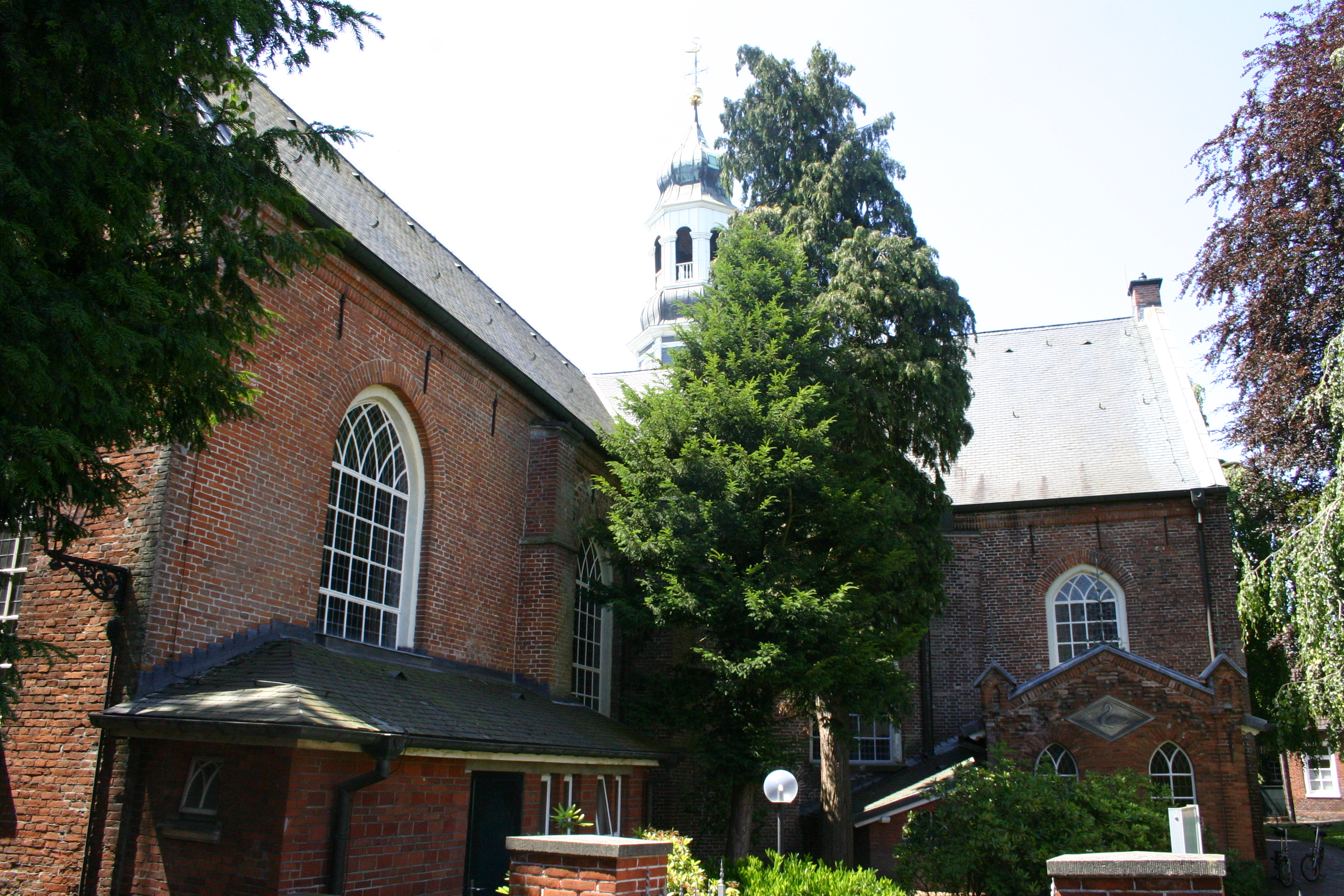
Lutherkirche in Leer

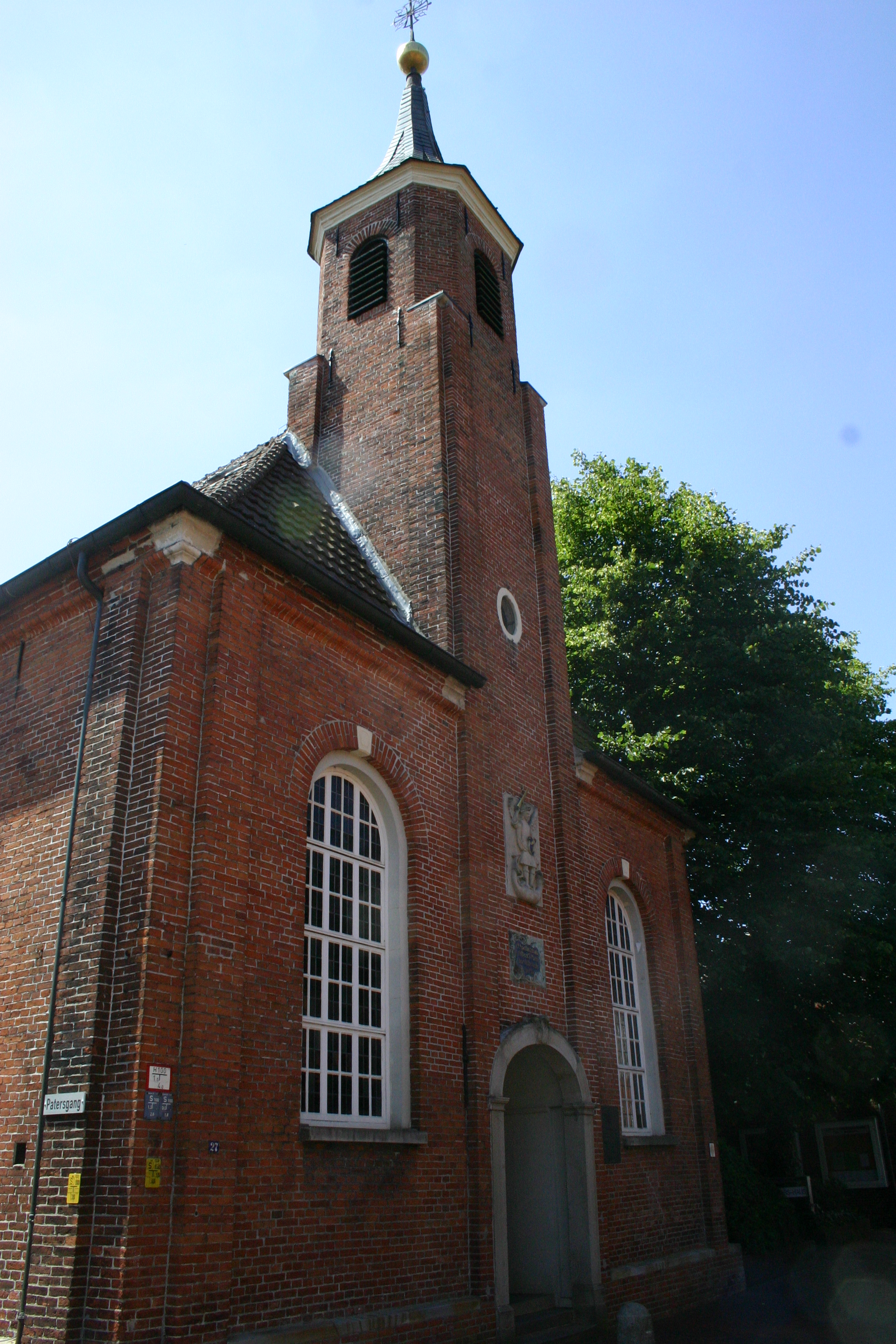
St. Michael, erster katholischer Kirchenneubau in Ostfriesland nach der Reformation

Die reformierte Gemeinde war die erste evangelische in Leer. Sie wurde um 1525 durch Lübbert Cantz (Cansen) gegründet, der hier das reformierte Bekenntnis und die dazugehörige Liturgie, Gemeindeordnung und Unterweisung einführte. Jahrhundertelang hatte die Gemeinde im Ort einen starken politischen und wirtschaftlichen Einfluss. Ihr oblag das Wiegerecht, das ihr große Einnahmen sicherte, mit denen sie Aufgaben der Daseinsvorsorge finanzierte und eine Latein- und Elementarschule sowie ein Armen- und ein Waisenhaus unterhielt. Bis zur ersten Hälfte des 19. Jahrhunderts wurde niederländisch gepredigt. In dieser Sprache wurden auch die Kirchenbücher und das Archiv geführt. Nachdem die ehemalige Propsteikirche St. Ludgeri wegen Baufälligkeit abgerissen worden war, wurde 1787 an zentraler Stelle des Ortes ein Neubau errichtet. Für alle reformierten Gemeinden der Provinz Hannover wurde 1882 eine gemeinsame Synodalordnung erlassen und durch Verfügung des Königs von Preußen in Aurich eine Kirchenbehörde mit kollegialer Verfassung, das Konsistorium, gebildet. Dieses wurde 1954 nach Leer verlegt, wo seither das Landeskirchenamt der Evangelisch-reformierten Kirche und das Bezirksrentamt beheimatet sind. Heute gibt es reformierte Kirchengemeinden in Nüttermoor, Loga und in der Kernstadt mit den Gemeindebezirken Große Kirche und Heisfelde.

### Evangelisch-lutherische Kirche
Die Lutheraner besuchten nach der Reformation bis 1639 die benachbarten lutherischen Gemeinden, vor allem in Esklum. Danach wurden sie seelsorgerisch von der fünf Kilometer östlich gelegenen Gemeinde Logabirum betreut. Bis 1675 stieg die Zahl der Lutheraner in Leer auf etwa ein Viertel der Einwohnerschaft, die damals bei 3000–4000 Personen lag. Am 20. Dezember 1673 traten die Lutheraner Leers an Fürstin Christine Charlotte heran und baten um die Erlaubnis, ein eigenes Gotteshaus im Ort errichten zu dürfen. Die Fürstin gewährte den Lutheranern freie Religionsausübung und schenkte der Gemeinde zur Errichtung der Kirche, die am 2. Juni 1675 begann und im selben Jahr abgeschlossen wurde, Baumaterial vom ehemaligen Kloster Thedinga. Gegenwärtig bestehen sieben lutherische Kirchengemeinden: die Lutherkirchengemeinde und die Christuskirchengemeinde Leer, die Paulusgemeinde Heisfelde, die Petruskirchengemeinde und die Friedenskirchengemeinde Loga, die Matthäikirchengemeinde Bingum und die Kirchengemeinde Logabirum. Die lutherische Kirche unterhält in Leer das Kirchenkreisamt für den Landkreis.

### Römisch-katholische Kirche
Mit den kaiserlichen Truppen kam 1676 der erste katholische Priester nach der Reformation als Feldpater in den Ort und bildete den Ausgangspunkt der Gemeinde, die dem Bistum Osnabrück zugeschlagen wurde. Sie baute 1728 zunächst eine kleine Kapelle und 1775 die Kirche St. Michael. Einen starken Wachstumsschub erlebte die Gemeinde nach dem Zweiten Weltkrieg durch den Zuzug vieler Heimatvertriebener aus den Ostgebieten des Deutschen Reiches. Für sie wurde 1955 eine zweite katholische Gemeinde gegründet, die mit der Marienkirche im selben Jahr ihr eigenes Gotteshaus erhielt. Seit den 1990er-Jahren schrumpfte die Zahl der Gemeindemitglieder stark. Im Jahr 2002 ging deshalb die St.-Michael-Gemeinde mit der katholischen Gemeinde Oldersum und mit der St.-Josefs-Gemeinde in Weener einen Gemeindeverbund ein, dem auch die St.-Marien-Gemeinde beitreten soll. Zur Förderung der weiteren Zusammenarbeit in der künftigen Pfarreiengemeinschaft entstand 2009 eine Steuerungsgruppe, in die jede der vier Gemeinden zwei Vertreter entsendet.

### Russisch-orthodoxe Kirche
An der Ringstraße befindet sich die einzige Russisch-orthodoxe Kirche Ostfrieslands. Die Gottesdienste werden nach eigenen Angaben von etwa dreißig Gemeindegliedern regelmäßig besucht. Etwa hundert besuchen sie sporadisch. Das Einzugsgebiet der Gemeinde erstreckt sich über ganz Ostfriesland bis nach Vechta und Wilhelmshaven. Die ersten orthodoxen Gottesdienste wurden 2006 abgehalten. Die Gemeinde durfte dafür zunächst die Lutherkirche mitnutzen, später dann die katholische Kirche. 2008 erwarb ein Gemeindemitglied schließlich eine ehemalige Ballettschule. Diese wurde zu einem Gotteshaus umgebaut und an die Gemeinde vermietet. Die nächstgelegenen Gemeinden befinden sich in Groningen und Bremen.

### Evangelische Freikirchen

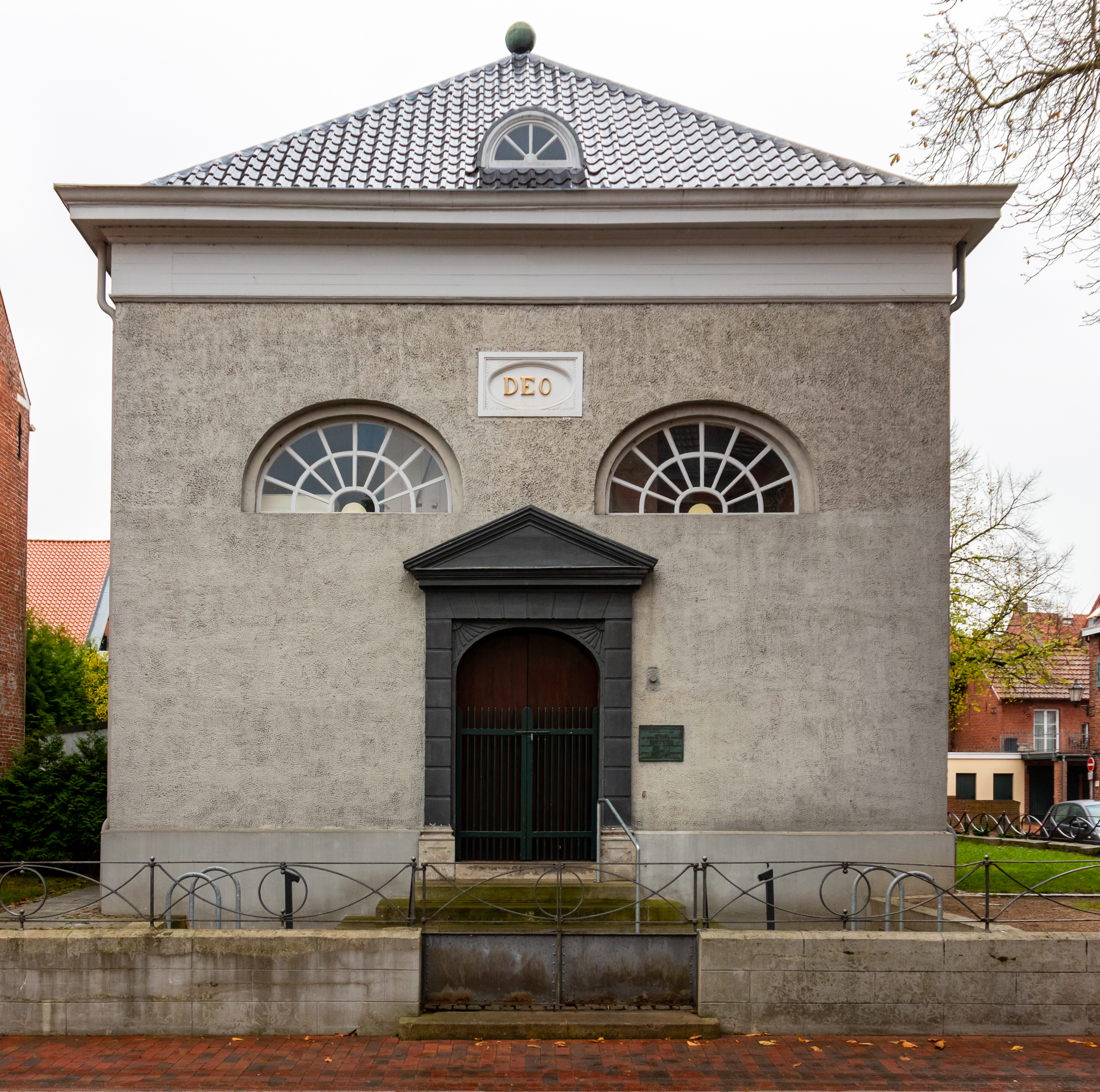
Mennonitenkirche

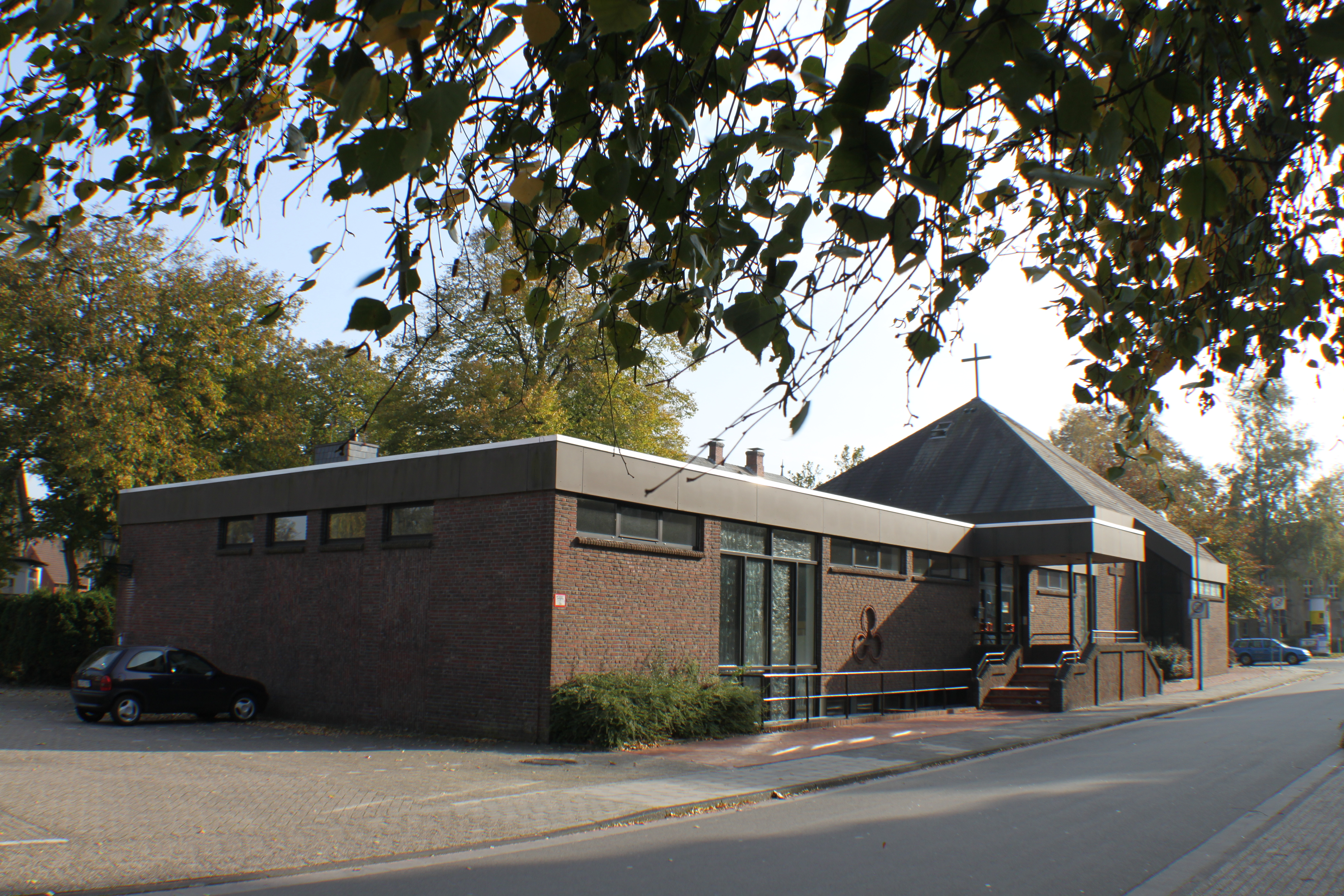
Baptistenkirche

Mennoniten lassen sich erstmals 1534 nachweisen. Die rasch anwachsende Gemeinde spaltete sich in zwei Richtungen, die im 18. Jahrhundert jeweils eine eigene Kirche unterhielten. 1825 errichteten die Mennoniten einen gemeinsamen Kirchenbau. Zu den bekannten Mitgliedern der Leeraner Mennonitengemeinde gehörte unter anderem die Schriftstellerin Wilhelmine Siefkes. Aufgrund der nationalsozialistischen Tendenzen der lutherischen Pastoren Leers war sie 1933 aus der Evangelisch-lutherischen Kirche ausgetreten und hatte sich wenig später der Leeraner Mennonitengemeinde angeschlossen. Heute bildet die Mennonitengemeinde Leer mit den Gemeinden in Gronau, Emden und Norden einen Pastoralverband.
Die Anfänge der Baptisten in Leer gehen auf Johann Gerhard Oncken, den Begründer der deutschen und kontinentaleuropäischen Baptisten, zurück. Am 11. Oktober 1845 ließen sich der Kaufmann Christian Bonk und der Weber Hinderk Coords von Oncken in einem Kolk bei Leer taufen. Dies wurde zum Stadtgespräch und rief den Widerstand sowohl der reformierten als auch der lutherischen Geistlichkeit hervor. Dessen ungeachtet begannen Bonk und Weber eine umfangreiche Missionsarbeit im Leeraner Umland, die 1846 zur Gründung der Baptistengemeinde Ihren führte und 1849 zur Gründung einer Leeraner Zweiggemeinde, die anfänglich aus zehn Mitgliedern bestand. Die geheimen gottesdienstlichen Versammlungen fanden zunächst in verschiedenen Privatwohnungen statt. Weitere Umzüge folgten, bis die Gemeinde am 13. April (Karfreitag) 1900 ihr erstes Gotteshaus an der Ubbo-Emmius-Straße einweihen konnte. An diesem Tag löste sich die Zweiggemeinde Leer von ihrer Muttergemeinde in Ihren und wurde als selbstständige Gemeinde im Bund der deutschen Baptistengemeinden aufgenommen. Einen Wachstumsschub erlebten die ostfriesischen Baptisten nach dem Zweiten Weltkrieg durch den Zuzug von Flüchtlingen aus den Ostgebieten. 1983 erbaute die Gemeinde nach Abbruch des alten Gotteshauses auf dem angestammten Grundstück eine neue Kirche.
Die Anfänge der Methodisten in Leer liegen im Jahr 1891, als erstmals Bibelstunden abgehalten wurden. Vier Jahre später baute die Gemeinde ein Kirchengebäude an der Friesenstraße.
In Leer ist eine von zwei Gemeinden der ostfriesischen Adventisten beheimatet. Zusammen mit den Adventgemeinden in Norden und der emsländischen Adventgemeinde Papenburg bildet sie einen Bezirk.
Der Pfingstbewegung gehört die Freie Christengemeinde Leer e. V. (Moorweg) an. Sie betreibt seit den 1960er Jahren ein eigenes Sozialwerk mit zwei Kindergärten, einer Kinderkrippe sowie zwei Einrichtungen für Senioren. Charismatisch geprägt sind die Gemeinde am Mühlenweg und das eng mit dieser Gemeinde verbundene Missionswerk Christus für dich (Meierstraße, Leer-Loga). Die Gemeinde am Mühlenweg ist eine freie Gemeinde, die in den 1970er Jahren aus einer sozialdiakonischen Arbeit für Menschen in Krisensituationen entstanden und bis heute stetig gewachsen ist.

### Weitere christliche Glaubensgemeinschaften
Seit 1929 gab es Bemühungen, in der Stadt eine Neuapostolische Gemeinde zu gründen, was 1933 umgesetzt werden konnte. Seit 1957 verfügt die Gemeinde über ein eigenes Gotteshaus in der Jahnstraße. Die Leeraner Gemeinde hatte Ende der 1980er Jahre etwa 260 Mitglieder.
Die Mormonen haben in Ostfriesland etwa 150 Mitglieder. Ungefähr 70 Gemeindemitglieder wohnen in Leer und Umgebung. Das Gemeindezentrum befindet sich an der Heisfelder Straße.
Weitere in Leer tätige christliche Religionsgemeinschaften sind die Katholisch-apostolische Gemeinde in der Annenstraße und die Zeugen Jehovas, deren Königreichssaal am Logaer Weg in Heisfelde steht.

### Islam
Seit dem Zuzug von sogenannten Gastarbeitern und Flüchtlingen, vor allem im Zusammenhang mit dem Jugoslawien-Konflikt, gibt es Muslime in der Stadt, die jedoch nicht über ein eigenes Gotteshaus verfügen. Ihre Gottesdienste werden derzeit in privaten Gebetsräumen abgehalten. Die nächstgelegene Moschee befindet sich seit Oktober 2009 in Emden.

### Judentum

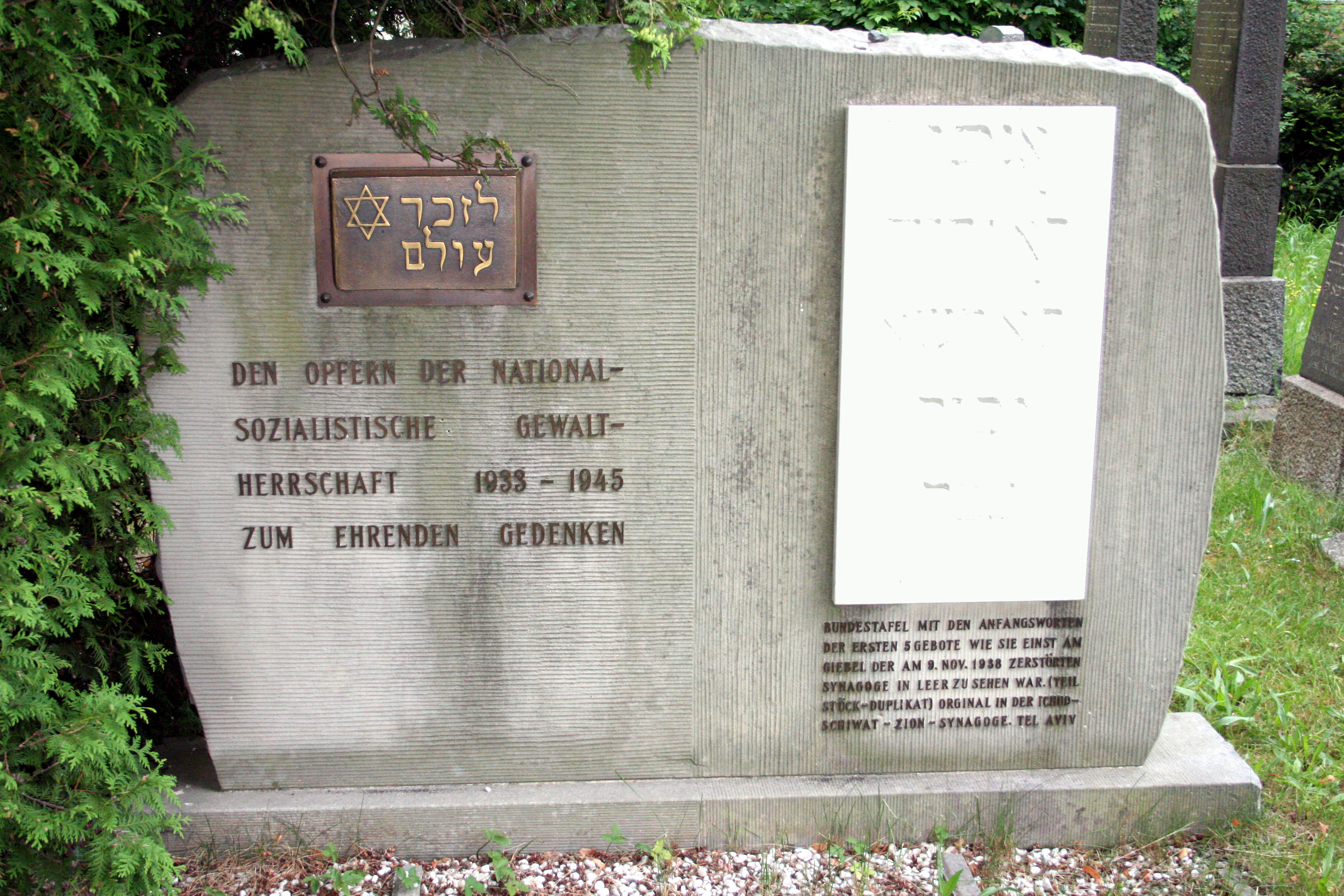
Gedenktafel auf dem jüdischen Friedhof

Die jüdische Gemeinde bestand über einen Zeitraum von rund 300 Jahren von ihren Anfängen im 17. Jahrhundert bis zu ihrem Ende am 23. Oktober 1941. Die Stadt war vor 1933 ein Zentrum des deutschen Viehhandels und infolgedessen für die darin tätigen ostfriesischen Juden ein zentraler Ort, weshalb sich die Gemeinde bis 1925 mit 289 Mitgliedern zur drittgrößten in Ostfriesland entwickelte. Nach 1933 begann die Ausgrenzung und Verfolgung der Juden, die hier dennoch aufgrund ihrer Bedeutung für den Viehhandel erst ab Mitte der 1930er Jahre völlig aus dem Wirtschaftsleben entfernt wurden. Die 1883 bis 1885 erbaute Synagoge wurde in der Reichspogromnacht am 9. November 1938 zerstört. Mindestens 236 Juden aus Leer sind während des Holocaust ermordet worden, drei starben durch Suizid und bei 61 ist das Schicksal ungeklärt. Die wenigen Überlebenden leben über die ganze Welt verstreut.
An die jüdischen Einwohner der Stadt wird heute mit einer Gedenktafel auf dem jüdischen Friedhof sowie in der Ehemaligen Jüdischen Schule Leer erinnert.
Eine Gedenkstätte für die zerstörte Synagoge an der Heisfelder Straße befindet sich seit 2002 direkt gegenüber dem einstigen Standort des Gotteshauses. Die Stätte wurde vollständig durch Spenden von Leeraner Bürgern finanziert. An der Stelle der alten Synagoge ist lediglich eine Gedenktafel angebracht, da auf dem Grundstück seit den 1960er Jahren eine Autowerkstatt stand. So konnte den Gerüchten über eventuell noch unversehrte Kellergewölbe der Synagoge lange nicht nachgegangen werden. Im September 2019 legte der neue Eigentümer der Fläche Pläne zur Bebauung der brachliegenden Flächen vor. Im Neubau soll laut Aussage der Planer ein Anbau mit einem Raum der Stille auf die Synagoge hinweisen. Der Archäologische Dienst der Ostfriesischen Landschaft führte im Vorfeld der Neubebauung eine archäologische Untersuchung durch. Im Zuge der Untersuchungen ließ sie im Juni 2020 zwei Baggerschnitte auf dem Gelände durchführen. Im ersten Schnitt entdeckten die Archäologen in zwei Metern Tiefe das Fundament der nördlichen Außenwand der Synagoge, deren genaue Lage auf dem Grundstück damit geklärt ist. Auf dem Fundamentboden fanden sich die Brandschicht des Feuers aus dem November 1938 sowie eine etwa 50 cm mächtige Lage aus Bau- und Brandschutt der Synagoge. Der zweite Schnitt öffnete den Eingang in das Untergeschoss der ehemaligen Rabbinerwohnung. Dort führen drei Stufen hinab auf einen rötlichen Zementestrich. In diesem Bereich ist nach den Bauplänen der Eingangsbereich in den Heizungskeller und möglicherweise auch in das Tauchbad zu finden. Um die letzten Reste der Synagoge vor ihrer endgültigen Zerstörung zu dokumentieren, sollen in Abstimmung mit der Stadt Leer sowie der Bauherrengesellschaft weitere archäologische Untersuchungen stattfinden. Anschließend wird das Gelände neu bebaut.

## Politik

### Stadtrat
Der Rat von Leer besteht aus 38 Mitgliedern. Dies ist die festgelegte Anzahl für eine Gemeinde mit einer Einwohnerzahl zwischen 30.001 und 40.000 Einwohnern. Die 38 Ratsmitglieder werden durch eine Kommunalwahl für jeweils fünf Jahre gewählt. Die aktuelle Amtszeit begann am 1. November 2021 und endet am 31. Oktober 2026.
Stimmberechtigt im Stadtrat ist außerdem der hauptamtliche Bürgermeister Claus-Peter Horst.
Neben den Parteien SPD, CDU, FDP, Grüne und Linke sind auch die drei Wählergemeinschaften AWG, CDL und BfL im Rat vertreten. Von 1964 bis 2006 stellte die SPD-Fraktion ununterbrochen die Mehrheit im Rat der Stadt. In der aktuellen Wahlperiode (bis 2021) stellt sie die stärkste Fraktion, hat aber ihre Mehrheit im Rat verloren.
Die letzte Kommunalwahl vom 12. September 2021 ergab das folgende Ergebnis:
| Stadtratswahl Leer 2021vorläufiges Ergebnis; Wahlbeteiligung: 56,8 % 403020100 39,3 %21,9 %21,8 %6,3 %3,9 %3,1 %2,0 %1,2 %0,6 %n. k. %n. k. % SPDCDUGrüneFDPAfDLWGAWGLinkeBasisCDLBfLGewinne und Verlusteim Vergleich zu 2016 %p 8 6 4 2 0 −2 −4 −6 −8−10+2,6 %p−6,0 %p+7,9 %p+3,3 %p+3,9 %p+3,1 %p−8,2 %p−1,9 %p+0,6 %p−3,5 %p−1,3 %pSPDCDUGrüneFDPAfDLWGAWGLinkeBasisCDLBfL | Sitzverteilung im Stadtrat Leer seit 2021Insgesamt 38 Sitze - Linke: 1 - SPD: 15 - Grüne: 8 - AWG: 1 - LWG: 1 - FDP: 2 - CDU: 8 - AfD: 2 |

Die Wahlbeteiligung bei der Kommunalwahl 2021 lag mit 56,8 % nur leicht unter dem niedersächsischen Durchschnitt von 57,1 %. Zum Vergleich – bei der vorherigen Kommunalwahl vom 11. September 2016 lag die Wahlbeteiligung bei 56,1 %.

### Bürgermeister
Seit 1997 gibt es in Leer ein direkt gewähltes Stadtoberhaupt. In jenem Jahr wurde in Leer die Eingleisigkeit eingeführt und der Posten des Stadtdirektors als Chef der Verwaltung abgeschafft. Bei der letzten Bürgermeisterwahl am 15. Juni 2014 setzte sich Beatrix Kuhl von der CDU in einer Stichwahl mit 54,7 Prozent gegen den bisherigen Amtsinhaber, den parteilosen Wolfgang Kellner, durch. Sie trat ihr Amt zum 1. November 2014 an. Kuhl unterlag 2021 mit 26,87 % dem parteilosen Einzelbewerber Claus-Peter Horst, der 53,64 % der Stimmen auf sich vereinte und von der SPD, den Grünen und der Leeraner Wählergemeinschaft unterstützt wurde. Der Einzelbewerber Jörg Penning erzielte 12,50 % und Sven Dirksen von der FDP 6,99 %.

### Vertreter im Land- und Bundestag
Leer gehört zum Wahlkreis Leer. Er umfasst die Stadt Leer, die Gemeinden Ostrhauderfehn, Rhauderfehn, Uplengen und die Samtgemeinden Hesel und Jümme. Bei der letzten Landtagswahl in Niedersachsen vom 9. Oktober 2022 gewann Ulf Thiele (CDU) das Direktmandat mit 35,7 % der Stimmen. Er ist damit zum fünften Mal in Folge direkt gewählt worden.
Die Stadt gehört zum Bundestagswahlkreis Unterems (Wahlkreis 25), der aus dem Landkreis Leer und dem nördlichen Teil des Landkreises Emsland besteht. Der Wahlkreis wurde zur Bundestagswahl 1980 neu zugeschnitten und ist seitdem unverändert. Bislang setzten sich in diesem Wahlkreis ausschließlich CDU-Kandidaten durch. Bei der Bundestagswahl 2025 wurde die CDU-Abgeordnete Gitta Connemann aus Leer erneut direkt gewählt. Über Listenplätze der Parteien zogen Anja Troff-Schaffarzyk (SPD) und Martina Uhr (AfD) aus dem Wahlkreis in den Bundestag ein.

### Wappen
| Wappen von Leer | Blasonierung: „In Blau der silberne Großbuchstabe L, der mit einem silbernen Röschen mit vier Blütenblättern gekrönt und dessen senkrechter Schaft von je einem sechsstrahligen silbernen Stern beseitet ist.“ |
| Wappen von Leer | Wappenbegründung: Der Stadt wurde das Wappen, das von einem alten Siegel des Fleckens Leer (älteste Abbildung von 1659) abgeleitet ist, im Jahr 1950 vom Niedersächsischen Innenminister verliehen. Zuvor wurde das 1861 von König Georg V. von Hannover verliehene Wappen genutzt. Dieses Wappen zeigte unter anderem „im rothen Felde ein silbernes Kastell, über welchem ein goldener Löwe schreitet, ferner auf einem an das Thor des Kastells gelehnten rothen Schilde das weisse Pferd unseres Königlichen Wappens“. Dem Stadtrat erschien dieses Wappen 1950 jedoch zu überladen, woraufhin man sich des alten Siegels des Fleckens erinnerte und sich somit für ein schlichteres Wappen entschied. |

### Flagge
|  | 00Hissflagge:„Die Flagge ist rot-weiß-rot geteilt mit dem aufgelegten Wappen in der Mitte.“ |

### Städtepartnerschaften und Patenschaften
Leer unterhält Partnerschaften mit der britischen Stadt Trowbridge und der polnischen Stadt Elbląg (Elbing).
Die Kontakte nach Trowbridge bestehen bereits seit den 1960er Jahren und gehen auf eine Initiative des Leeraner Akkordeonorchesters zurück. Die Partnerschaftsurkunde wurde 1989 unterzeichnet. Neben Schulen haben auch verschiedene Vereine enge Kontakte, besonders der Leeraner Schwimmverein Poseidon mit dem Amateur Swimming-Club Trowbridge.
Mit Elbląg wurde 1992 eine Freundschafts- und 2001 eine Partnerschaftsurkunde unterzeichnet. Kontakte bestehen zwischen Schülern und Studenten sowie Tanzsportlern. Gegenseitige Messebesuche sind die Regel. Da Trowbridge und Elbing ebenfalls eine Partnerschaft eingegangen sind, ergibt sich eine Dreieck-Partnerschaft.
Leer hat zudem über das Schulhilfswerk Arabras eine Patenschaft über die Schule Stadt Leer in Araquacema (Brasilien) übernommen.

## Kultur und Sehenswürdigkeiten

### Museen und Theater

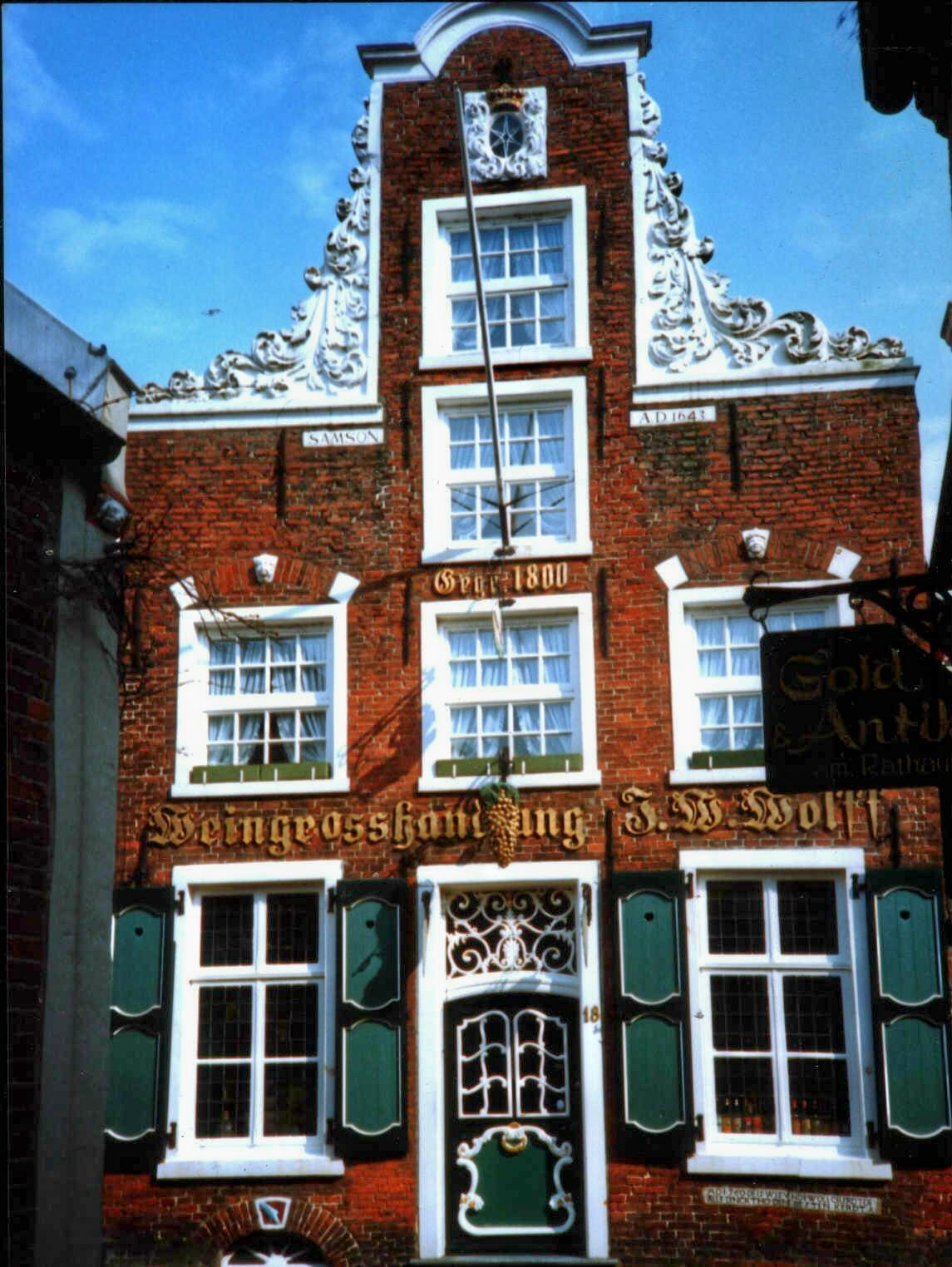
Haus Samson, erbaut 1643 im Barockstil. Im Erdgeschoss befindet sich eine Weinhandlung; im ersten und zweiten Obergeschoss stellt ein privates Museum ostfriesische Wohnkultur aus.

In Leer gibt es das Heimatmuseum, das Teemuseum der Bünting-Gruppe, das Haus Samson (ein Museum zur Wohnkultur im 18./19. Jahrhundert) sowie den Museumshafen mit historischen Schiffen. Das Schiff Prinz Heinrich aus dem Jahr 1909 wurde bis 2017 restauriert. Nach Abschluss der Arbeiten werden wieder Fahrten mit dem Schiff unternommen. Das Kunsthaus Leer versteht sich selbst als Archiv für Kunst aus Ostfriesland. Es wurde am 10. März 2012 eröffnet und zeigt drei bis vier Ausstellungen pro Jahr, die Themen der ostfriesischen Gegenwartskunst der letzten einhundert Jahre aufgreifen und sich meist mit dem Schaffen einzelner Künstler befassen. Die ehemalige jüdische Schule wird ebenfalls für Ausstellungen sowie kulturelle Veranstaltungen genutzt.
Leer ist Spielort der Landesbühne Niedersachsen Nord mit Sitz in Wilhelmshaven. Mehrere Laientheater und Heimatbühnen sind in der Stadt ansässig. Die der Emsschule angegliederte Aula mit 800 Sitzplätzen wird als Theatersaal benutzt. Durch Umbauarbeiten ist die Aula seit 2010 baulich stärker von der Schule abgekoppelt worden und erhielt zudem ein eigenes Foyer. Zugleich wurde der Theater- und Konzertsaal mit einem Aufwand von drei Millionen Euro saniert. Seither trägt der Bau den Namen „Theater an der Blinke“.

### Stadtbibliothek
Die Stadtbibliothek ist im Hermann-Tempel-Haus in der historischen Altstadt untergebracht und hat einen Bestand von 52.000 Medien.

### Kirchen und Orgeln

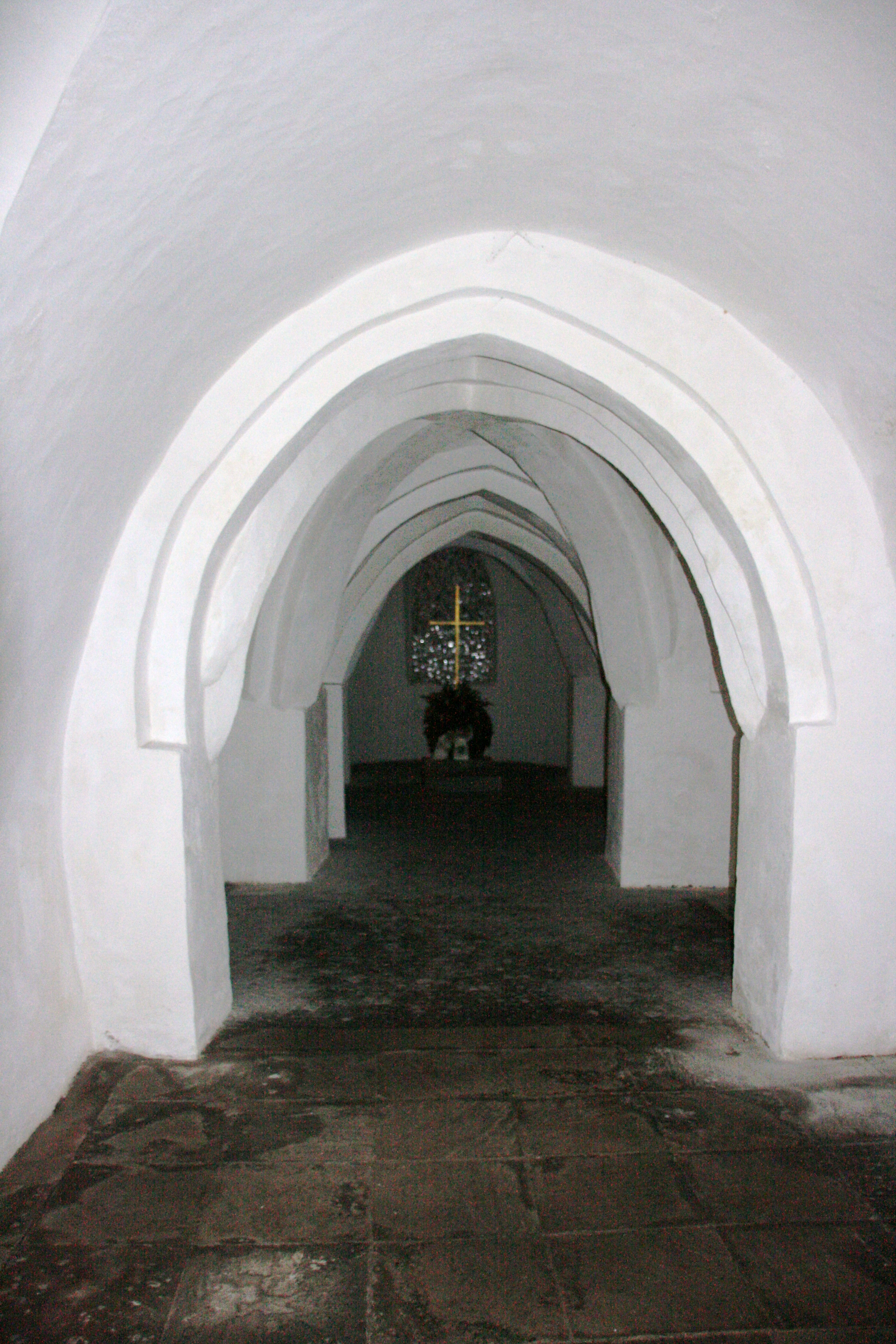
Krypta der abgegangenen ersten Kirche von Leer

Zu den bekanntesten Kirchen der Stadt zählen die Lutherkirche und die Große Kirche. Nach Vorgängerkirchen aus Holz wurde um 1200 die älteste Steinkirche am Westende Leers in der Nähe des Plytenbergs erbaut und dem Friesenmissionar Liudger geweiht. Nach etwa 450 Jahren wurde die Kirche zunehmend baufälliger und drohte 1777 nach einem Sturm einzustürzen. Sie wurde 1787 bis zur Höhe des Fußbodens abgerissen und auktioniert, während die Krypta mit den ältesten Gewölben in Ostfriesland erhalten blieb. Nachfolgebau war die Große Kirche, die 1787 nach zwei Jahren Bauzeit durch den Leeraner Zimmermann-Meister Isaak Woortmann im Stil des Barock im Zentrum der Stadt fertiggestellt wurde. Der eigentümliche achteckige Grundriss des Neubaus in Form eines griechischen Doppelkreuzes fand Vorbilder in der Amsterdamer Noorderkerk und der Emder Neuen Kirche. Entsprechend reformierter Tradition sind Kirche und Ausstattung schlicht gehalten, ohne Kreuz und Altar. Der Abendmahlstisch stammt ebenfalls aus dem Jahr 1787. Hingegen datiert das Taufbecken um 1200 und wurde wahrscheinlich von der alten Kirche übernommen. Die Orgel der Großen Kirche ist in vier Jahrhunderten gewachsen und zählt damit zu den ältesten Orgeln Ostfrieslands. Einige Register stammen aus dem Kloster Thedinga und gehen auf das 16. Jahrhundert zurück. Erweiterungs- und Umbauten erfolgten 1763–1766 durch Albertus Antonius Hinsz, 1845–1850 durch Wilhelm Caspar Joseph Höffgen und 1953–1955 durch Paul Ott, auf den die Anlage mit zwei Rückpositiven zurückgeht. Nach der Restaurierung und Erweiterung 2014–2018 durch Hendrik Ahrend verfügt die Orgel über 48 Register auf drei Manualen und Pedal und ist damit die größte Orgel in Ostfriesland. Die Renaissance-Kanzel wurde 1609 von Andreas Kistemaker gefertigt. Auf vier freistehenden Säulen ruht das Dach der Kirche. Der Turm wurde erst 1805 errichtet und trägt als Windfahne einen Dreimaster, dem „Schepken Christi“, Symbol der reformierten Kirche.

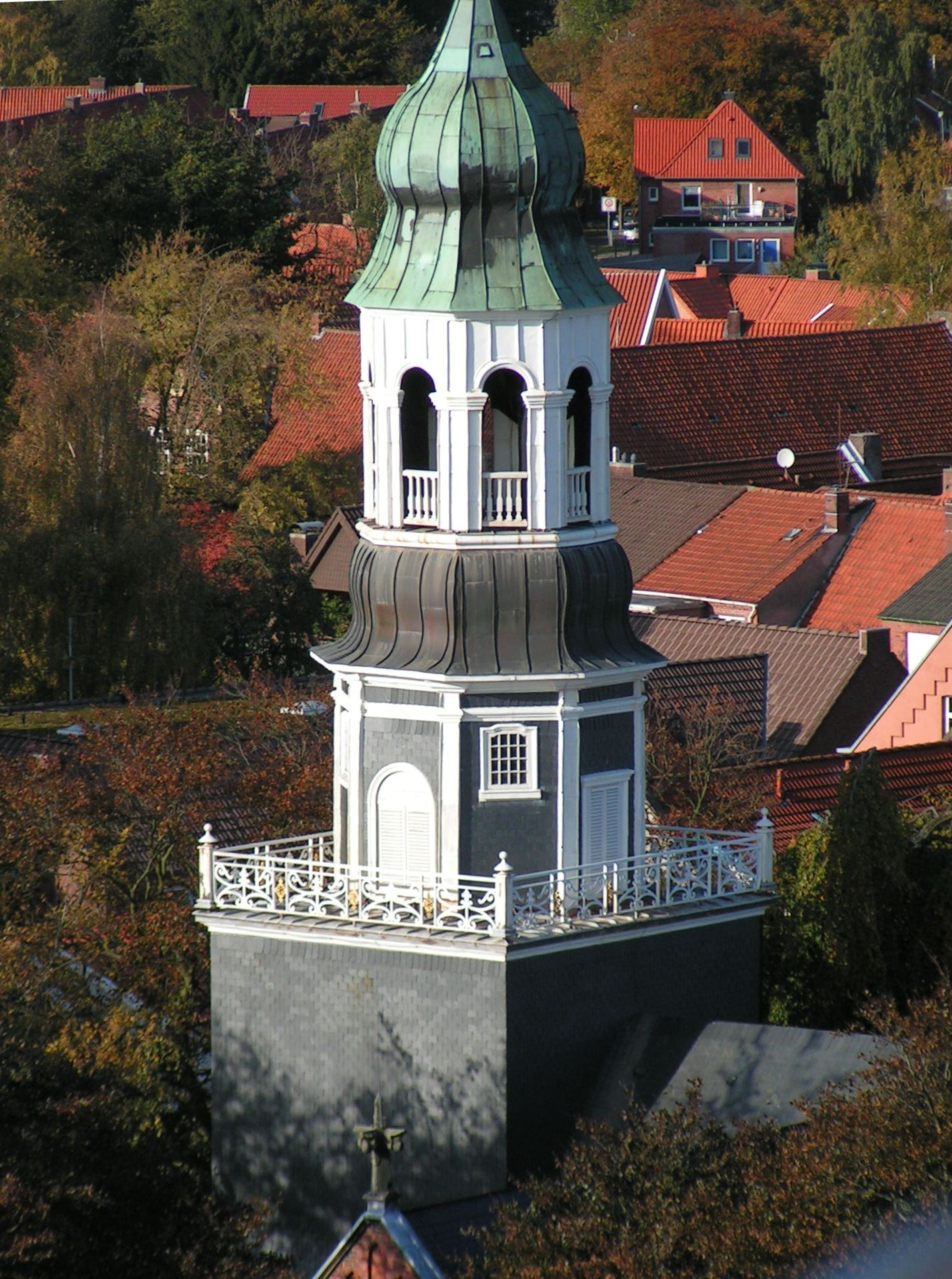
Glockenturm der Lutherkirche in Leer

Erst 1675 wurde den Lutheranern erlaubt, innerhalb der Stadt eine Kirche zu errichten. Das Kirchenschiff wurde in verschiedenen Bauabschnitten im 18. und 19. Jahrhundert in Form eines griechischen Kreuzes erweitert und 1766 der Glockenturm aufgesetzt. Die prächtige Innenausstattung ist vorwiegend barock gehalten, wie beispielsweise der Altar, der 1696 angefertigt wurde, und der Fürstenstuhl aus dem Jahr 1732. Wesentlich älter hingegen ist die Kanzel, die wohl aus dem Kloster Ihlow stammt und um 1500 datiert. Überregionale Bekanntheit hat die Orgel erlangt, die Jürgen Ahrend 2002 mit 39 Registern auf drei Manualen und Pedal hinter dem Prospekt von Hinrich Just Müller (1795) gebaut hat. Das hölzerne Tonnengewölbe aus dem Jahr 1793 erhielt seine Bemalung im Jahr 1910 unter Einbeziehung älterer Malereien, die man wiederentdeckte.
In Leer wurde auch der erste Kirchenneubau der Katholiken Ostfrieslands nach der Reformation errichtet: die 1776 geweihte Kirche St. Michael. Die Orgel wurde 1972 von der Firma Alfred Führer mit 14 Registern auf zwei Manualen eingebaut. 1825 wurde die klassizistische Mennonitenkirche Leer als schlichte Saalkirche ohne Turm gebaut. Die Orgel von Wilhelm Eilert Schmid (1826) besitzt neun Register und ist im Wesentlichen erhalten.

### Weitere Bauwerke

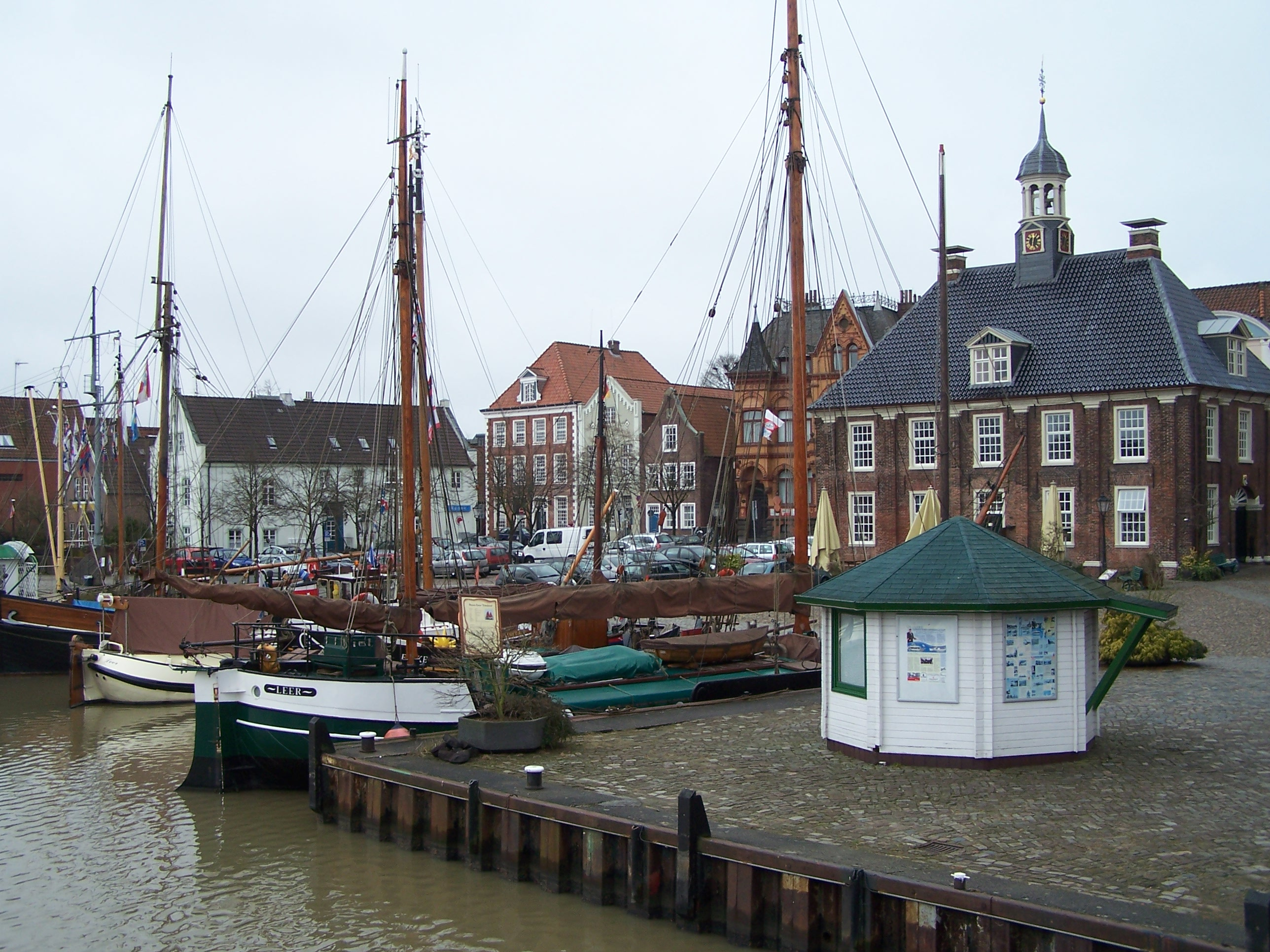
Rechts das historische Restaurant „Zur Waage und Börse“

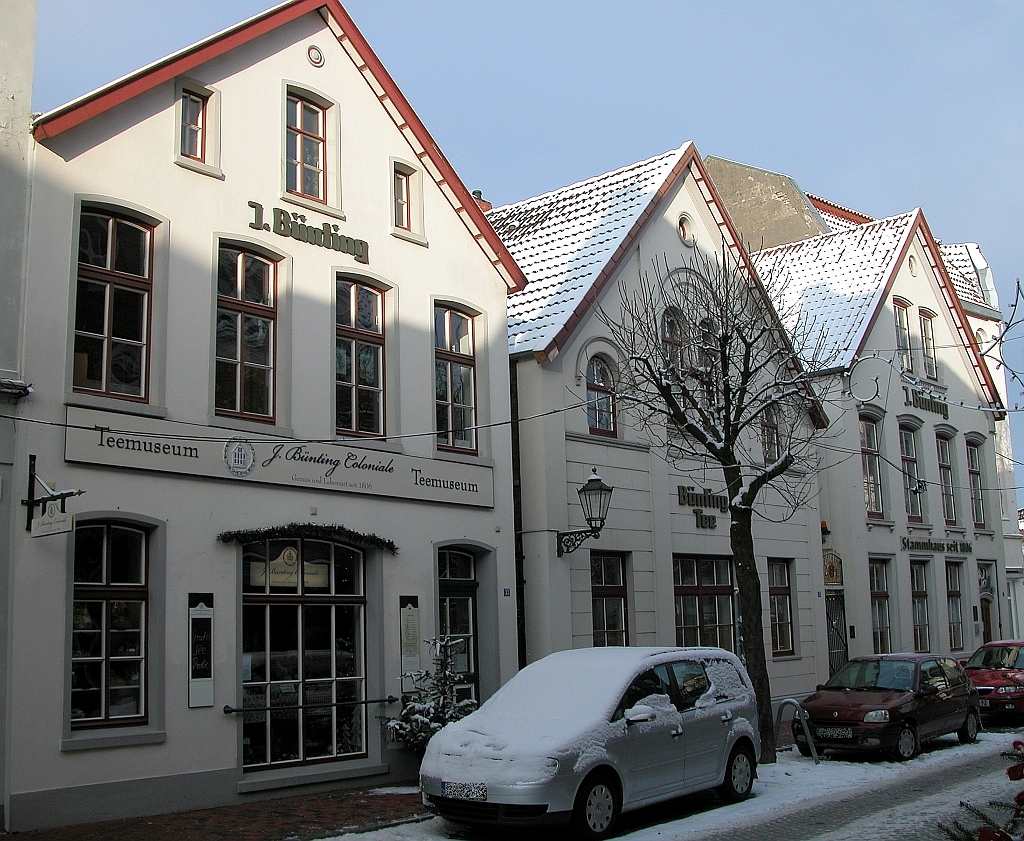
Bünting-Häuser an der Brunnenstraße, im klassizistischen Stil

Leer ist bekannt für seine historische Altstadt, die als die wertvollste Ostfrieslands gilt. In der Stadt gibt es 365 Gebäude, die als Einzeldenkmale unter Denkmalschutz stehen. Hinzu kommen 35 Ensembles mit zusammen 233 Bauten.
Das vom Aachener Architekten Karl Henrici entworfene Rathaus, dessen Stil sich an der Niederländischen Renaissance anlehnt, stammt aus dem Jahr 1894 und bildet zusammen mit der benachbarten Historischen Waage (1714) im Stil des niederländischen Hochbarocks ein Ensemble. Ebenfalls in barockem Stil gehalten ist das Amtsgericht von 1720, ein ehemaliges Palais.
Eine Vielzahl von Wohn- und Geschäftshäusern in der Innenstadt ist dem Klassizismus und dem Historismus zuzuordnen. Hervorzuheben sind unter anderem das Klasen’sche Haus (1806) und ein Dreier-Ensemble an der Brunnenstraße, das den ebenfalls 1806 errichteten Stammsitz der Firma Bünting einschließt. Das frühere Armenhaus der lutherischen Kirche in der Süderkreuzstraße stammt aus dem Jahr 1788 und wird heute als Jugendherberge genutzt; nur die alte Fassade ist erhalten. Weitere historische Häuser befinden sich an den Straßenzügen Brunnenstraße, Königstraße und Mühlenstraße.
In Leer gibt es vier sogenannte Burgen. Dabei handelt es sich bei den beiden ältesten um bewehrte Steinhäuser, während die beiden jüngeren Schlösser sind. Die Harderwykenburg ist die älteste von ihnen; sie stammt aus der ersten Hälfte des 15. Jahrhunderts. Die ab 1621 angelegte Haneburg ist Sitz der Kreisvolkshochschule. Um 1650 entstand die Evenburg, von der die Vorburg erhalten ist. Das Schloss wurde 1861 im neugotischen Stil umgebaut, im Zweiten Weltkrieg in Mitleidenschaft gezogen und von 2004 bis 2006 nach historischen Plänen rekonstruiert. Es ist umgeben von einem Landschaftspark. Bei der Philippsburg handelt es sich um ein Barockschloss aus der Zeit um 1730.
Die alte Weingroßhandlung Wolff, ansässig im Haus Samson, spielt in Gustav Freytags Roman Soll und Haben eine Rolle.
An bedeutenden technischen Bauwerken sind der Wasserturm, das Ledasperrwerk und die Jann-Berghaus-Brücke, eine der größten Klappbrücken Europas, zu nennen. Ihre Durchfahrtbreite wurde 2008/2009 für die Passage der Kreuzfahrtschiffe der Meyer Werft von 40 auf 56 Meter vergrößert.

### Parks und Naherholung

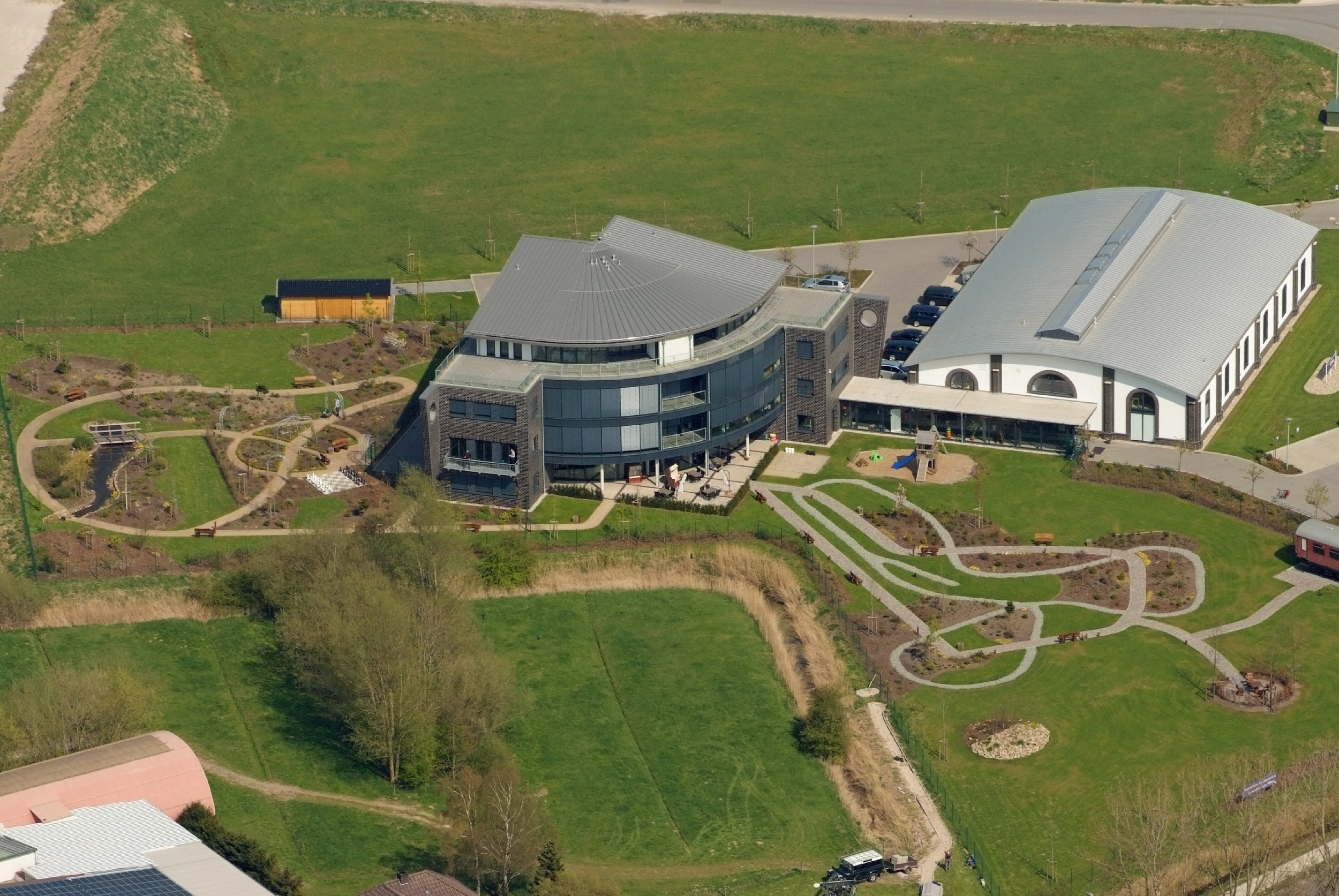
Leeraner Miniaturland

In Leer befinden sich mehrere Parks, darunter der Schlosspark der Evenburg und der Philippsburger Park, der sich an die dortige Burg anschließt. Der größte ist der Julianenpark. Er wurde 1889 auf eine private Initiative des Grafen Carl Georg von Wedel angelegt und mit einem kleinen Teich versehen. Im Jahre 1929 kaufte die Stadt den Park von der Grafenfamilie.
Seit Juni 2011 existiert im Gewerbegebiet an der Konrad-Zuse-Straße die Modellbaulandschaft Leeraner Miniaturland. In einer 1200 m² großen Halle werden auf 520 m² über 1000 Häuser und andere Attraktionen Ostfrieslands im Maßstab 1:87 (H0) gezeigt. Im Umfeld der Halle ist eine parkartige Grünanlage entstanden.
Im Stadtteil Logabirumerfeld gibt es ausgedehnte Wallheckengebiete, im Stadtteil Logabirum auch Waldflächen.

### Regelmäßige Veranstaltungen

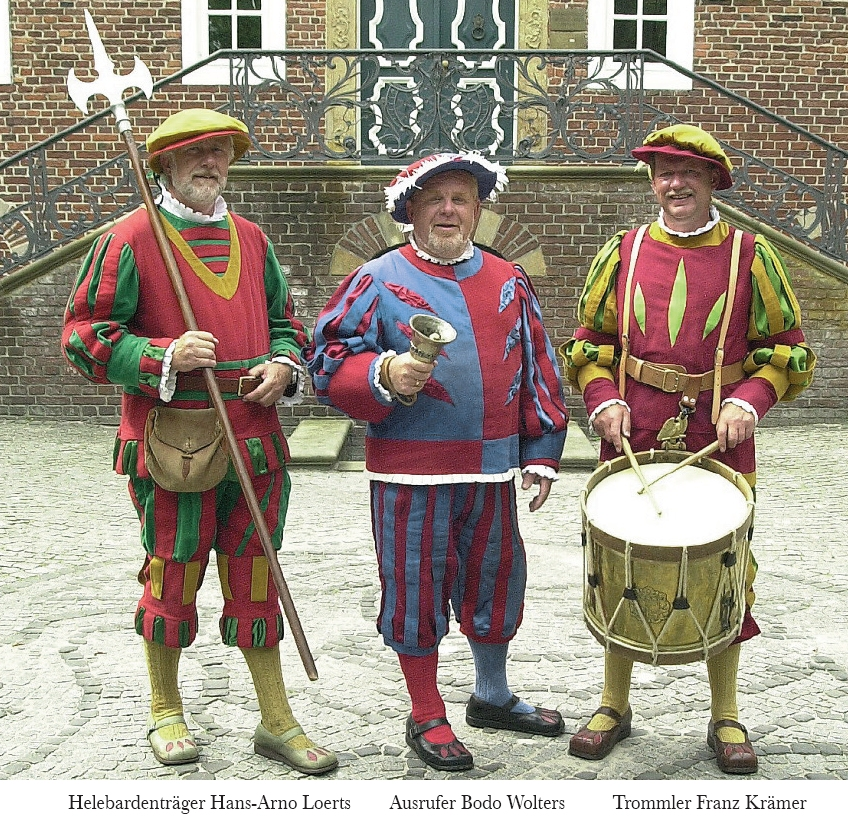
Die Gallimarkt-Herolde

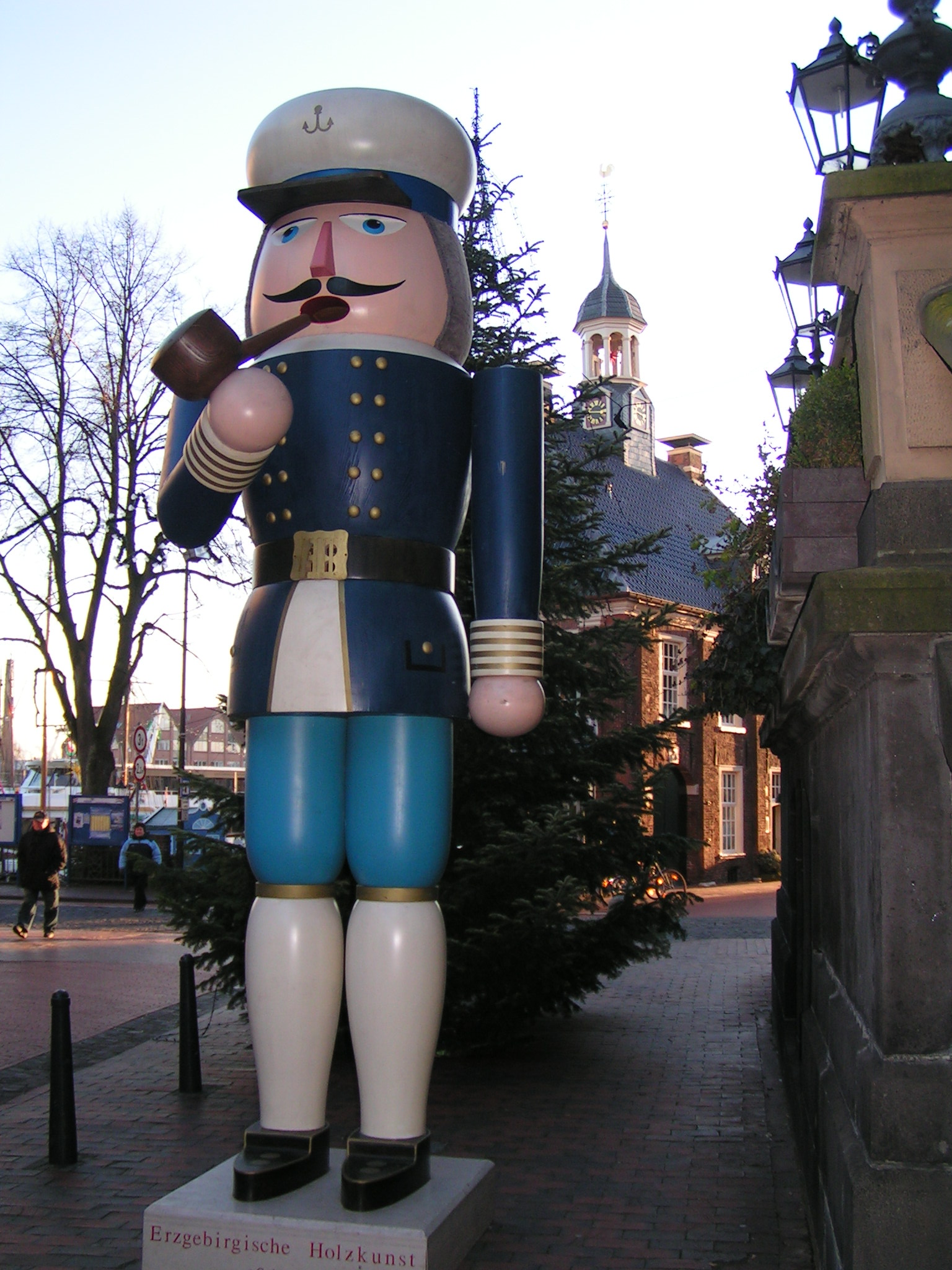
Zur Adventszeit vor dem Rathaus aufgestelltes Räuchermännchen

In jedem Jahr findet im Herbst der seit 1508 bestehende Gallimarkt, einer der größten Jahrmärkte in Nordwestdeutschland, mit dem angeschlossenen Galliviehmarkt statt. Der Viehmarkt wird in der Ostfrieslandhalle (3000 Plätze) abgehalten. Alle zwei Jahre wird die Ostfrieslandschau, eine Messe für Unternehmen und Vereine aus der Region, ausgerichtet.
Der alljährlich stattfindende Ossiloop, eine Laufveranstaltung, beginnt im Julianenpark und endet in Bensersiel. Ein weiterer Bestandteil der Sportszene ist der karitative Citylauf Leer mit etwa 2000 Teilnehmern, der von der Polizeiinspektion Leer/Emden seit 1991 an jedem ersten Septembersonntag veranstaltet wird.
In den ungeraden Jahren findet die Veranstaltung Leer Maritim, ein internationales Tourenskippertreffen, statt. Sportlicher Höhepunkt ist dabei eine Drachenbootregatta.
Ebenso findet jedes Jahr im letzten August- bzw. ersten Septemberwochenende die traditionelle Leeraner Ruderregatta (DRV Regatta) statt. Besonderer Höhepunkt ist dabei der bundesweit einmalige Nachtsprint.
Im Kulturzentrum Zollhaus, einem denkmalgeschützten Backsteingebäude, werden vom Zollhausverein seit 15 Jahren regelmäßig Konzerte, Kabarettveranstaltungen, Ausstellungen und Kindertheater angeboten (jährlich etwa 8000 Besucher). Weiterer Spielort für Konzerte ist das städtische Jugendzentrum. Veranstaltungen finden auch im Kulturspeicher statt, einem 1778 errichteten ehemaligen Hafenspeicher.
Von Ende November bis zum 30. Dezember findet in Leer alljährlich ein Weihnachtsmarkt statt. In Gestalt großer, im Freien aufgestellter Räuchermännchen, einer vierstöckigen Weihnachtspyramide und einer Krippenszene im Erzgebirgsstil erweist Leer der erzgebirgischen Volkskunst in dieser Zeit seine Reverenz.

### Kulinarisches

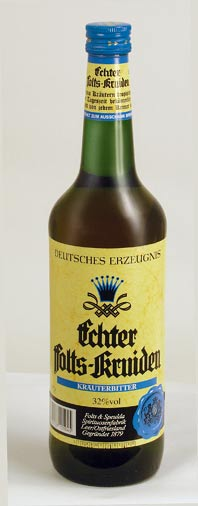
Echter Folts-Kruiden

Leer ist als Firmensitz von Bünting eine der drei Städte Ostfrieslands, in denen Unternehmen ansässig sind, die den echten Ostfriesentee herstellen. 1806 gegründet, ist Bünting das älteste noch existierende Teehandelshaus Ostfrieslands.
Leer ist zudem als Brennereistandort für mehrere lokale Spirituosen bekannt. Der bekannteste unter ihnen ist der Kruiden, ein 32-prozentiger Kräuterbitter.

### Sport

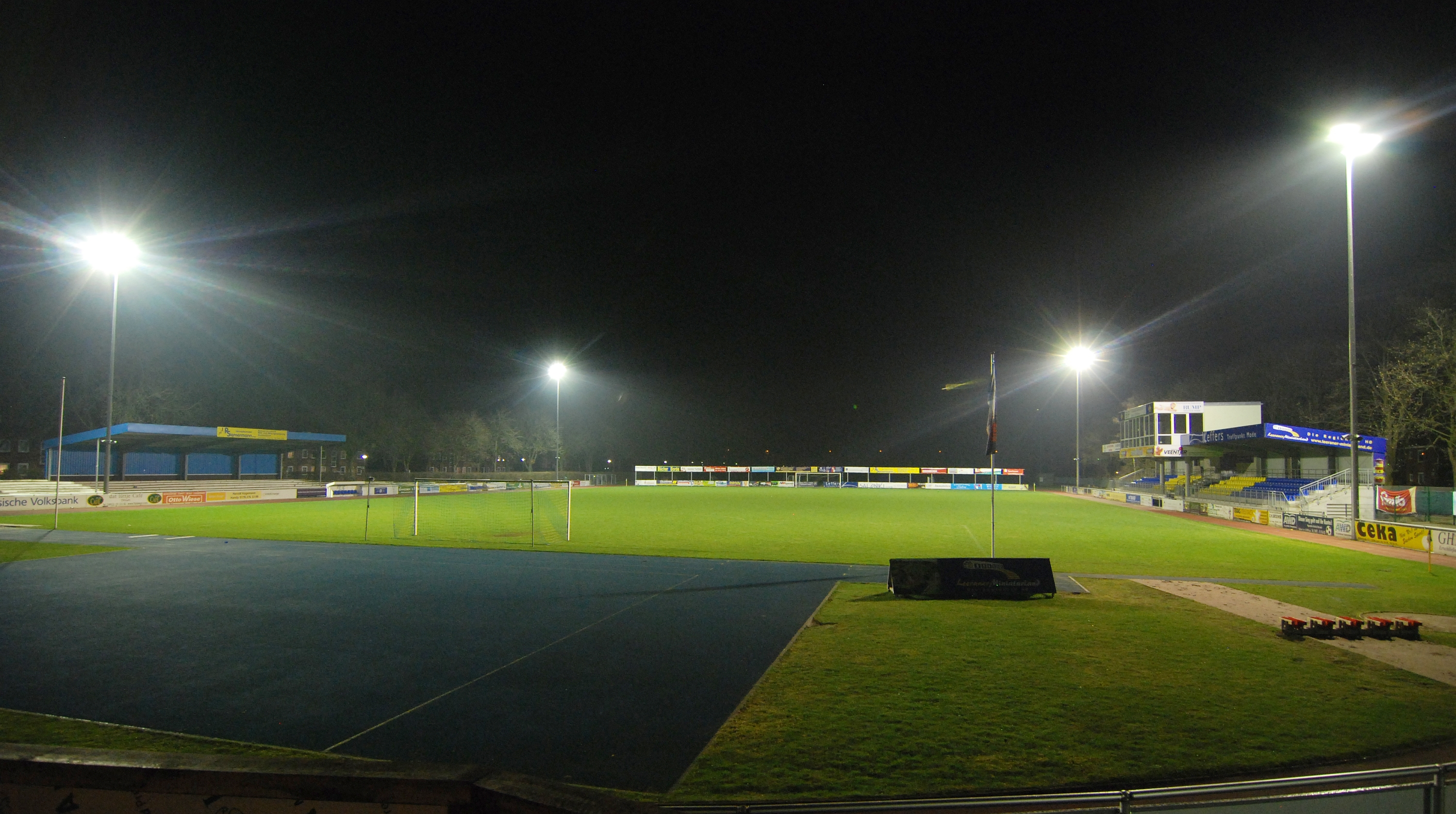
Das Hoheellern-Stadion des VfL Germania Leer

In Leer gibt es mehr als 40 Sportvereine mit über 11.000 Mitgliedern. Wie in anderen Orten Ostfrieslands werden die Friesensportarten Boßeln und Klootschießen betrieben.
Zu den größten Sportvereinen zählen VfL Germania Leer, Frisia Loga und VfR Heisfelde, die ein breites Spektrum an Sportarten anbieten. Über die Region hinaus bekannt ist vor allem der 1915 gegründete VfL Germania durch die Fußball- und die Leichtathletik-Abteilung. Die Fußballer spielten in den 1930er-Jahren in der Nordwestdeutschen Oberliga, der damals höchsten Spielklasse. In den 1950er-Jahren stieg die Germania in die Amateur-Oberliga Niedersachsen-West auf, seinerzeit die zweithöchste Spielklasse. Bei den Leeranern wurde Sepp Piontek entdeckt und vom SV Werder Bremen abgeworben. Bis zum November 2009 spielte Germania in der Oberliga Niedersachsen-West, zog das Team aber während der Saison aus finanziellen Gründen zurück. Nach der Konsolidierung und dem Wiederaufstieg im Jahr 2012 spielt der Verein in der Landesliga Weser/Ems. Die Sportler der Leichtathletik-Abteilung machten durch Erfolge bei überregionalen Meisterschaften auf sich aufmerksam. Die ehemalige Fünfkampf-Weltrekordhalterin Lena Stumpf wurde 1949 als bisher einzige Ostfriesin Sportlerin des Jahres, einem männlichen ostfriesischen Sportler gelang dies bislang nicht. Die Ruderin Christina Hennings, die 2006 Vizeweltmeisterin mit dem Frauenachter wurde, startet für den 1903 gegründeten Ruderverein Leer.
Leer verfügt über ein 2019 eröffnetes Hallenbad, das Plytje. Der Vorgängerbau von 1964, bestehend aus Hallen- und Freibad, wurde ab Herbst 2016 abgebrochen. Größtes Stadion der Stadt ist das Hoheellern-Stadion des VfL Germania, das 5000 Zuschauer fasst.
Des Weiteren ist Leer jährlich Start oder Ziel des Ossiloops, der Start befindet sich im Julianenpark. Der Denkmalsplatz in der Mühlenstraße ist das Ziel.

## Wirtschaft und Infrastruktur
Leer ist in erster Linie eine Dienstleistungsstadt und gilt als die Einkaufsstadt Ostfrieslands. Sie weist die höchste Einzelhandelszentralität unter den ostfriesischen Städten auf, die 2007 bei 170 Prozent lag. Aurich kam im selben Jahr auf 153 Prozent, Emden auf 116 Prozent.
Eine Reihe von Industrieunternehmen und Seereedereien hat ihren Sitz in Leer. Die Landwirtschaft spielt keine größere Rolle mehr.
Daten zur Arbeitslosigkeit in der Stadt Leer selbst werden nicht erhoben. Im Geschäftsbereich Leer der Agentur für Arbeit, der den Landkreis Leer ohne Borkum umfasst, lag die Arbeitslosenquote im Februar 2018 bei 7,6 %. Sie lag damit 1,4 Prozentpunkte über dem niedersächsischen Durchschnitt.

### Ansässige Unternehmen

#### Reedereien
Die Stadt Leer ist durch ihren Seehafen seit Jahrhunderten vom Handel geprägt. Traditionell waren jedoch nur wenige Reedereien in der Stadt ansässig. Dies änderte sich, als Mitte der 1980er Jahre einige (ehemalige) Absolventen der Seefahrtsschule (als Institut für Seefahrt seit dem 1. Januar 2000 Teil der Hochschule Emden/Leer) den Einstieg ins Reedereigeschäft wagten. Weitere Unternehmensgründungen folgten, so dass bis zum Jahr 2007 rund 15 Reedereibetriebe entstanden. Fast alle Reeder und viele ihrer leitenden Angestellten sind Absolventen des Instituts für Seefahrt und der angegliederten Fachschule für Seefahrt, das damit maßgeblichen Anteil an dieser Entwicklung hat. Weitere Faktoren, die das Wachstum begünstigten, waren die wirtschaftliche Expansion der globalen Warenverkehre sowie die enge Zusammenarbeit mit Banken und Finanzdienstleistern im Investitionsbereich. Inzwischen sind mehr als 390 Schiffe mit Heimathafen Leer im deutschen Schiffsregister eingetragen, so dass die Stadt als zweitgrößter deutscher Reederei-Standort gilt.
An Land werden bei den Reedereien sowie in deren Umfeld, etwa im Bereich der Schiffsfinanzierung, mehrere hundert Arbeitnehmer beschäftigt. Zu den größeren Reedereien zählen Briese (über 120 Schiffe) und Tochterfirma BBC Chartering (160 Schiffe), Buss (70 Schiffe), Hartmann (mehr als 40 Schiffe), Thien & Heyenga (34 Schiffe) und Triton (35 Schiffe). Alle genannten Reedereien operieren weltweit.

#### Kreditinstitute
In Leer befindet sich einer der beiden Hauptsitze der Sparkasse LeerWittmund (neben Wittmund) sowie der Hauptsitz der Ostfriesischen Volksbank. Bis 2006 gab es auch eine Niederlassung der Bundesbank. Die Filiale der Commerzbank wurde im November 2021 geschlossen. In Leer befinden sich ebenfalls Geschäftsstellen der Postbank, Deutschen Bank, Targobank und der Oldenburgischen Landesbank.

#### Weitere Unternehmen

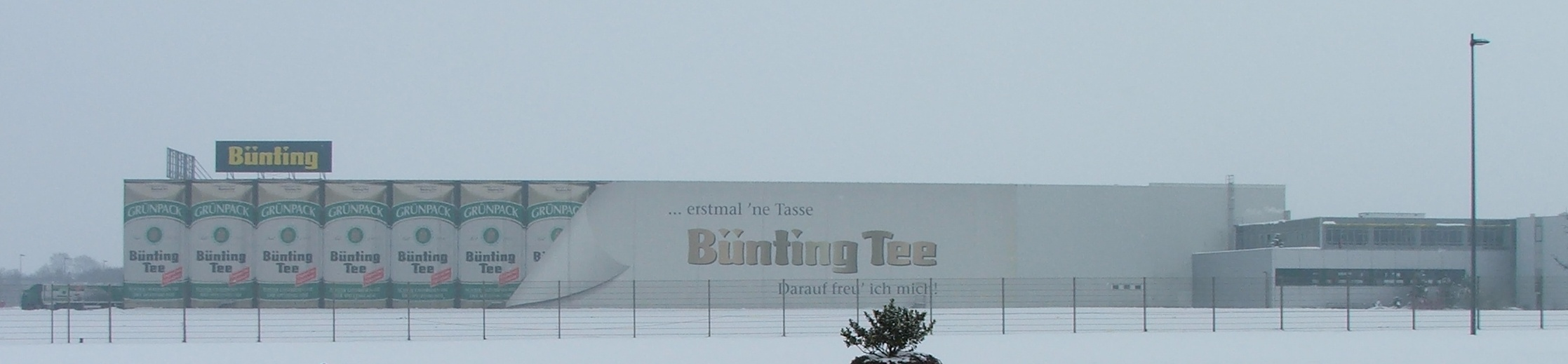
Zentrallager der Firma Bünting, 2009

In Leer gibt es verschiedene IT-Dienstleister sowie Firmen, die sich auf den Betrieb von Windenergieanlagen spezialisiert haben.
Mit der Bünting-Gruppe hat ein großes deutsches Handelsunternehmen seinen Sitz in Leer und in der Nachbargemeinde Nortmoor direkt an der Stadtgrenze ein Verteilzentrum. Zu Bünting gehören unter anderem die Combi-Verbrauchermärkte, Famila Nordwest und Markant Nordwest. Das Unternehmen beschäftigt rund 9500 Mitarbeiter, davon jedoch nur einen Teil in Ostfriesland. Der Name Bünting ist in der Öffentlichkeit allerdings vor allem mit dem zugehörigen Teehandelshaus verknüpft, das als eines von dreien in Ostfriesland den echten Ostfriesentee herstellt. Gegründet wurde das Unternehmen im Jahr 1806.
Das Elektronik-Versandhaus ELV Elektronik hat seinen Sitz in Leer-Logabirum und beschäftigt zirka 350 Mitarbeiter. Das Software-Unternehmen Orgadata beschäftigt weltweit über 400 Mitarbeiter, davon etwa 215 am Leeraner Hauptsitz. Im Leeraner Hafen ist das Umschlag- und Logistikunternehmen Rhenus vertreten. Weitere im Hafen ansässige Industriebetriebe sind eine Werft und ein zur Interseroh-Gruppe gehörendes Rohstoff- und Recycling-Unternehmen und ein Naturstein-Unternehmen. Zu den weiteren Industrieunternehmen in Leer zählen die Firma Leda, die rund 200 Mitarbeiter beschäftigt und Kaminöfen, Heiz- und Kamineinsätze sowie gusseiserne Bauteile für die Industrie produziert, ein Hersteller von Kunststofffolien und -beuteln, Maschinenbauer, ein Autozulieferer und ein Unternehmen, das sich auf Anlagen zur Stromerzeugung spezialisiert hat. Der Oldenburger Energieversorger EWE unterhält südlich des Gewerbegebietes Nüttermoor einen Erdgasspeicher.

### Öffentliche Einrichtungen
Leer ist Sitz der Kreisverwaltung des Landkreises Leer. Außerdem befinden sich in der Stadt ein Amtsgericht, ein Finanzamt und ein Katasteramt als Außenstelle des niedersächsischen Landesamtes für Geoinformation und Landesvermessung Niedersachsen (Bezirk Aurich). Alle drei sind für den Kreis Leer zuständig, mit Ausnahme Borkums, das von Emden aus betreut wird. Das Kommando Schnelle Einsatzkräfte Sanitätsdienst (Kdo SES) ist als Teil der Eingreifkräfte des Zentralen Sanitätsdienstes der Bundeswehr mit etwa 900 Soldaten in der Evenburg-Kaserne (bis Herbst 2010 Von-Lettow-Vorbeck-Kaserne) in Leer stationiert.
Die Polizei ist mit mehreren Dienststellen vertreten. Leer ist Sitz der Polizeiinspektion Leer/Emden, zuständig für den Landkreis Leer und die Stadt Emden. An der Autobahn-Anschlussstelle Leer-West befindet sich ein Kommissariat der Autobahnpolizei. Auch die Wasserschutzpolizei besitzt eine Dienststelle in der Stadt. Die Bezirksstelle Leer der Agentur für Arbeit ist für den Landkreis Leer mit Ausnahme Borkums sowie den nördlichen Landkreis Emsland zuständig. Das Wasserstraßen- und Schifffahrtsamt Emden hat in Leer eine Außenstelle.
Die Die Autobahn GmbH des Bundes betreibt ihre Autobahnmeisterei Leer an der Autobahn-Anschlussstelle Leer West. Von hier wird der Emstunnel überwacht, sowie ein Teilstück der Bundesautobahn 31, und der Bundesautobahn 28 betrieben.
Der Leda-Jümme-Verband, bestehend aus einer Deichacht und einem Entwässerungsverband, hat seinen Sitz in Leer. Der Verband ist zuständig für den südöstlichen Teil des Landkreises Leer sowie Teile der Nachbarkreise Ammerland, Cloppenburg und Emsland. In der Stadt gibt es auch Außenstellen der Landwirtschaftskammer Weser-Ems und des Landwirtschaftlichen Hauptvereins für Ostfriesland.
Das Kreiskrankenhaus in Leer (Klinikum Leer gGmbH) wird vom Landkreis Leer, das Borromäus Hospital von der katholischen Kirche getragen. Das DRK ist im Auftrag des Landkreises Leer für den Rettungsdienst zuständig. Ihm unterstehen sechs Rettungswachen in Leer (Hauptsitz), Borkum, Bunderhee, Hesel, Rhauderfehn und Weener.

### Medien
In Leer ist die Ostfriesen-Zeitung ansässig, die in ganz Ostfriesland erscheint. Der im Rheiderland liegende Ortsteil Bingum befindet sich auch im Verbreitungsgebiet der Rheiderland-Zeitung. In der Stadt gibt es ein Studio des Bürgerrundfunksenders Radio Ostfriesland. Verschiedene anzeigenfinanzierte Blätter (Sonntags-Report, Der Leeraner u. a.) erscheinen wöchentlich beziehungsweise monatlich und ergänzen die lokale Berichterstattung. Einige kleine Verlage wie Schuster, Rautenberg und De Utrooper geben Literatur zu regionalen Themen heraus. Von Anfang 2011 bis August 2013 sendete der Internet-TV-Sender Heimat Live von EWE TEL unter anderem in Leer produzierte Sendungen. Im Ortsteil Nüttermoor steht ein Fernmeldeturm mit einer Höhe von 160 Metern. Er ist für die Öffentlichkeit nicht zugänglich.

### Bildung
Leer ist Sitz der Volkshochschule des Landkreises, der Kreismusikschule, des Studienseminars Leer, der Verwaltungs- und Wirtschaftsakademie und anderer privater Bildungseinrichtungen.

#### Schulen

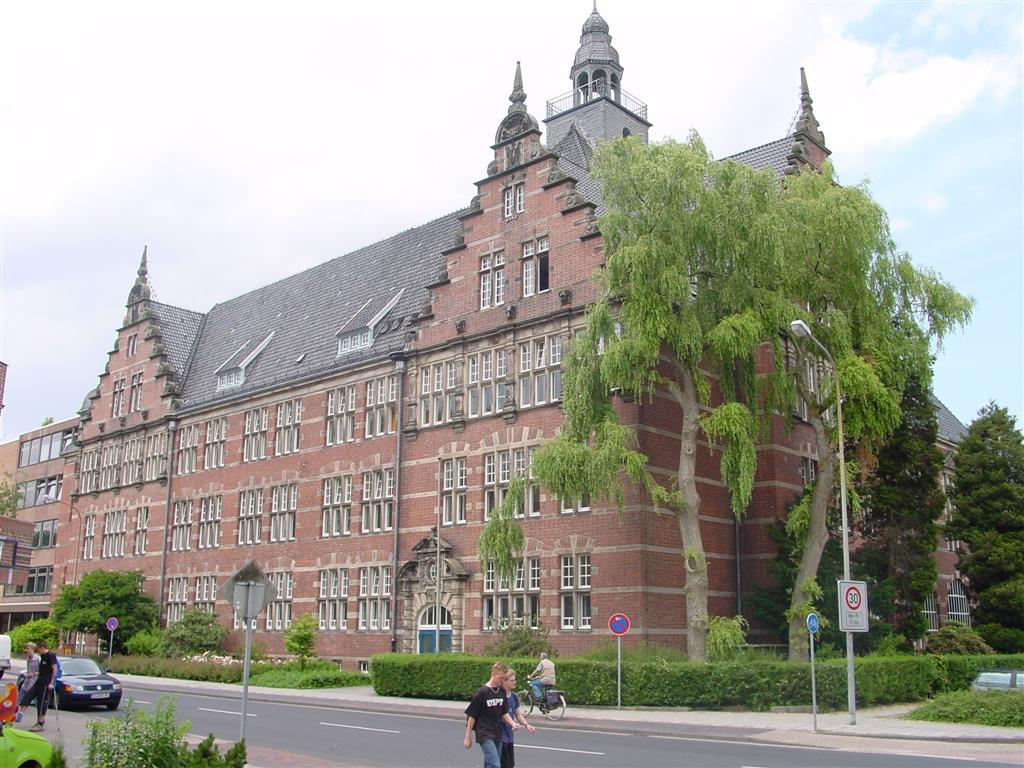
Ubbo-Emmius-Gymnasium

In Leer gibt es sieben städtische Grundschulen und mehrere weiterführende Schulen. Dazu gehören das Teletta-Groß-Gymnasium und das Ubbo-Emmius-Gymnasium. Das Ubbo-Emmius-Gymnasium ist nach dem Johannes-Althusius-Gymnasium Emden und dem Ulrichsgymnasium Norden das drittälteste Gymnasium Ostfrieslands und zählt zu den ältesten Schulen im deutschsprachigen Raum (16. Jahrhundert). Die Berufsbildenden Schulen in Leer bieten mehrere gymnasiale Oberstufen mit fachlicher Ausrichtung an. In Leer gibt es sieben Grundschulen: je eine in den Ortsteilen Heisfelde, Loga, Logabirum und Bingum sowie drei in der Kernstadt. Weiterhin sind zwei Realschulen, eine Hauptschule und zwei Förderschulen in der Stadt zu finden. Die Gymnasien und Berufsbildenden Schulen befinden sich in Trägerschaft des Landkreises, für die übrigen Schulen ist die Stadt der Träger. An verschiedenen weiterführenden Schulen in Leer ist es möglich, Niederländisch als zweite verpflichtende oder fakultative Fremdsprache mit der Möglichkeit zur Ablegung der Abiturprüfung in diesem Fach zu wählen.

#### Hochschule
Die 1854 als Navigationsschule Leer gegründete, traditionsreiche Seefahrtschule Leer ging im Jahr 2000 in der Hochschule Emden/Leer auf und ist seit 2010 deren Fachbereich Seefahrt (heute: Fachbereich Seefahrt und Maritime Wissenschaften) zu dem die Fachschule Nautik gehört.

### Verkehr

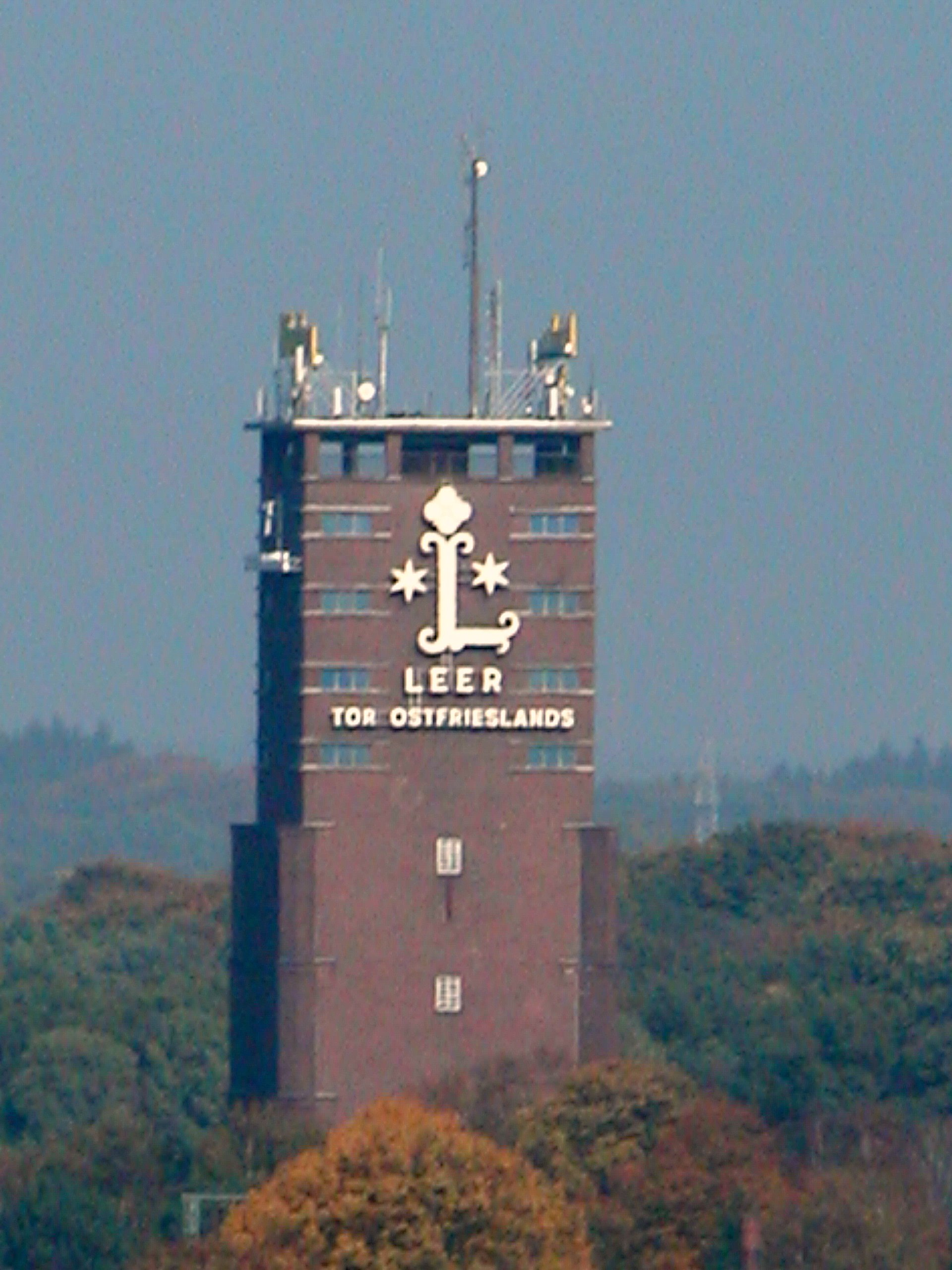
Leer, das „Tor Ostfrieslands“: Schriftzug am Wasserturm

Leer befindet sich am Schnittpunkt der wichtigsten Ost-West- und der Nord-Süd-Verkehrsachsen in Ostfriesland, sowohl im Straßen- als auch im Schienenverkehr. Zudem liegt sie mit der Ems an einer Bundeswasserstraße.

#### Straßenverkehr

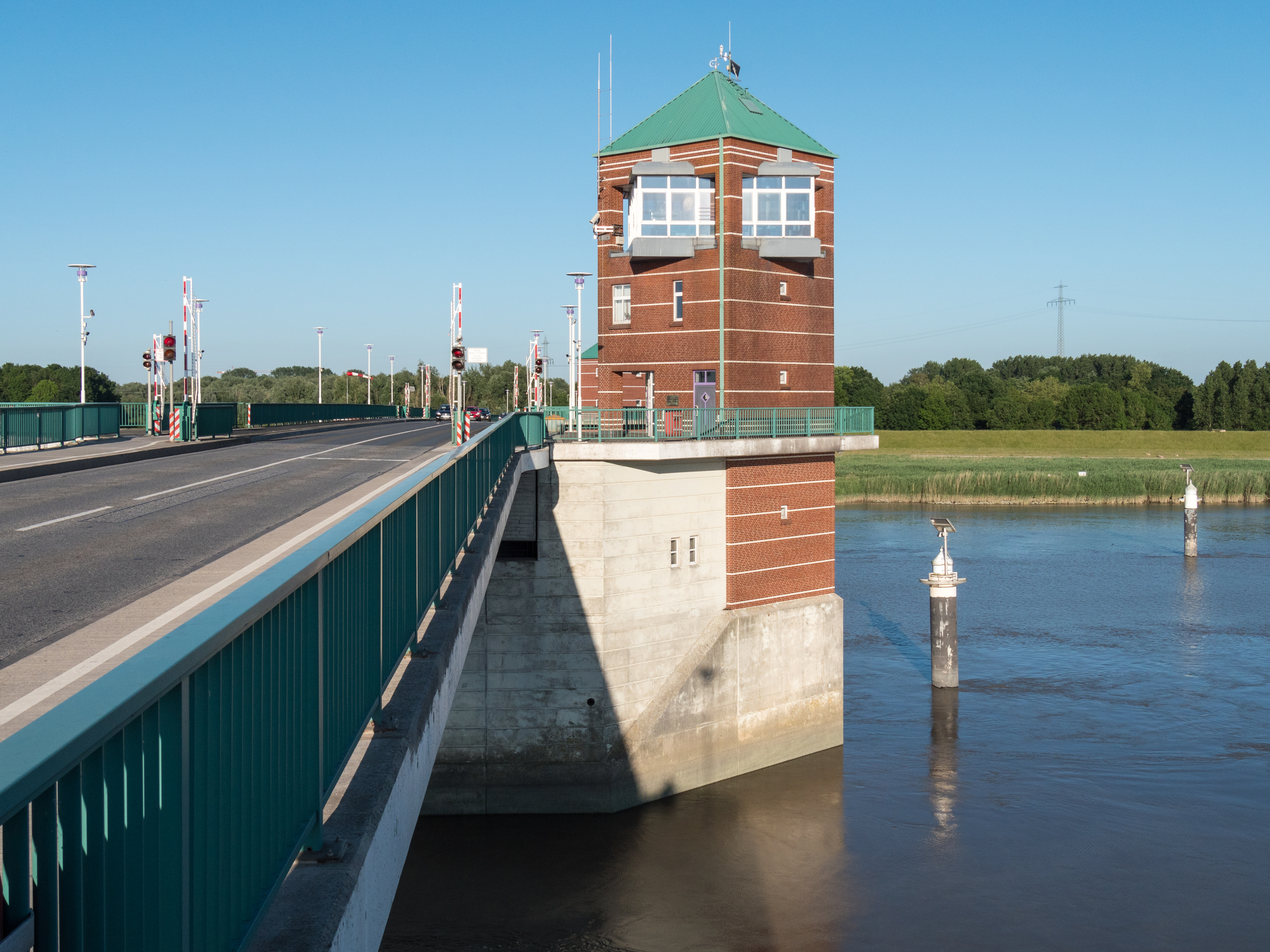
Jann-Berghaus-Brücke über die Ems

Leer ist an die beiden Bundesautobahnen A 28 (Bremen – Oldenburg – Leer) und A 31 (Emden – Leer – Bottrop) angeschlossen. Auf dem Gebiet der Stadt gibt es vier Autobahn-Anschlussstellen. Dies sind von West nach Ost: Jemgum (westlich der Ems), Leer-West, Leer-Nord und Leer-Ost. Im Norden der Stadt befindet sich das Autobahndreieck Leer mit der A 28 und der A 31. Im Nordwesten der Stadt liegt der Emstunnel im Zuge der A 31. Der Tunnel ist nach dem Elbtunnel in Hamburg der zweite im Mündungsbereich eines deutschen Stroms, der wegen der großen Höhe der den Fluss passierenden Seeschiffe angelegt wurde. Eine Brücke über die Ems hätte enorme Ausmaße annehmen müssen oder wäre als Klapp- bzw. Drehbrücke nicht für eine Autobahn geeignet gewesen: Die bei der emsaufwärts gelegenen Meyer Werft in Papenburg gebauten Seeschiffe ragen inzwischen mehr als 40 Meter aus dem Wasser.
Durch die Stadt führt in Nord-Süd-Richtung die B 70, die nördlich von Leer bei Neermoor beginnt und im Süden in Richtung Emsland führt. Sie kreuzt die A 28 an der Anschlussstelle Leer-Nord im Norden der Stadt. Südlich von Leer nimmt die B 70 die B 438 auf. Diese bindet das gesamte Overledingerland, den südöstlichen Teil des Landkreises Leer, an die Kreisstadt an und wird entsprechend stark befahren. Die von West nach (Nord-)Ost verlaufende B 436 führt ebenfalls durch Leer. Sie beginnt an der Anschlussstelle Weener der A 31 und erreicht südlich des Stadtteils Bingum das Leeraner Stadtgebiet. Auf der Jann-Berghaus-Brücke überquert sie die Ems. Halbkreisförmig führt die Bundesstraße nördlich um die Innenstadt herum; sie wurde in den späten 1960er Jahren teils vierspurig als Stadtring ausgebaut. Im Ortsteil Loga knickt sie in nordöstliche Richtung ab, kreuzt die A 31 an der Anschlussstelle Leer-Ost und führt weiter in Richtung Hesel bis nach Sande. Von Leer bis zur niederländischen Grenze sind es etwa 20 Kilometer. Vom Stadtteil Bingum aus führt die Landesstraße 15 bis nach Oldendorp in der Gemeinde Jemgum und erschließt damit das nördliche Rheiderland.
Von und nach Leer verkehren mehrere Buslinien. Von besonderer Bedeutung für die Nachbar-Kreisstadt Aurich ist die Schnellbuslinie, die beide Städte verbindet. Da nach Aurich keine Personenzüge mehr verkehren, sichert der Schnellbus die Anbindung ans Eisenbahnnetz in Leer. Regionalbusverbindungen gibt es auch nach Emden, Papenburg, Westerstede, Wiesmoor, Bunde und in alle Gemeinden des Landkreises. Im Stadtverkehr gibt es eine Buslinie in Ost-West-Richtung, die von Logabirum über die Innenstadt nach Bingum und zurück führt.
Im Jahr 2002 wurde die Stadt in einem landesweiten Wettbewerb wegen der großen Anzahl von Fahrradstraßen als fahrradfreundlichste Kommune Niedersachsens ausgezeichnet.

#### Eisenbahn

Verkehrsachsen in Ostfriesland: Die Stadt Leer (untere Bildmitte) ist der Verkehrsknotenpunkt der Region

Der Leeraner Bahnhof ist ein wichtiger Eisenbahnknotenpunkt für Ostfriesland. Dort treffen drei Bahnstrecken aufeinander: die Emslandstrecke von Münster über Rheine nach Emden (– Norddeich Mole), die Bahnstrecke Oldenburg–Leer und die Bahnstrecke Leer–Groningen. Während die Emslandstrecke zweigleisig ausgebaut, elektrifiziert und wegen der früheren Transporte von Importeisenerz vom Emder Hafen ins Ruhrgebiet für den Schwerstlastverkehr ausgelegt ist, sind die anderen beiden Strecken lediglich eingleisig. Die Strecke nach Oldenburg ist elektrifiziert, die nach Groningen wird von dieselgetriebenen Fahrzeugen befahren.

##### Fernverkehr
Tägliche Intercity-Verbindungen bestehen, von Norddeich kommend, nach Köln bzw. nach Koblenz (IC/EC-Linie 35 über Münster und Köln) sowie nach Leipzig bzw. Berlin/Cottbus (IC-Linie 56, über Bremen und Hannover). Die Verbindung nach Leipzig wird zweistündlich bedient, wobei täglich ein Zug stattdessen ab Magdeburg einen veränderten Laufweg über Berlin nach Cottbus nimmt. Außerhalb des Taktverkehrs hält der IC „Bodensee“ nach Konstanz einmal täglich.

##### Nahverkehr
- Der RE1 der DB Regio verkehrt auf dem Fahrtweg Hannover – Oldenburg – Leer – Emden – Norden – Norddeich Mole täglich im Zweistundentakt.
- Der Emsland-Express, RE15, Emden Außenhafen – Emden – Papenburg – Münster (Westf) Hbf fährt täglich im Stundentakt.
- Auch auf der vom Verkehrsunternehmen Arriva betriebenen Verbindung nach Groningen besteht ein Stundentakt. Die Bahnstrecke wird seit 2002 nach einer zwischenzeitlichen Einstellung des Verkehrs auf der deutschen Teilstrecke wieder in ihrer vollen Länge befahren. Bis 2006 mussten die Fahrgäste in Nieuweschans umsteigen, da in beiden Ländern unterschiedliche Signalanlagen existierten. Am 3. Dezember 2015 kam es zu einem folgenschweren Unfall als ein Schiff die Friesenbrücke rammte. Seitdem gibt es auf der Strecke Leer – Groningen einen Schienenersatzverkehr, da der Neubau der Friesenbrücke noch bis Mitte 2025[112] andauern soll: „Arriva Niederlande hat zwischen Leer und Groningen einen Schienenersatzverkehr eingerichtet. Die Fahrzeiten der Busse wurden an die Abfahrt/Ankunftszeiten der Züge angepasst.“ (Groningen-info.de[113])

Die 1898 gegründete Kleinbahn Leer–Aurich–Wittmund, die ein Jahr später den Fahrbetrieb aufgenommen hatte, stellte den Verkehr 1969 ein. Auf der Trasse wurde inzwischen der Ostfriesland-Wanderweg angelegt.

#### Fahrradverkehr
Die Stadt Leer hat Anschluss an mehrere Radfernwege. Die Dortmund-Ems-Kanal-Route ist ein rund 350 km langer und nahezu steigungsfreier Radfernweg, der das Ruhrgebiet mit der Nordseeküste verbindet. Die Deutsche Fehnroute ist ein 165 Kilometer langer Rundkurs durch Ostfriesland und das Emsland. Namensgebend sind die in dieser Gegend häufigen Fehnsiedlungen. Der Emsradweg beginnt an der Ems-Quelle in der Ortschaft Schloß Holte-Stukenbrock am Rande des Teutoburger Waldes und folgt der Ems über ihren gesamten Verlauf von rd. 375 Kilometern.

#### Flugverkehr

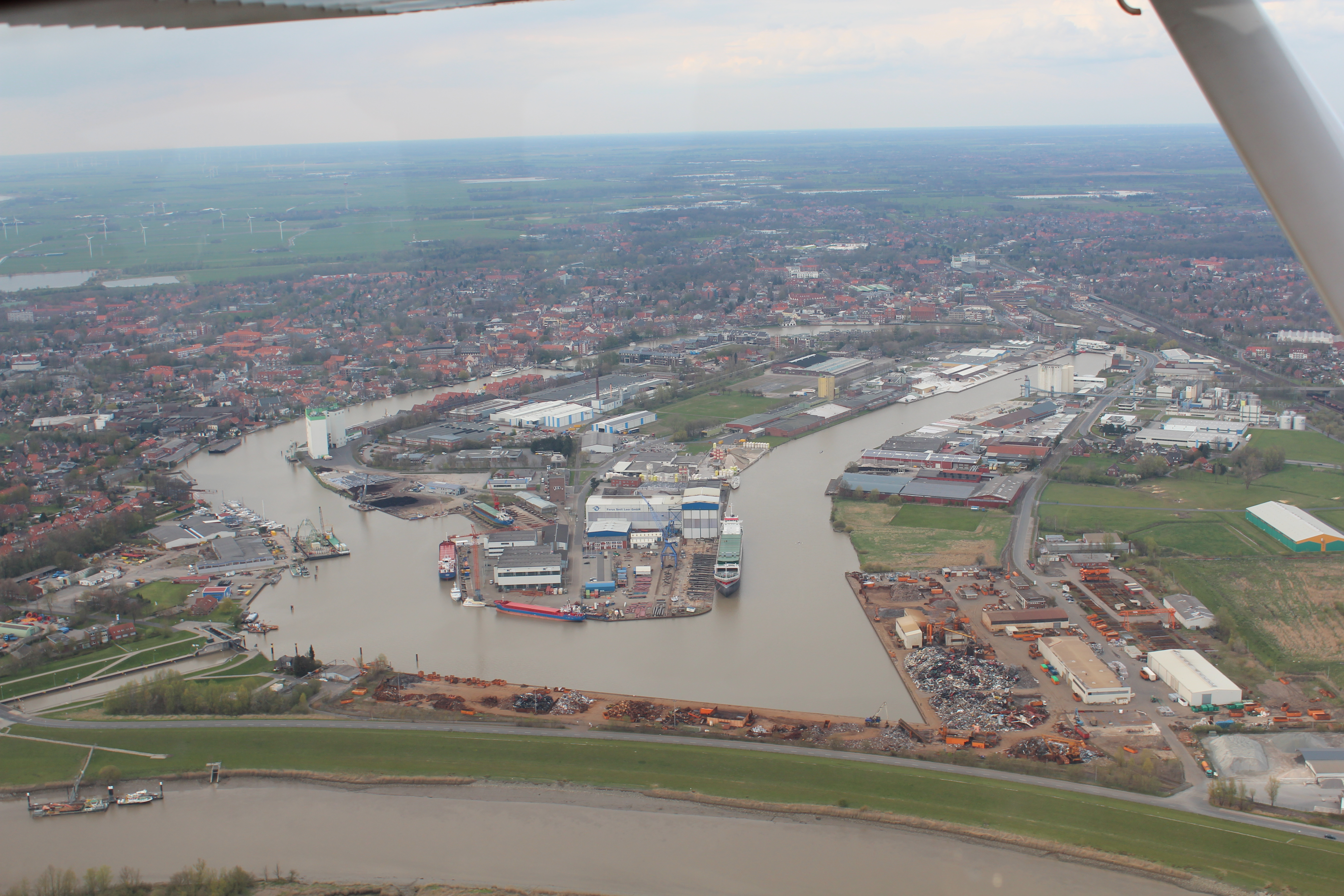
Luftbild des Hafens von Leer

Im nördlichen Stadtteil Nüttermoor liegt der Flugplatz Leer-Papenburg. Mit nationalen und internationalen Charterflügen und dem Werksverkehr von Unternehmen aus der Region Leer/Papenburg nimmt der Flugplatz Leer mit rund 23.000 Flugbewegungen pro Jahr eine führende Position unter den Flugplätzen in Niedersachsen ein.
Gesellschafter der Betreiber-GmbH sind unter anderem die Landkreise Leer und Emsland, die Städte Leer und Papenburg sowie Unternehmen aus der Region. Außerdem wird der Flugplatz von Privatpiloten benutzt. Angeflogen werden auch die Ostfriesischen Inseln. Der Flugplatz verfügt über eine 1200 m lange asphaltierte Start- und Landebahn mit Nachtbefeuerung, Betankungsanlage sowie Zoll- und Grenzabfertigung. Der nächstgelegene internationale Verkehrsflughafen ist Bremen.

#### Hafen

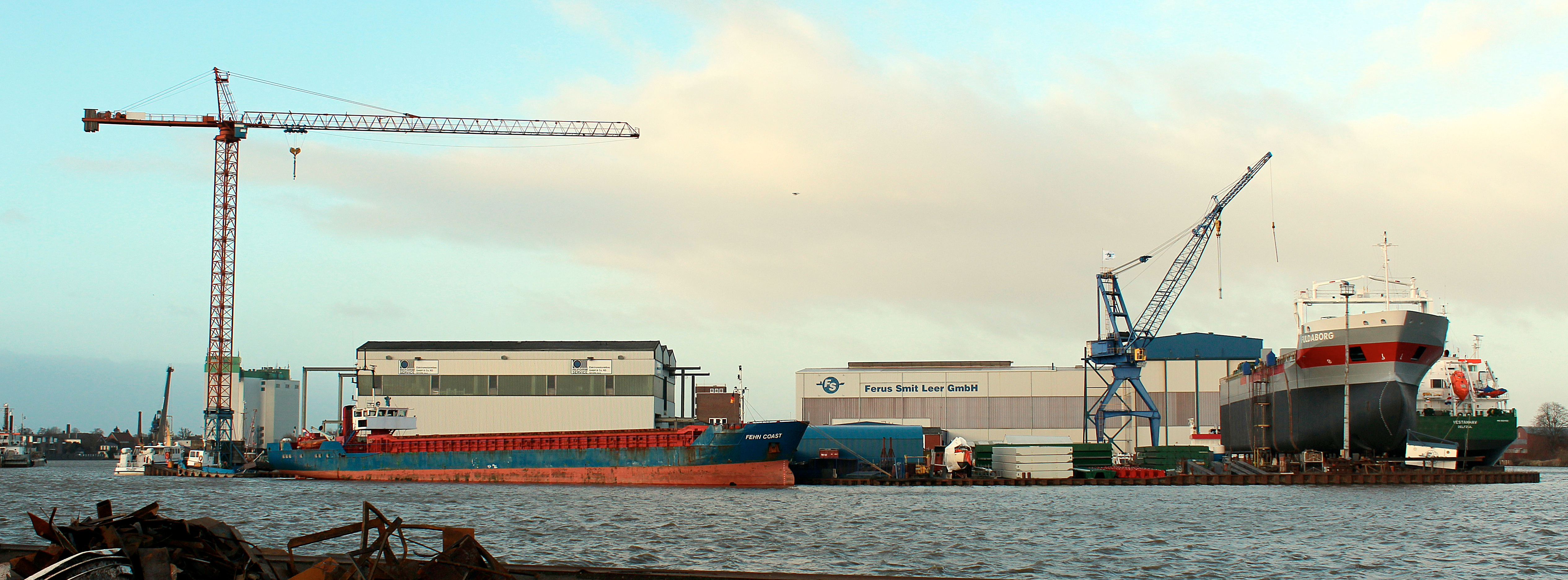
Die beiden Werften an der Südspitze der Halbinsel Nesse

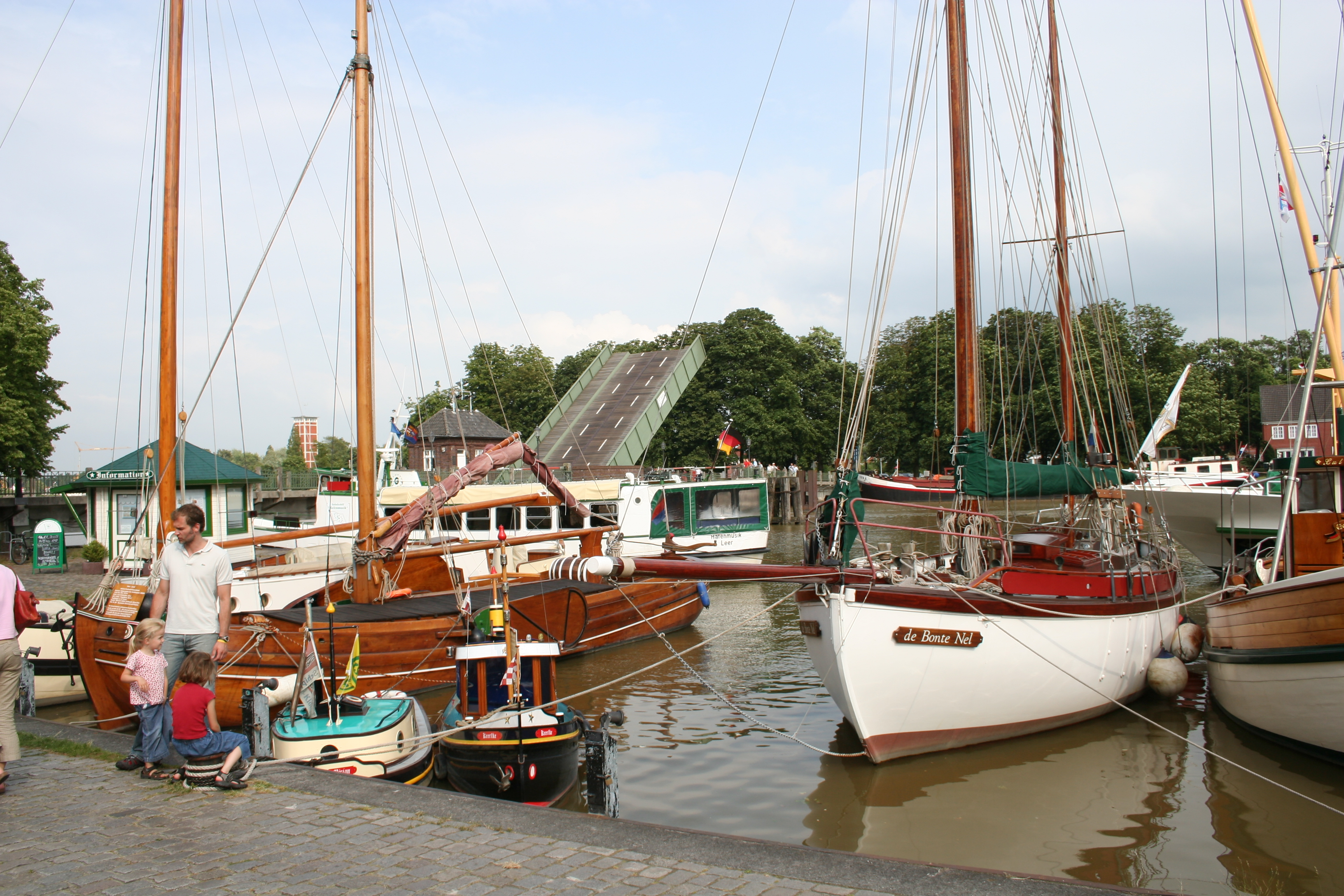
Museumshafen

Mit dem Ausbau des Hafens in Konkurrenz zu Emden wurde 1895 Georg Franzius befasst.
Der Hafen der Stadt Leer ist ein kommunaler See- und Binnenhafen, der von den Stadtwerken Leer, einem Tochterunternehmen der Stadt, betrieben wird. Er besteht aus zwei Hafenbecken, dem Handelshafen und dem Industriehafen. Für den Umschlag wird vorrangig der Industriehafen genutzt. Umgeschlagen werden Güter wie Biodiesel, Pflanzenöle, Getreide, Futtermittel, Dünger, Steine und Erden sowie Eisen und Stahl(-schrott). Der Hafen liegt 52 Seemeilen (knapp 97 Kilometer) von der Emsmündung bei Borkum entfernt. Durch eine Schleuse ist er von Leda und Ems getrennt. Die Seeschleuse Leer erlaubt die Einfahrt von Schiffen bis zu 140 Meter Länge. Das Hafenbecken kann Schiffe bis zu sechs Meter Tiefgang aufnehmen.
Der Hafen ist von einer kleinen Zahl von Kunden abhängig, ihr wirtschaftliches Auf und Ab beeinflusst den Hafenumschlag. Dieser lag im Jahr 2021 bei 313.328 Tonnen Güter, davon 34.434 t im Seeverkehr. 2020 lag der Gesamtumschlag nur bei 294.023 t, 2019 waren es noch 332.180 t. Im Jahr 2000 verzeichnete er sein bislang bestes Umschlagsergebnis mit rund 1,12 Millionen t. Im Jahr 2006 wurden noch rund 612.000 t be- und entladen, 2010 waren es 587.821 t, davon 105.833 t im Seeverkehr. Zu den technischen Gründen für den Rückgang zählen eine zunehmende Verschlickung des Hafens und gelegentliche technische Probleme an der Seeschleuse. Im Jahr 2011 betrug der Umschlag 623.000 t (plus 6 Prozent), davon 115.291 t im Seegüterverkehr. Im Jahr 2012 wurden rund 46.100 t Seegüter umgeschlagen. 2013 sank der Seegüterumschlag weiter auf 45.664 t, mit Binnenschiffen wurden 468.647 t Güter umgeschlagen. 2014 betrug der Umschlag im Binnenschiffs-Güterverkehr 494.285 t und im Seegüterverkehr 24.291 t. 2015 lag der Umschlag im Seegüterverkehr bei 38.524 t, 2016 bei 254.822 t bei der Binnenschifffahrt und 42.698 t bei der Seeschifffahrt, 2017 waren es bei der Binnenschifffahrt 312.002 t und bei der Seeschifffahrt 58.594 t.
Im Hafen lag bis Januar 2013 das Ausbildungsschiff Emsstrom, das ehemalige Fischereischutzboot Frithjof. Ein Teil des Hafens ist Museumshafen, zudem Freizeithafen für die Sportschifffahrt.

## Umweltschutz
In Leer befindet sich eine von rund 1800 Messstellen des Radioaktivitätsmessnetzes des Bundesamts für Strahlenschutz (BfS). Die Messstation misst die Gamma-Ortsdosisleistung (ODL) am Messort und sendet die Daten an das Messnetz. Die über 24 Stunden gemittelten Daten können direkt im Internet abgerufen werden.
Die nächste Messstelle des Lufthygienischen Überwachungssystems in Niedersachsen befindet sich weiter südlich im Emsland.

## Personen und Persönlichkeiten

### Söhne und Töchter der Stadt
Der Publizist und Historiker Onno Klopp (1822–1903) wurde vor allem als Historiograf des Welfenhauses bekannt. In Leer geboren wurden auch der Naturwissenschaftler und Naturphilosoph Bernhard Bavink (1879–1947) und der Prähistoriker Hermann Behrens (1915–2006).
Hermann Lange (1912–1943), Priester und NS-Opfer, wurde in der Stadt geboren. Er wurde 2011 seliggesprochen. Garrelt Duin (SPD) wurde 1968 in Leer geboren. Von 2012 bis Mitte 2017 war er Wirtschaftsminister in Nordrhein-Westfalen. Ebenfalls in Leer geboren wurde der frühere schleswig-holsteinische Umweltminister Rainder Steenblock (Bündnis 90/Die Grünen).
Der Theologe und Landessuperintendent des Sprengels Lüneburg der ev.-luth. Kirche Johann Feltrup wurde 1886 in Leer geboren. Auch der Kaufmann und Tuchfabrikant Christian Bonk (1807–1869) kam in Leer zur Welt. Er war der erste ostfriesische Baptist und Mitbegründer der Baptistengemeinde Ihren. Kurz nach seiner Auswanderung in die Vereinigten Staaten gründete er mit 36 weiteren Emigranten aus dem Leeraner Raum 1865 die First Eastfriesian Baptist Church in Baileyville (Illinois), die noch heute existiert.
Hermann Hoffmann war Rektor der Universität Tübingen. Gerrit Manssen ist Jurist und Professor an der Universität Regensburg. Die promovierte Volkswirtin Susanne Stürmer ist Präsidentin der Filmuniversität Babelsberg Konrad Wolf.
Mehrere Künstler wurden in Leer geboren. Der Tischler, Bildschnitzer und Tafelmaler Tönnies Mahler (* um 1615– um 1663) wohnte zeitlebens in Leer. Unter den Schriftstellern sind Albrecht Janssen (1886–1972) und Wilhelmine Siefkes (1890–1984) zu nennen. Der Bildhauer und Plastiker Karl-Ludwig Böke (1927–1996) und der Maler und Grafiker Heiner Altmeppen (* 1951) wurden in Leer geboren, ebenso Peter Ehlebracht (* 1940), der – wie auch der in Leer aufgewachsene, aber in Emden geborene – Karl Dall Mitglied der Komikerband Insterburg & Co war und in Leer seine Lehre als Schriftsetzer absolvierte. H. P. Baxxter (bürgerlich: Hans Peter Geerdes; * 1964) ist Frontmann der Techno-Band Scooter. Auch Reinhard Hippen (1942–2010), Grafikdesigner und Gründer des Deutschen Kabarettarchivs, wurde in Leer geboren sowie der deutschsprachige Singer/Songwriter Enno Bunger.
Der Gewerkschafter und Publizist Christian Götz war lange in der Gewerkschaft Handel, Banken und Versicherungen  und in der Friedensbewegung aktiv. Er hat als Journalist und Buchautor gearbeitet. Zusammen mit seiner Frau Irene kam er am 25. Juli 2000 beim Absturz der Concorde bei Paris ums Leben.
Im Bereich des Sports ist die Leichtathletin Lena Stumpf (1924–2012) zu nennen, die 1949 zur Sportlerin des Jahres gewählt wurde. In jüngerer Zeit sind die ehemalige Beachvolleyballerin Okka Rau (* 1977, war für den Hamburger SV aktiv) und die Ruderin Christina Hennings (* 1984) zu nennen, die 2006 Vizeweltmeisterin mit dem Frauenachter wurde.
Der Pharmakologe Heyo K. Kroemer ist Vorstandsvorsitzender der Charité.
Der in Loga (Leer) geborene Architekt Anton van Norden prägte das städtebauliche Gesicht von Peine.
Dem ermordeten Leeraner Mädchen Liesel Aussen (1936–Juli 1943) wurde im Jahre 2022 der Platz vor dem Zollhaus gewidmet und dort ein Denkmal aufgestellt.
Der Fregattenkapitän der Kaiserlichen Marine und Geschäftsmann Felix Connemann wurde 1875 in Leer geboren.

### Weitere Persönlichkeiten
- Focko Ukena (1370–1436), ostfriesischer Häuptling, machte Leer zeitweise zur führenden Stadt Ostfrieslands.
- Der evangelisch-reformierte Theologe, Historiker, Pädagoge und Gründungsrektor der heutigen Reichsuniversität Groningen Ubbo Emmius (1547–1625), geboren in Greetsiel, war mehrere Jahre lang an der Leeraner Lateinschule tätig.
- Johann Ludwig Hinrichs (1818–1901), Mitbegründer der deutschen Baptistengemeinden, war von 1849 bis 1853 deren erster Pastor.
- Adolf Grimme (1889–1963), Kulturpolitiker, Studienassessor in Leer.
- Ernst Reuter (1889–1953), deutscher Politiker und Bürgermeister West-Berlins, war Einwohner von Leer.
- Paul Oskar Schuster (1888–1971), von 1948 bis 1955 Oberkreisdirektor des Kreises Leer, dann bis 1963 Landtagsabgeordneter der CDU.
- Carl Dietrich Büttner (1897–1970), Speditionskaufmann und Reeder.
- Fritz Klimmek (1905–1963), Studienrat und Naturforscher, lehrte nach 1945 als Gymnasiallehrer am Teletta-Groß-Gymnasium für Mädchen.
- Ernst Pagels (1913–2007), von 1949 bis 2000 führte der Pflanzenzüchter in Leer eine bekannte Staudengärtnerei.
- Albrecht Weinberg (* 1925), Überlebender und Zeitzeuge des Holocaust, Ehrenbürger von Leer.
- Eta Linnemann (1926–2009), evangelische Theologin, wohnte im Ruhestand im Stadtteil Loga.
- Gerd Constapel (* 1938), Plattdeutsch-Autor, lebt in Leer.
- Marron Curtis Fort (1938–2019), Sprachwissenschaftler und Spezialist für Saterfriesisch und Plattdeutsch, lebte in Leer.
- Josef Piontek (* 1940), Fußballspieler und Trainer, begann seine Karriere beim VfL Germania Leer.
- Wilke Zierden (* 1987), Künstler und Webvideoproduzent, bekannt von Udo & Wilke
- Hip-Hop-Gruppe 102 Boyz kommt aus Leer.
- Sylvie Gühmann (* 1994), die Autorin ist in Leer geboren